# ダイハツ・ムーヴ
ムーヴ (MOVE) は、ダイハツ工業が生産・販売する軽トールワゴンのブランド（商標）、および車名である。

## 概要
発売時のキャッチコピーは「ムーヴしよう」。現在ではダイハツの看板車種、軽トールワゴンの代表的車種となった。
バックドアは5代目までは一貫して横開き式を採用していた（3代目の一部で跳ね上げ式も選択できたがそれでも横開き式が基本）が、6代目で遂に一般的なハッチバックにある跳ね上げ式（縦開き式）となった。横開き式のバックドアを採用した軽トールワゴンは5代目までの歴代ムーヴの他には、2014年まで残ったのは5代目のSUBARU向けOEMモデルの2代目ステラのみと実質1車種であり、過去にも三菱自動車工業のミニカ トッポ→トッポBJ→トッポに存在した程度の稀有な存在であった。
バリエーションは6代目まではノーマルモデルの「ムーヴ」（MOVE）と、1997年5月の一部改良で追加されたスポーティモデルの「ムーヴ カスタム」（MOVE CUSTOM）の2通りだったが、7代目からはカスタムが廃止され「ムーヴ」のみとなった。さらにこの2バリエーションは、シリーズ車種のコンテやそれぞれのOEM車種（5代目・6代目ムーヴ：2代目・3代目ステラ、コンテ：トヨタ自動車向けのピクシス スペース）でも共通となっていた。

## 初代 L600/602/610S型（1995年 - 1998年）
ベースはL500系ミラ。インパネはミラの物をそのまま流用している。マニュアル車にパートタイム4WD、オートマチック車にフルタイム4WDを用意していた。FFを主体としている軽自動車のパートタイム4WDとしては前年にフルモデルチェンジされた同社のミラに続いてこのムーヴが最後となった。外装はイタリアのデザイン会社I.DE.Aとダイハツの合作で、Aピラーからフロントバンパーに至るキャラクターライン（標準車のみ）とグリルレスのフロント廻り、縦型テールランプがデザイン上の特徴であった。兄弟車であるミラとフロアパンやインパネを共用する関係で、シート着座高はミラと大差なく、その分頭上空間が大きく取られている。
2世代目L900系以降は標準車とカスタムでテールランプが異なるが、初代は両車とも同じである。ドアの枚数は5枚で、上級モデルにはリアシートヘッドレストを標準装備。エンジンは新開発のEF型DOHCエンジンを搭載し、4気筒JB型エンジンのターボ仕様も設定。ターボ仕様はFFのみだった。グレードは、キャブレター仕様のFFが下からCA・CG・CL、EFI仕様のFFがCX、EFI仕様の4WDがCS・Z4、4気筒ターボがSRで、CSはCGに相当し、Z4はCXをベースにRV風の装備を施したものである。CA以上のグレードではキャブ仕様であってもタコメーターが標準装備された。
なおこのモデルは全高が高いため車内空間にはデッドスペースが存在するが、その分荷物の収容能力が高いことや、ガラス面積が大きいため見晴らしが良いという利点もあった。さらにこの時代の軽自動車にしては珍しくリアシートがスライド可能で、足元が広く中型セダンに匹敵する車内空間を兼ね備えていた。

### 年表

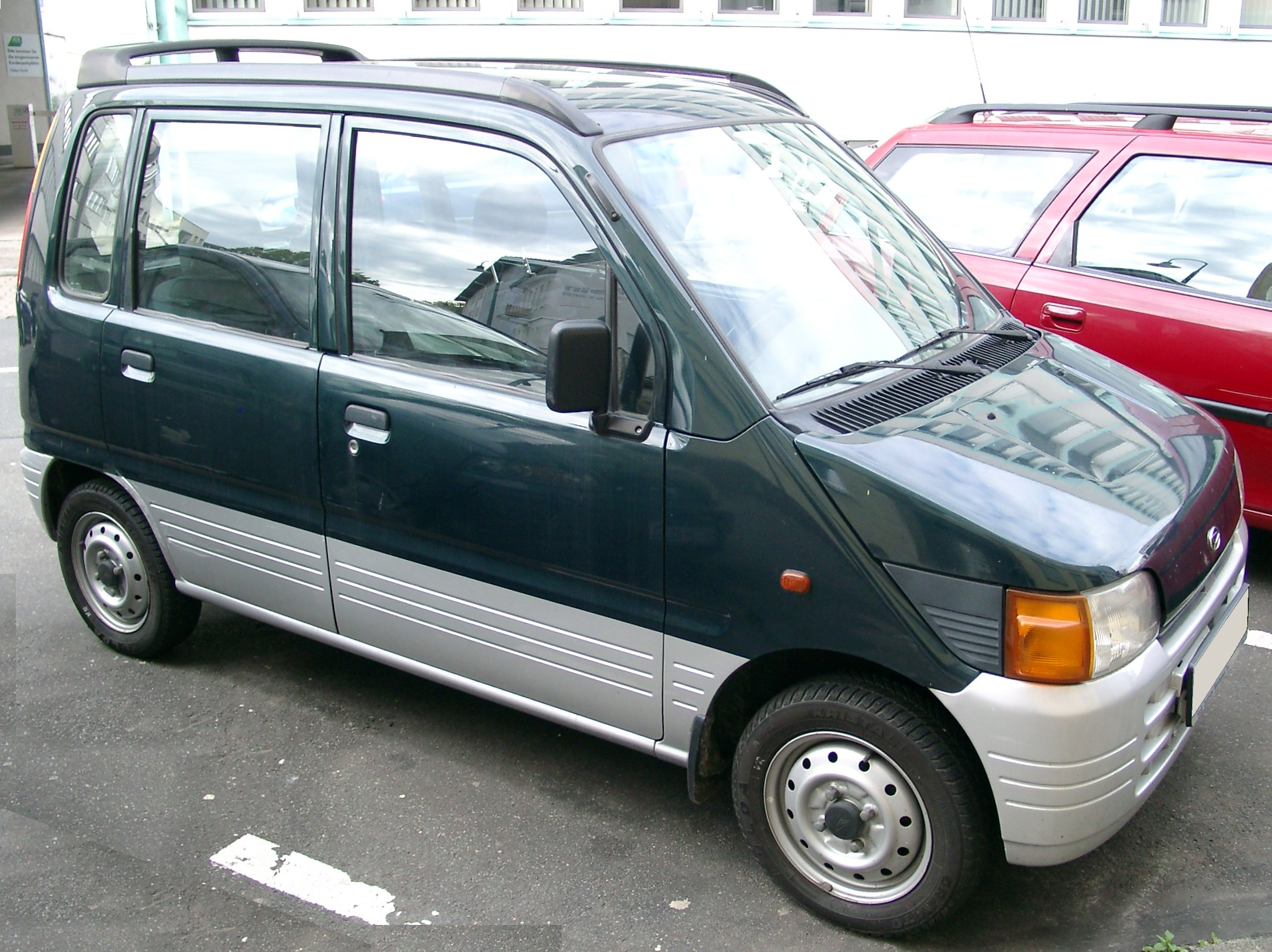
日本国外仕様
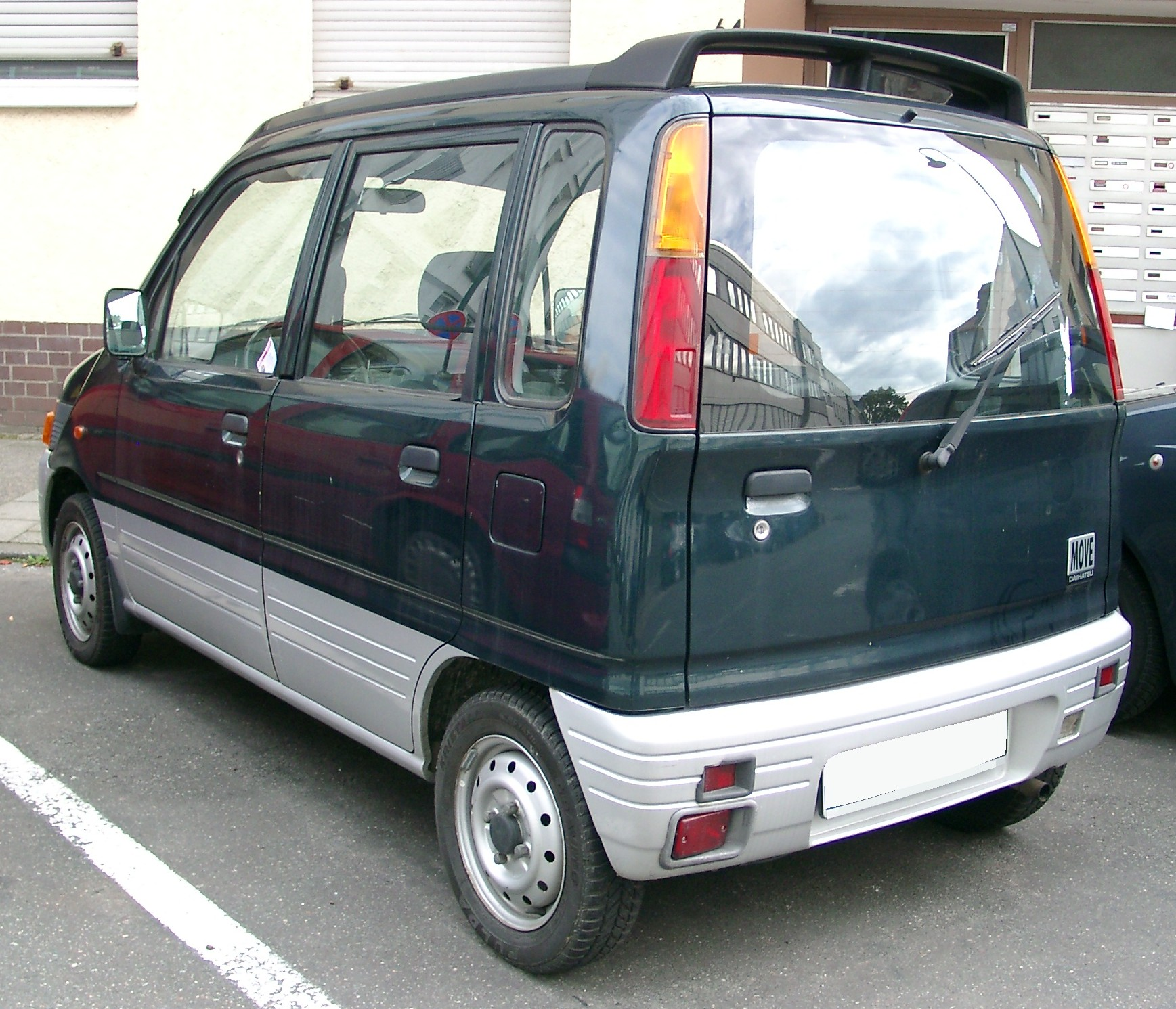
日本国外仕様 後

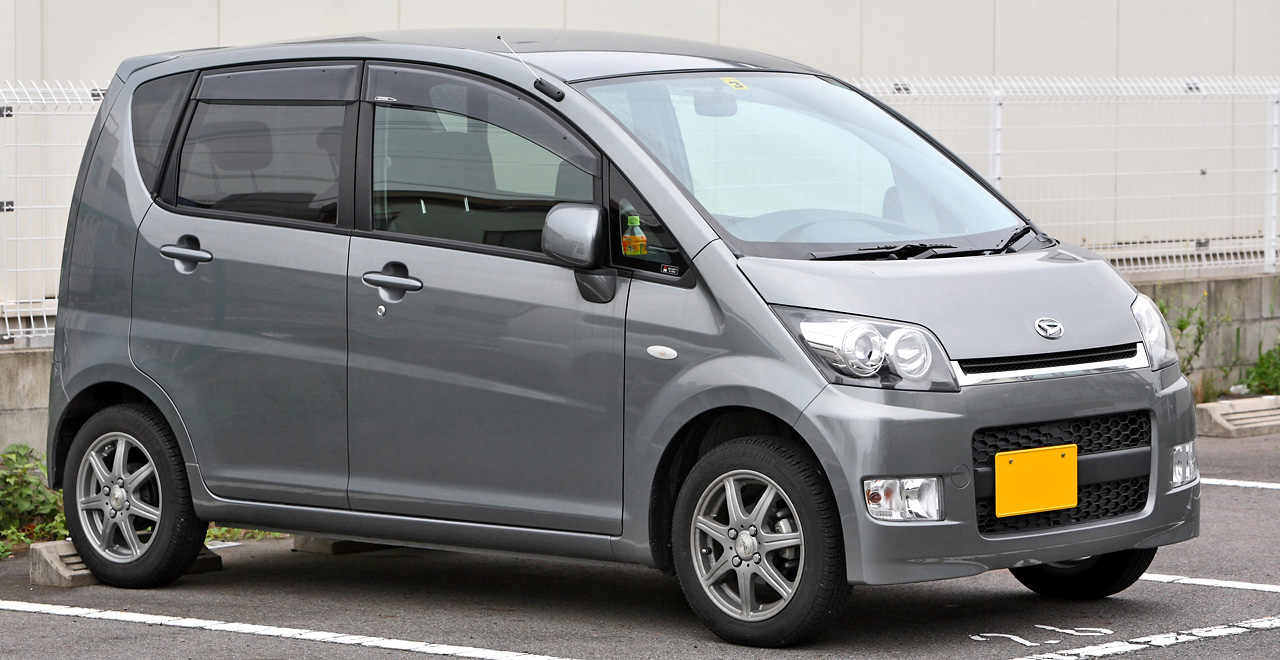
カスタム（初期型）
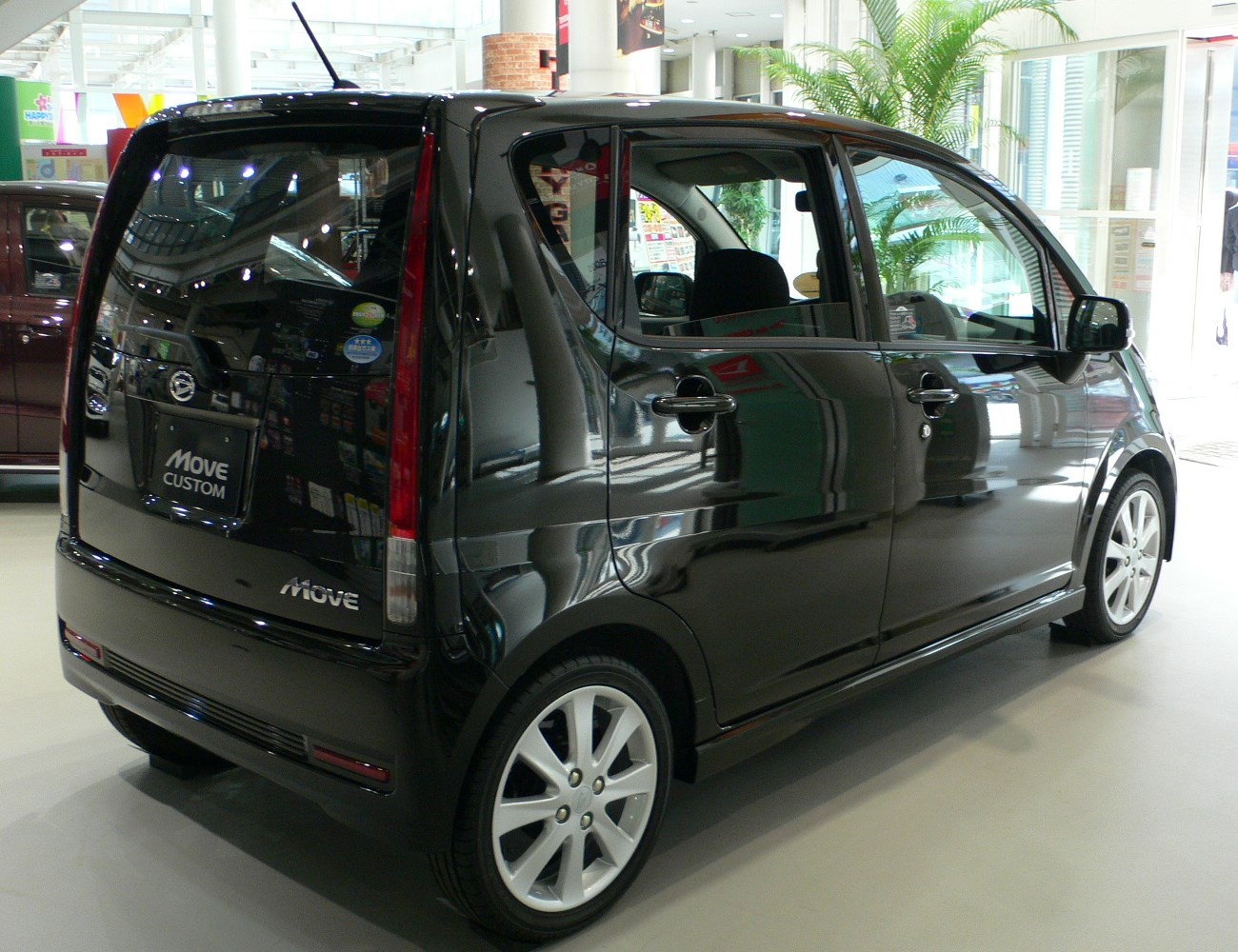
カスタム（初期型） 後
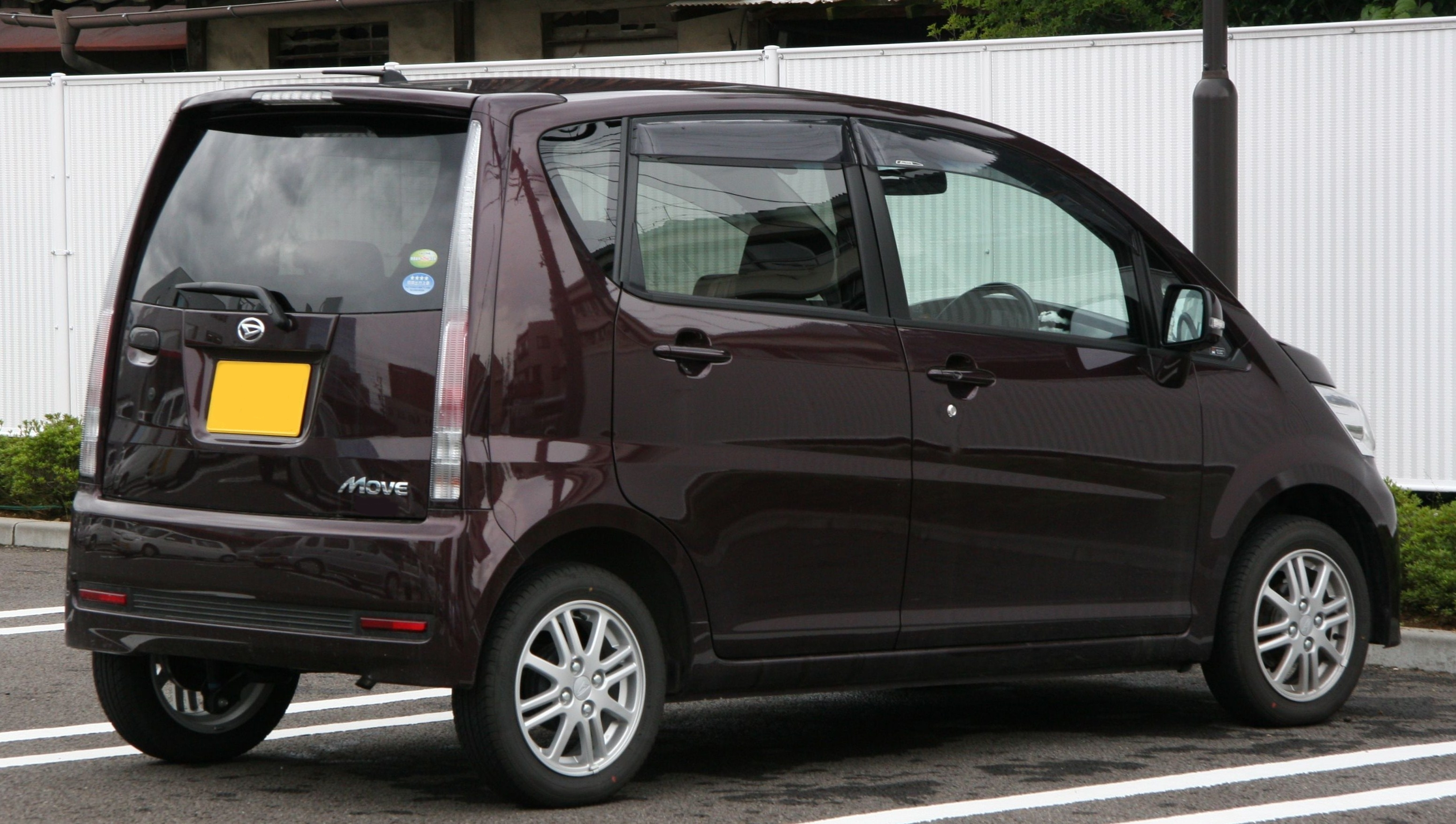
カスタム（後期型） 後

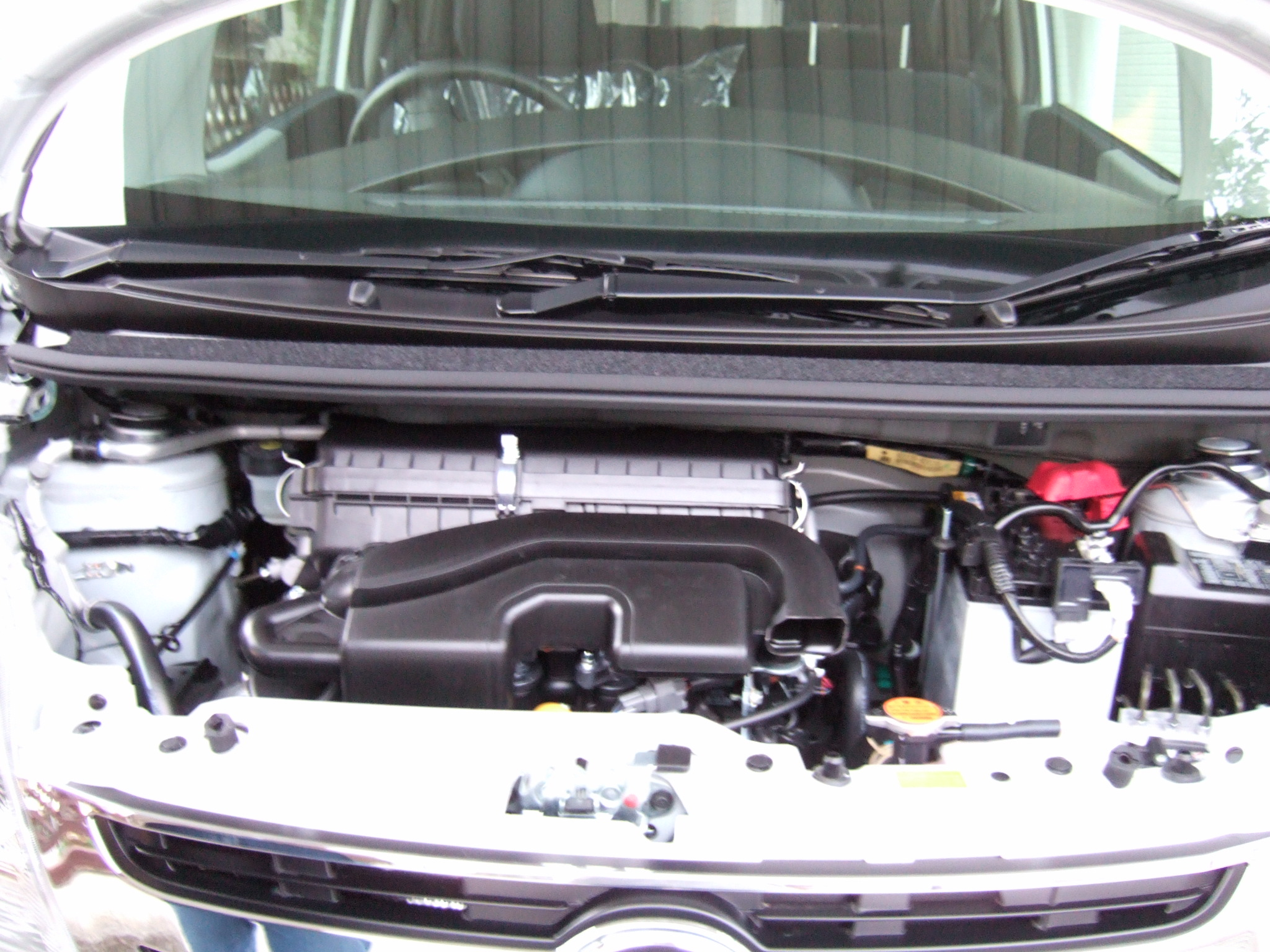
エンジンルーム

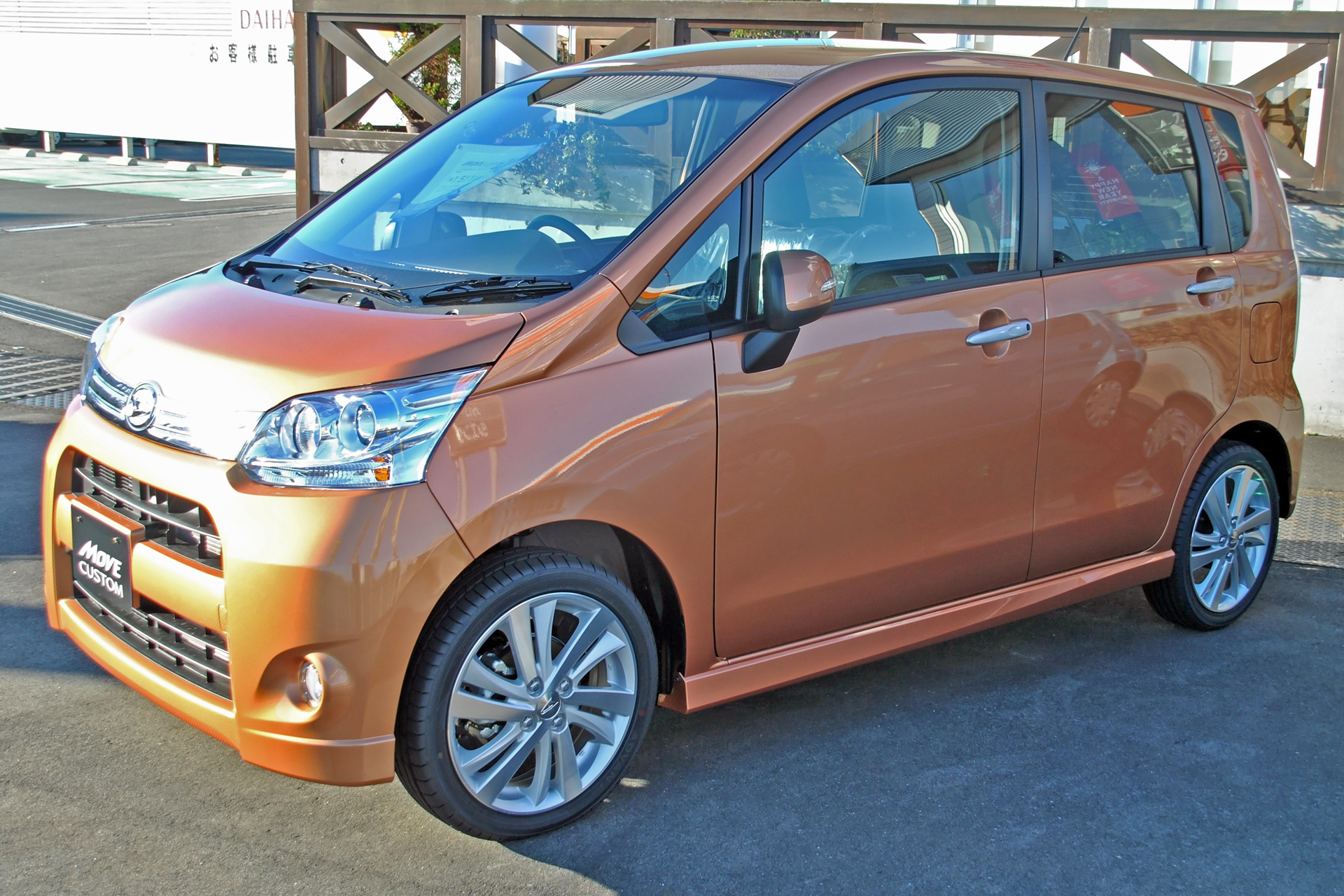
カスタムRS（初期型） 2010年12月 - 2011年8月
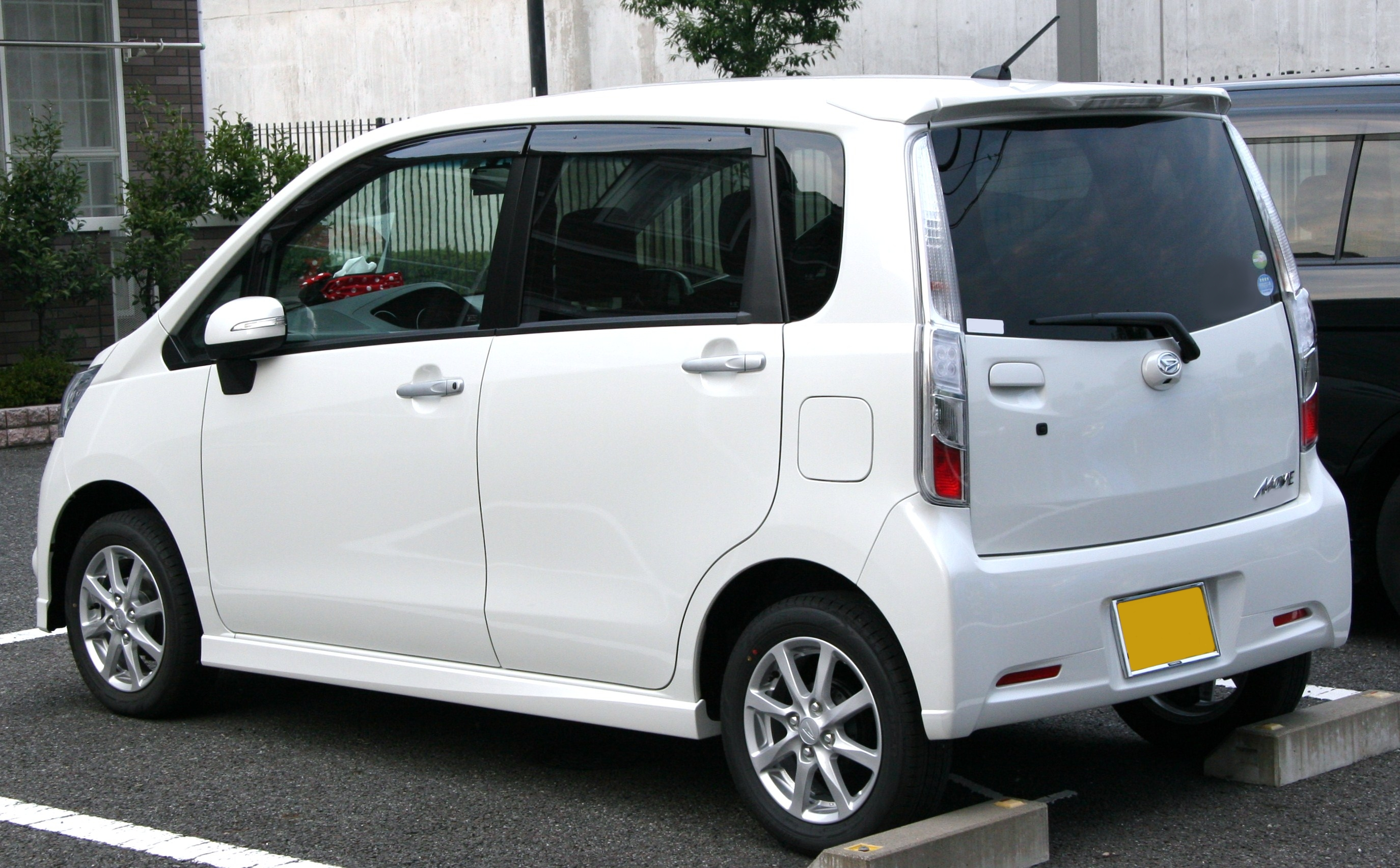
カスタムXリミテッド 後（初期型） 2010年12月 - 2011年11月
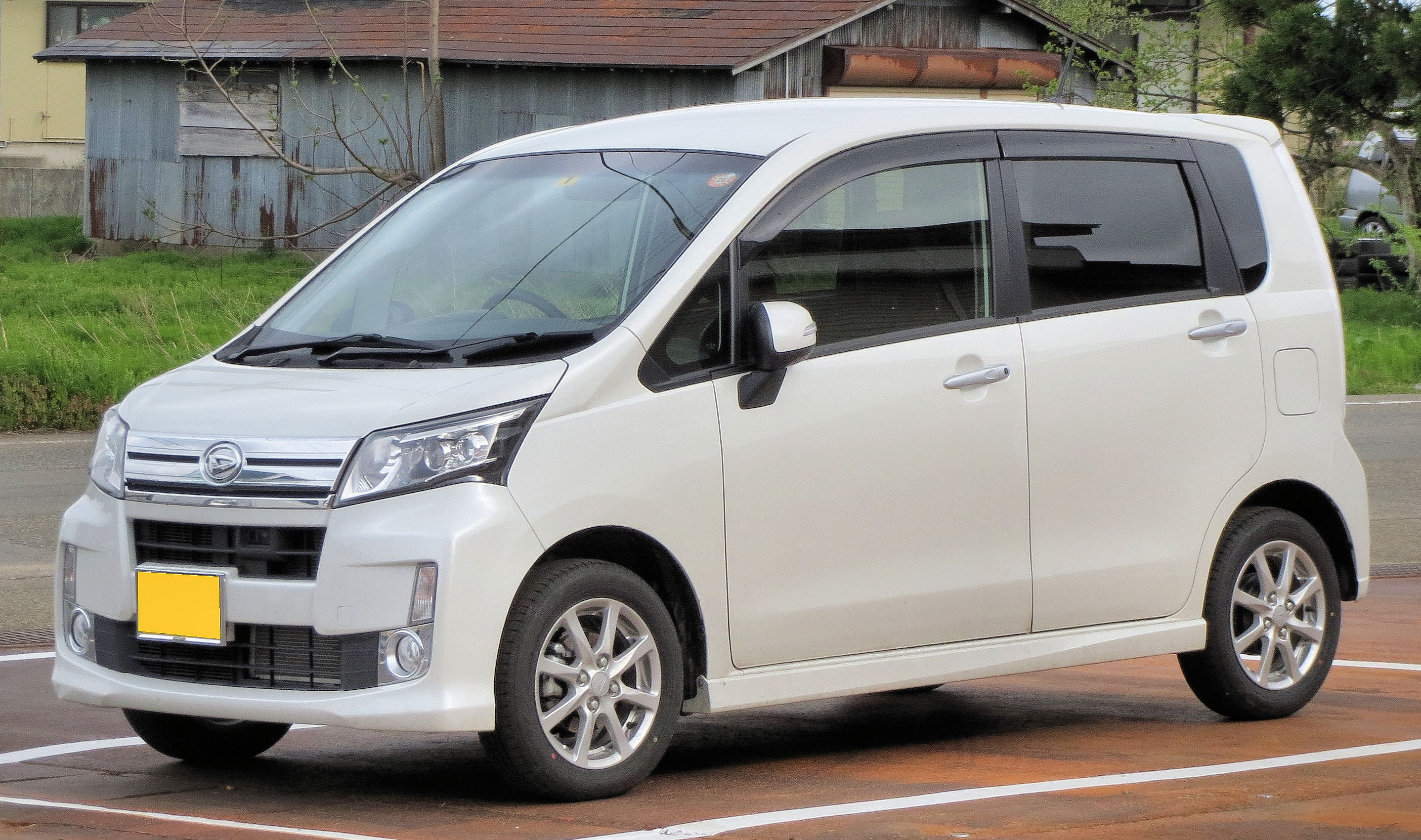
カスタム X"Limited SA" （後期型） 2012年12月 - 2014年12月
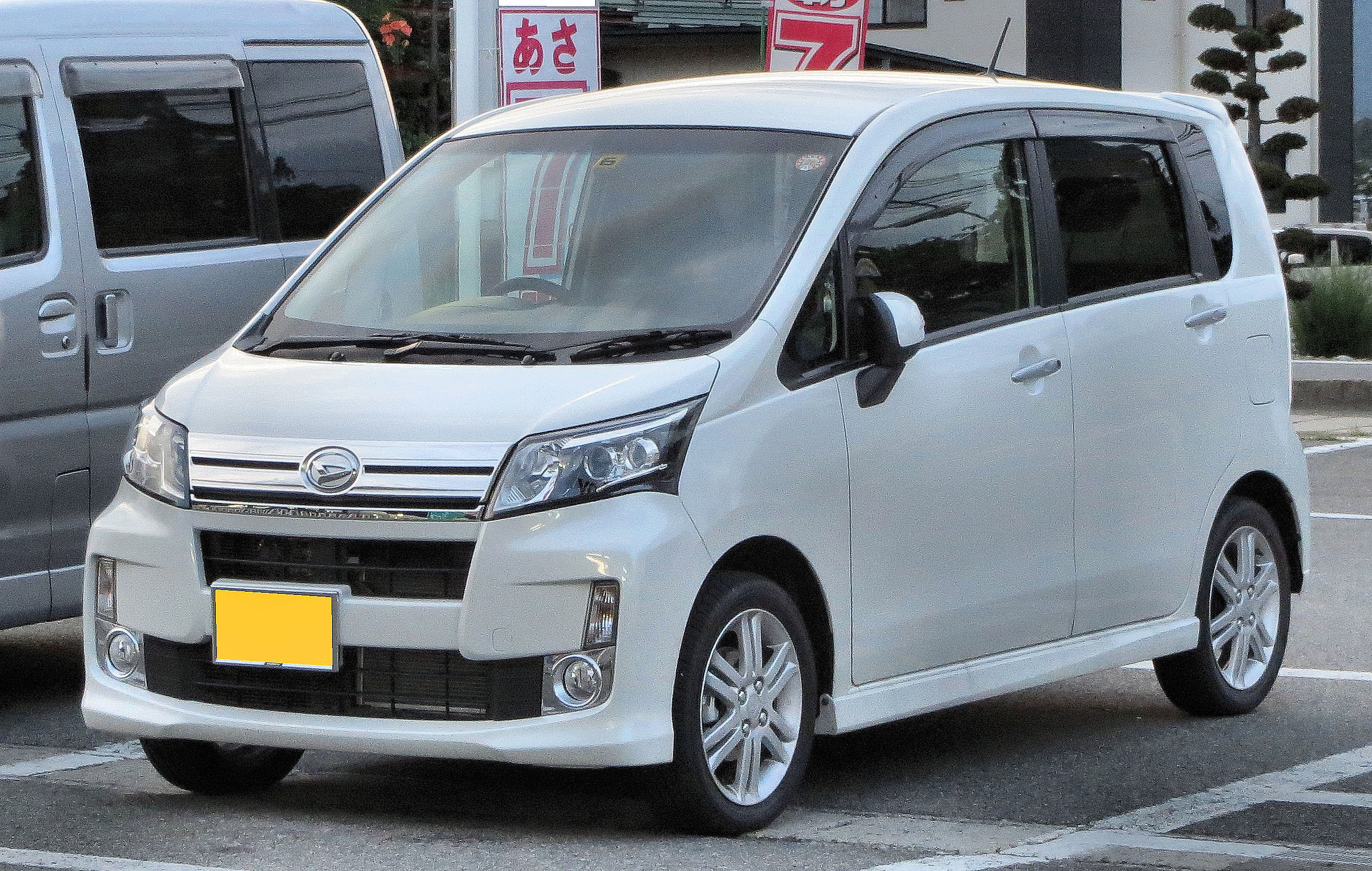
カスタムRS（後期型） 2012年12月 - 2014年12月
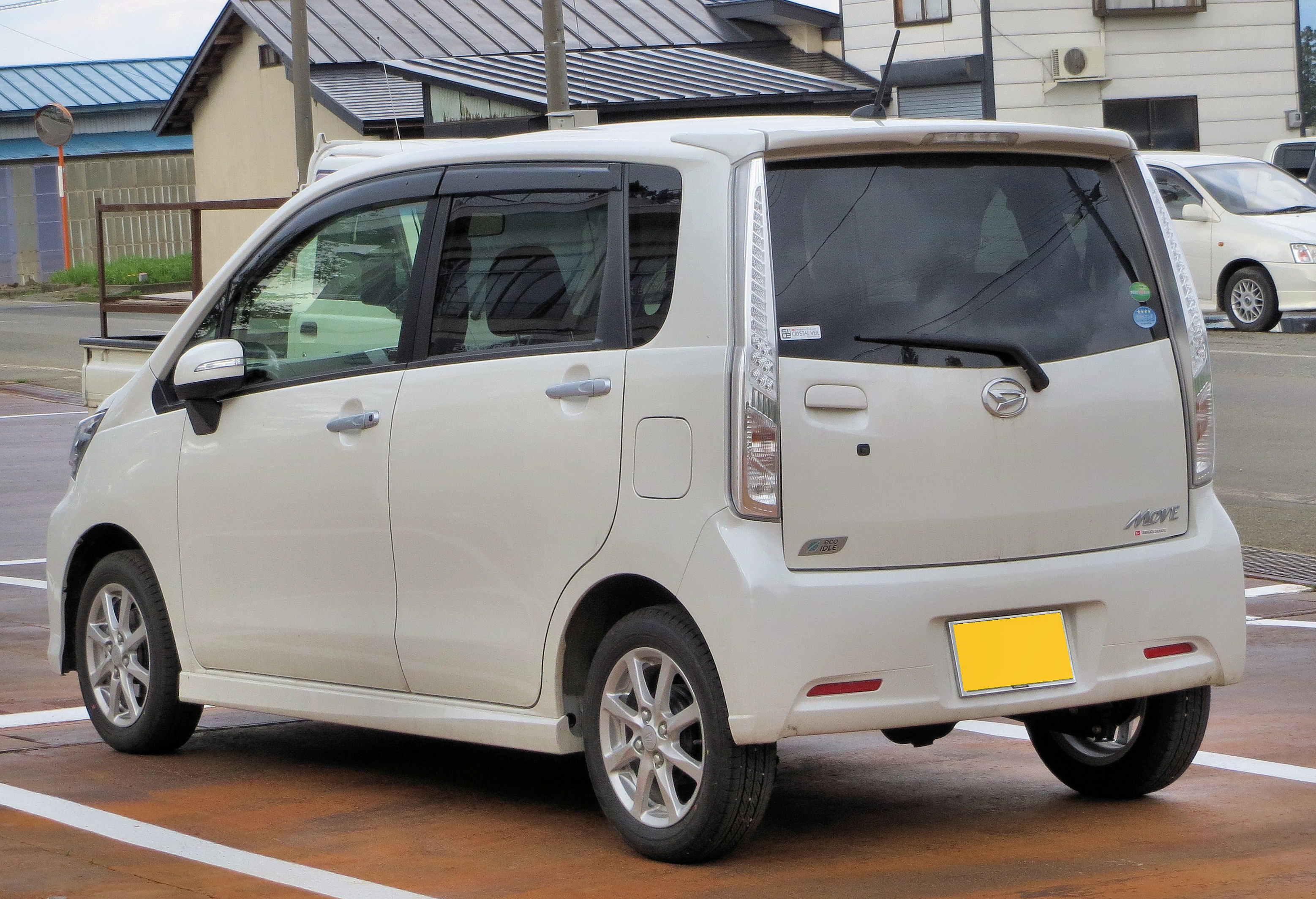
カスタム Xリミテッド"SA" 後（後期型） 2012年12月 - 2014年12月

- 1995年（平成7年）8月25日 - 発売。
- 1996年（平成8年）5月 - 一部改良。

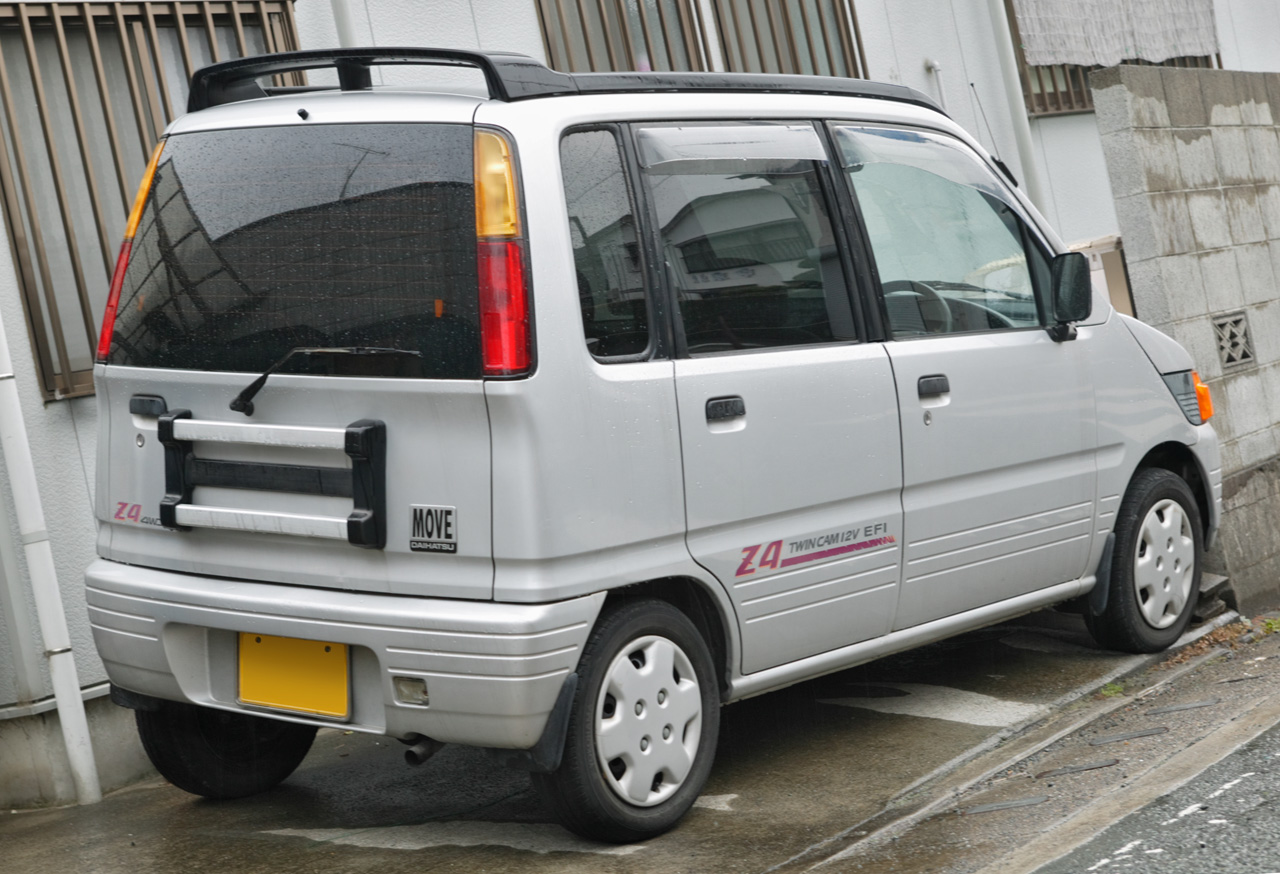
Z4 後
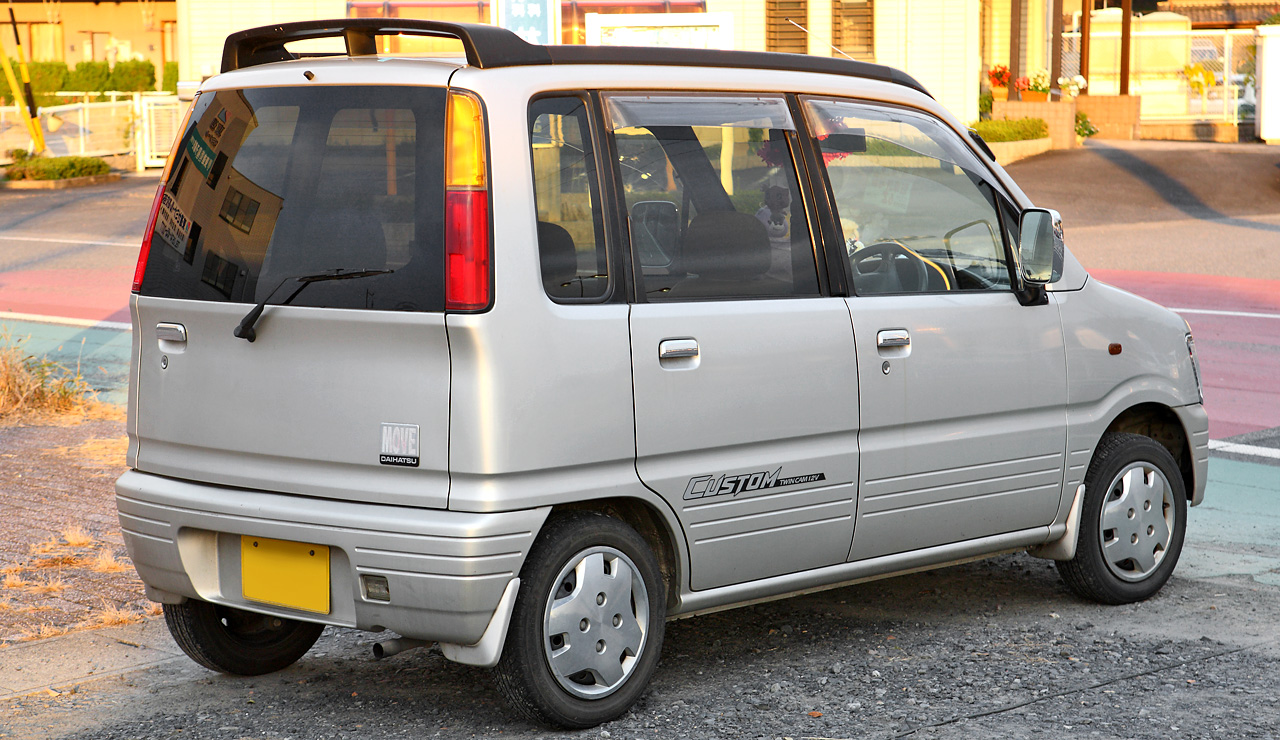
前席（運転席）SRSエアバッグシステム、パワードアロックを全車標準装備、ターボ車は13インチベンチレーテッドディスクブレーキに変更された。

新たに3気筒DOHCターボ（EF-RL型）がSRに搭載され、従来の4気筒ターボエンジン搭載車はSR-XXとなった。廉価版のCAがカタログ落ちし、CSの装備品がCGとCLの中間的な内容になった。また、Z4はバックドアガーニッシュが外され、代わりによりRVらしさを高めるリヤラダーが装備された。初期仕様ではシルバー車体のボンネット、エアロパーツを赤または黒のパーツを装備するツートーンカラーがオプション設定された。
- 1997年（平成9年）
  - 5月 - 一部改良。

ドレスアップモデルの「カスタム」シリーズ[注釈 1]（通称“裏ムーヴ”）を追加。カスタムはメッキグリルとフラッシュサイドのフロントフェンダーが特徴。またカスタムシリーズのひとつ「エアロダウンカスタム」は、ローダウンサスペンションを搭載し通常のムーヴよりも車高を15mm低く設定した上に、エアロパーツとアルミホイール、専用インテリアなどを装備。初代“裏ムーヴ”はフロントグリルの「MOVE」エンブレムの文字色がレッド。以降→シルバー→ゴールドと変更される。
同時に標準車はフェイスリフトを行い、外見はヘッドライトの横のウインカーランプのレンズがクリア化され、その後にあるガーニッシュもプレスライン入りのブラックまたはシルバーの物から、クリアータイプに変更。CSがカタログ落ちし、CLに4WDを追加する。また、CXのATが4速に変更された。
  - 7月 - 福祉仕様としてムーヴスローパーとムーヴフロントシートリフトが追加された。ムーヴスローパーはリアサスペンションが下がり、スロープが出てくることによりリアに車椅子のままスロープを利用して乗車可能としている。スローパーの初代、二代目はSUVの様にテールゲートにスペアタイヤが取り付けられていた。
  - 12月 - マイナーチェンジを実施。4気筒JBエンジン搭載のエアロダウンカスタムXXが追加され、SRが消滅、SR-XXは3気筒EF型エンジンに変更された。なお、CLはキャブレターからEFIに変更され、CXには13インチアルミホイールを標準装備。他、装備面の見直しや内装の変更。

- 1998年（平成10年）
  - 9月[1] - 生産終了。在庫対応分のみの販売となる。
  - 12月[2] - 在庫対応分がすべて完売し、販売終了。

- Z4
後
- カスタム
後

- 日本国外仕様
- 日本国外仕様
後

## 2代目 L900/902/910S型（1998年 - 2002年）
軽自動車の規格改正（衝突安全性の見直し）にあわせフルモデルチェンジ。プラットフォームは先代のものを踏襲しつつ、新規格に対応させるための設計変更で極力コストを抑えて開発された。前後ドアアウターパネルを先代モデルから流用（ただしアウターパネルのプレスライン自体が異なる）するなど、基本的に先代モデルをベースとしているが、外見上の造形はリファインが計られている。標準車前期のデザインは、エクステリア・インテリア共にジョルジェット・ジウジアーロ率いるイタルデザインが担当。前期型標準車のカタログにはジウジアーロのサインが入っていた。カスタム/RSは標準車を基本にダイハツ社内で手を加えたもの。フロントグリル、フロントフェンダー、前後バンパーなどのデザインが異なっていた。
先代は着座位置が低いままに天井高を上げたためにデッドスペースが生じたが、フロアパンの見直しによって改善が図られた。ミラと共用していたインパネもムーヴ専用設計となった。グレード体系はこれまで通り標準車とカスタム系の2本立てとなっている。
カスタムはエンジン吸気方法の違いによって「エアロダウンカスタム（ターボチャージ型）」および「カスタム（自然吸気型）」に分けられている。
標準車は2000年（平成12年）10月のマイナーチェンジの際に「カジュアル」という通称が付けられた。衝突安全ボディ「TAF（タフ）」、軽自動車初となるデュアル（運転席および助手席）SRSエアバッグ、パワードアロック装着車には「衝撃時にドアロックが解除され、ハザードランプ、ルームランプおよびドーム型室内ランプが点灯する」衝撃感知安全システムを装備すると共に、プリテンショナー＋フォースリミッター機構付きシートベルト、ブレーキアシスト付ABSをオプション設定。さらに、「エアロダウンカスタム」の2WD車と「SR-XX」の2WD・AT車にはABS・TCS・横滑り制御を組み合わせ、雨や雪道等の滑りやすい路面での安全性ならびに快適性に寄与するDVSをオプションで設定するなど、安全性が向上された。
電動ガラスサンルーフ、オートエアコン、カロッツェリア カセットステレオ&16 cmフロントスピーカー、1DIN CDオートチェンジャー（6連奏）、リア吊り下げ式スピーカー、コンパクトカーナビゲーションシステム、キーレスエントリー（リモコン）、パワーウインドウ等の快適装備もオプション設定された。なお、逆に最廉価グレードのCGにはパワーウインドウ・集中ドアロック（キーレスエントリー）は注文装備となり、当時の軽乗用車としては珍しくなった運転席からバックドアの施錠ができる電磁バックドアロック（集中ドアロックが装備されると付かない）が付いた。初代ではほとんどのグレードにタコメーターが付いていたがこの代より5代目までカスタム系やSRが中心となる。

### 年表
- 1998年（平成10年）10月6日 - 軽自動車の規格改定にあわせ2代目にフルモデルチェンジ。
- 1999年（平成11年）
  - 5月6日 - 女性ユーザー向けに特別仕様車「ハローキティ」を発売。「CL」をベースにキティ仕様のエンブレム、デカール、メーターパネル、インナードアロックノブ、標準車唯一のフロントベンチシートが装備されている。同時に「CX」と「Z4」にCVT仕様車が追加された。
  - 5月21日 - 先代でも設定されていた福祉車両「ムーヴ スローパー」と「ムーヴ フロントシートリフト」を追加[注釈 3]。
  - 6月30日 - 「CL」をベースに一部装備を見直し、価格を引き下げた特別仕様車「CLセレクション」を発売。
  - 11月30日 - 一部改良。

グレード体系を変更し、カジュアル系でJB-DET型直列4気筒DOHC16バルブインタークーラー付ターボエンジンを搭載した「SR-XX」が消滅し、代わりにEF-DET型3気筒DOHC12バルブインタークーラー付ターボエンジンの「CR」が登場した。
カスタム系はバックランプが右側角型1灯からリフレクター内蔵の角型左右2灯に（前期型はプロビジョンのみ）変更され、これに伴いテールランプの意匠も変更された。また、ルーフレールを省略し廉価とした「エアロダウンカスタムS」と「カスタム」をベースに一部装備を省略化した「カスタム Lセレクション」を追加。積雪地域からの要望に応え、「カスタム」と「エアロダウンカスタムXX」の4WDに5速MTを装備した「M4」[注釈 4]を設定した。他のグレードも、オプション装備であった木目調インパネの標準採用など内外装の充実を図っている。また、前述のDVSのオプション対象グレードを「エアロダウンカスタムXX（エアロダウンカスタムから改名）」に加え、「カスタム」と「エアロダウンカスタムS」の2WD車、「CX」と「CR」の2WD・4AT車にも拡大。「ハローキティ」もオプションパッケージ「キティリミテッドパック」を追加設定し販売を継続。また、カジュアル系のフロントグリル周囲に、メッキモールを追加。
  - 12月15日 - 福祉車両を一部改良。「スローパー」は生産をインライン化したことで納車期間の短縮と13.2万円の大幅な価格引き下げを実現した。「フロントシートリフト」も装備を一部見直したことで車両価格を引き下げた。
- 2000年（平成12年）
  - 5月31日 - 特別仕様車「Sエディション」を発売。

「CLセレクション」をベースに、2DIN CDカセットステレオ&16 cmフロントスピーカー、カジュアルベンチシート、メッキタルボドアミラー&メッキドアアウターハンドル、スモークドガラス（リヤドア、クォーター、バックドアウインドゥ）、ホワイトリヤコンビネーションランプ、バックドアスポイラー、13インチアルミホイールを装備した「カジュアル Sエディション」、「カスタム Lセレクション」をベースに、 ABS（ブレーキアシスト付）、カロッツェリア カセットステレオ 1DIN CDオートチェンジャー（6連奏）&16 cmフロントスピーカー、サイドストーンガード、メッキドアミラー（2WD車は電動格納式、4WD車は電動ヒーテッド）､メッキドアアウターハンドル、ホワイトリヤコンビネーションランプ、13インチアルミホイールを装備した「カスタム Sエディション」、「エアロダウンカスタムS」をベースに、ABS（ブレーキアシスト付）、カロッツェリア1DIN MDチューナーアンプ&1DIN CDオートチェンジャー（6連奏）、16 cmフロントスピーカー&リヤ吊り下げ式スピーカー､ウッドステアリングホイール､ウッド調メーター&センタークラスターを装備した「エアロダウンカスタム Sエディション」の3グレードが用意される。
  - 10月4日 - マイナーチェンジ。

衝突安全ボディ「TAF」の性能アップや安全インテリア「SOFI（ソフィ）」の採用により安全性能を向上、MT車にはクラッチスタートシステムを追加装備した。
カスタム系はフロントデザインを一新し、ヘッドランプとフォグランプが繋がったひょうたん型のライトとなった[注釈 5]。これには当時市場に流通しつつあった色温度の高いヘッドランプの風合いを出すために淡青色に色づけされているものもあった。またテールランプが若干長いデザインになり、フロントフラッシャーランプが角型から丸型、バックランプが角型2灯から丸型2灯に変更されたことによって、バンパー部の意匠にも変更が見られる。なお、新グレードとして、よりスポーティー感を強めた「エアロダウンカスタム」のグレード名をおよそ11ヶ月ぶりに復活させ、2DINオーディオ（CD/MD・AM/FM）、ABSを標準装備した「リミテッド」シリーズを「カスタムL」・「カスタムターボ」・「エアロダウンカスタム」に設定。また「ハローキティ」（12月発売）はカスタム系ベースに変更された。
カジュアル系はヘッドランプ（全車マルチリフレクター化）や前後バンパー、テールランプなどが変更され、センターグリルを装着するというマイナーチェンジを行ったが、ジウジアーロのサインは削除された。新グレードとして、新カジュアルベンチシート（AT車）、2DIN CD・AM/FMステレオ、アルミホイールなどを標準装備した「CLリミテッド」と同仕様のターボ車「CX-T」を追加し、2DIN CD・AM/FMステレオ、スモークドガラス、メッキ電動格納式ドアミラー（2WD車）を装備した特別仕様車「Pico」もラインナップされた。なお、FF車専用のEF-SE型3気筒SOHC6バルブEFIエンジン仕様車および同FF車専用の3速コラムAT仕様車が廃止され、カジュアル系・カスタム系に関わらず自然吸気モデル全車がタコメーターなしの1眼式の大型スピードメーターに統一された。なお、本マイナーチェンジ以降、標準車とカスタムの本カタログ/Webカタログが分割された。
- 2001年（平成13年）
  - 1月9日 - ディスチャージヘッドランプ、専用大型フロントエアロバンパー（バンパー・ヘッドランプグリル一体式）・ダーククロームメッキグリル・ステアリングシフトなどを採用した「エアロダウンRS」を追加。オーディオ類を追加した「エアロダウンRSリミテッド」も設定された。これにより、1ボディ3フェイスのバリエーションとなる。
  - 4月6日 - 福祉車両「スローパー」にタイヤパンク状態でも一定距離はそのままの状態で走行できるランフラットタイヤを装備した「SL-Limited II」とDVSを標準装備した「SL-Limited III」の2グレードを追加。
  - 5月17日 - ムーヴの生産累計台数100万台達成を記念し、特別仕様車「メモリアルエディション」2車種を発売。「CL」をベースにした「メモリアルエディション」は2DINオーディオとフロントスピーカー、スモークドガラスを装備し、アウタードアハンドルと電動格納式ドアミラーにはメッキ仕様とした。カスタム「L」をベースにした「RSメモリアルエディション」は「RS」専用の外観装備を施し、ディスチャージヘッドランプ、2DINオーディオ、13インチアルミホイールを装備している。
  - 10月3日 - 一部改良。独自の排出ガス浄化触媒「TOPAZ（トパーズ）触媒」を新搭載し、浄化性能を飛躍的に向上。特にEF-VE型エンジン搭載の2WD車は「超-低排出ガス（平成12年基準排出ガス75 %低減レベル）」認定を取得した。このほか、内装のリファインを行い、「CG」を除くAT車はベンチシートとなった。「エアロダウンRSリミテッド」はSRSサイドエアバッグを追加し安全性を向上。4WD車は電子制御4AT+ステアシフトを採用、「カジュアルターボ メモリアルエディション」にはブレーキアシスト付ABSを標準装備化した。新グレードとしてツインカム4気筒16バルブEFIターボエンジンを搭載し「RS」専用装備とディスチャージヘッドランプ、15インチアルミホイール等を装備した「エアロRS-XX」（2DINオーディオとSRSサイドエアバッグを装備した「エアロRS-XX メモリアルリミテッド」も設定）、SRSサイドエアバッグ、ブレーキアシスト付ABS、13インチアルミホイール、2DINオーディオを装備したPARCOとのコラボレーショングレード「カスタムパルコ」、「カスタムパルコターボ」を追加した。
  - 12月27日 - 「RS」の外観と「パルコ」シリーズの特別装備2DINCD/MD・AM/FM付オーディオとフロントスピーカー&リア吊り下げ式スピーカーを装備した「RSパルコ」を追加。なお、エンジンはEF-VE型を搭載し、独自開発の排出ガス浄化触媒「TOPAZ触媒」も搭載されている。
- 2002年（平成14年）
  - 6月3日 - コンパクト・ナビゲーションシステムIIを装備した「ナビエディション」シリーズを発売。カジュアル系の標準タイプと「Sパッケージ」、CD/MDや安全装備を充実した「カスタムパルコ」、「カスタムパルコターボ」、「RSパルコ」の全5タイプを設定した。
  - 9月[3] - 生産終了。在庫対応分のみの販売となる。
  - 10月 - 3代目と入れ替わって販売終了。

標準

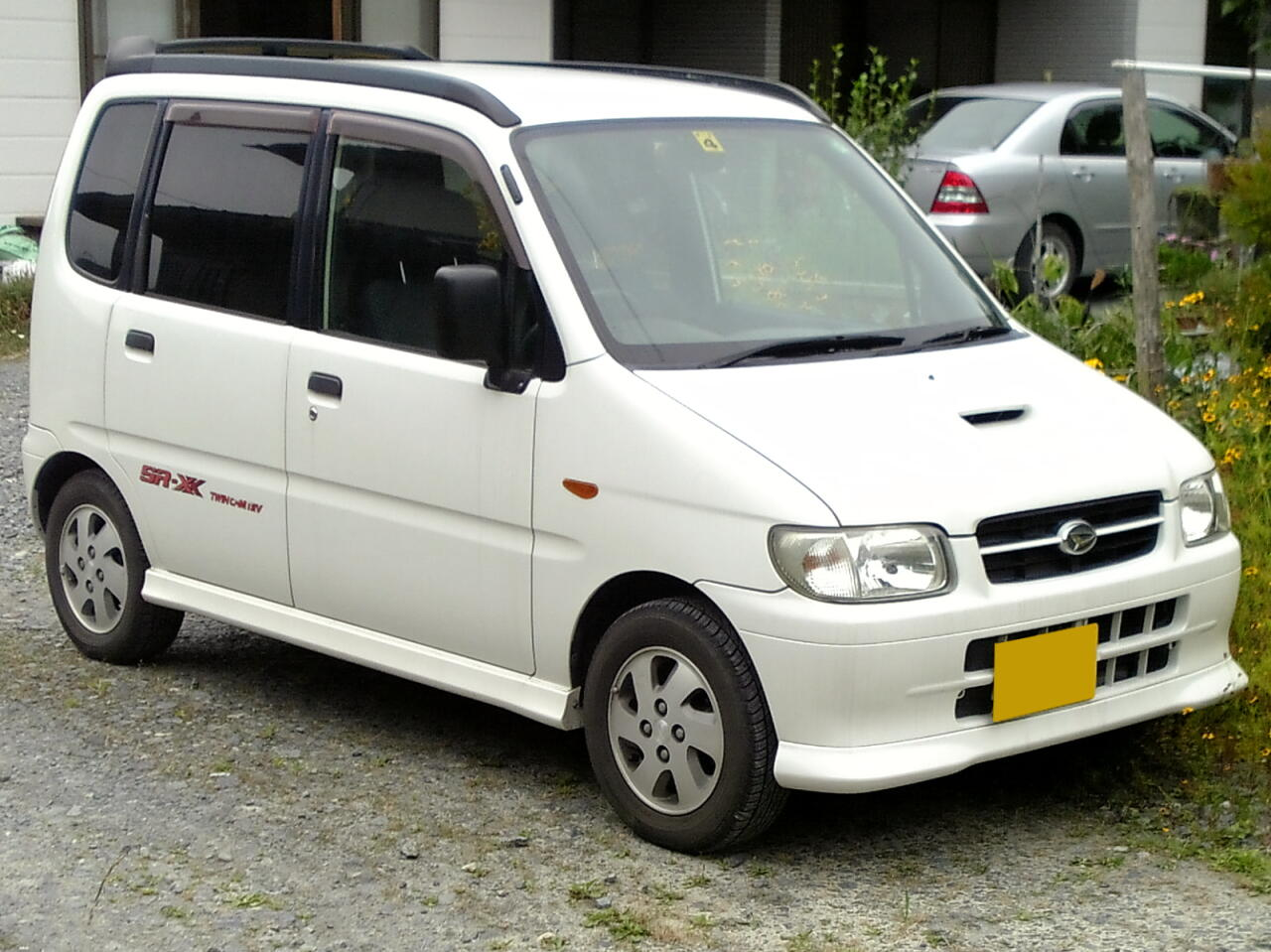
SR-XX
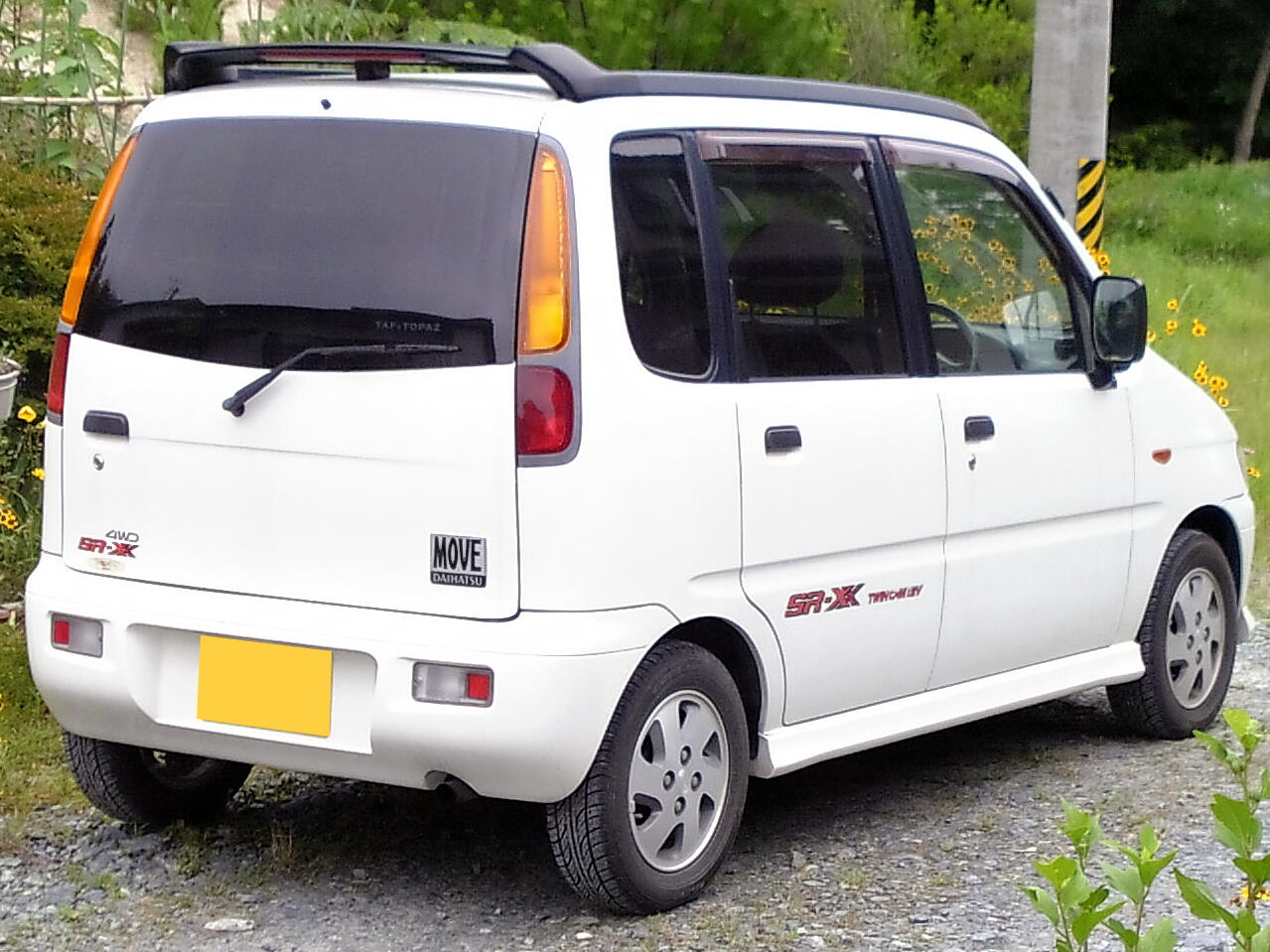
SR-XX 後
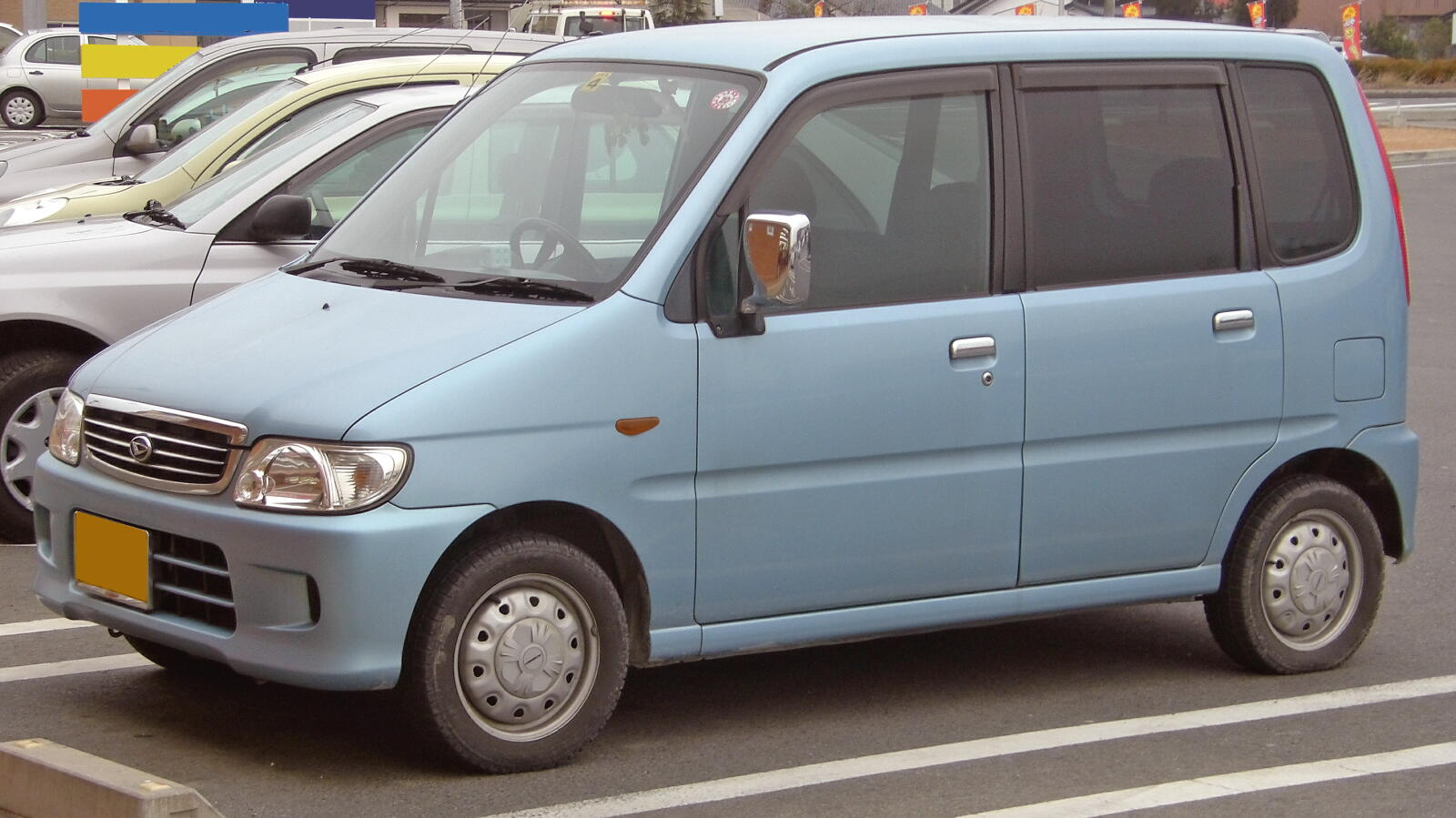
CX（後期型）

カスタム/RS

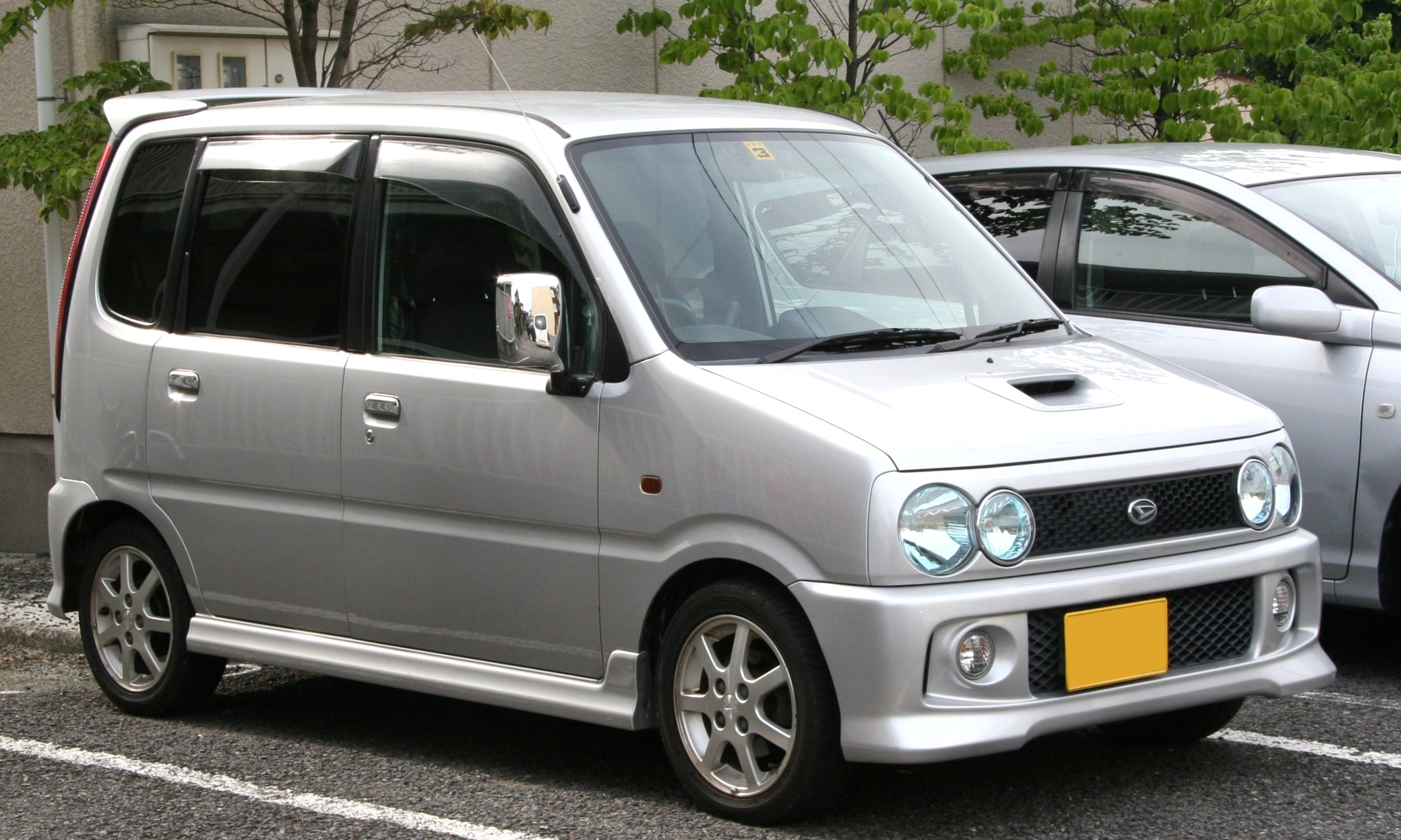
エアロダウンカスタム（後期型）
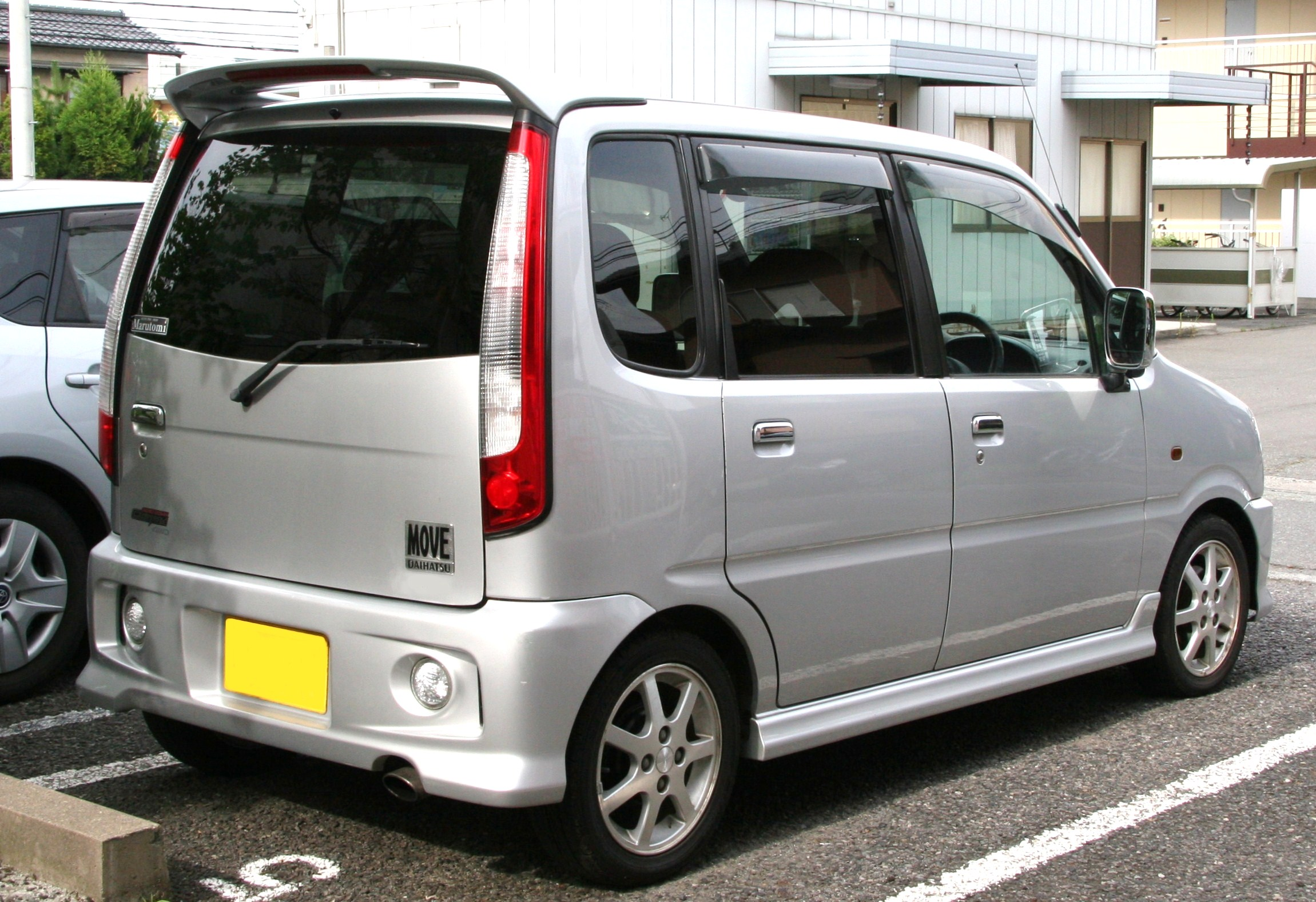
エアロダウンカスタム（後期型） 後
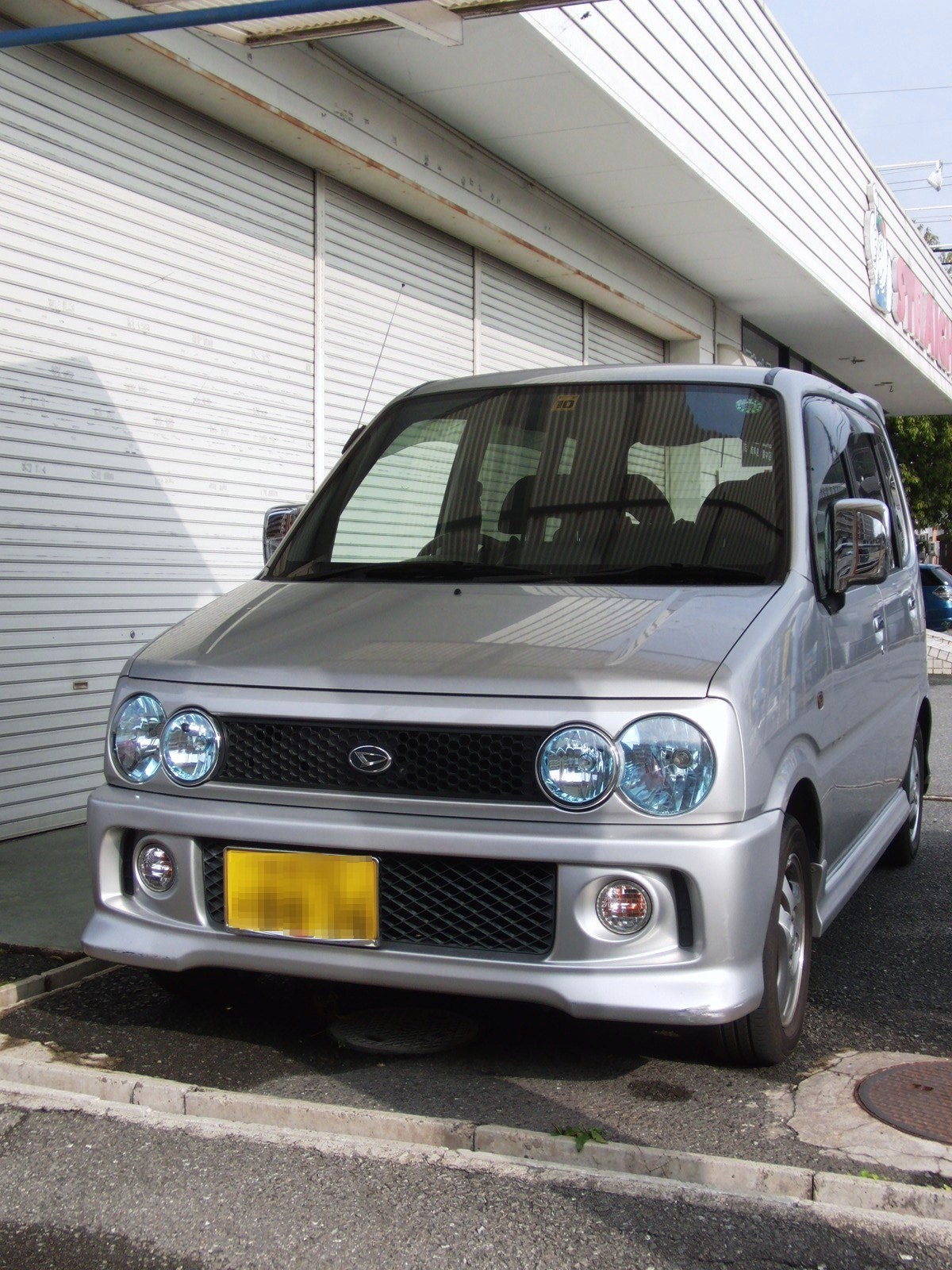
パルコ（後期型）
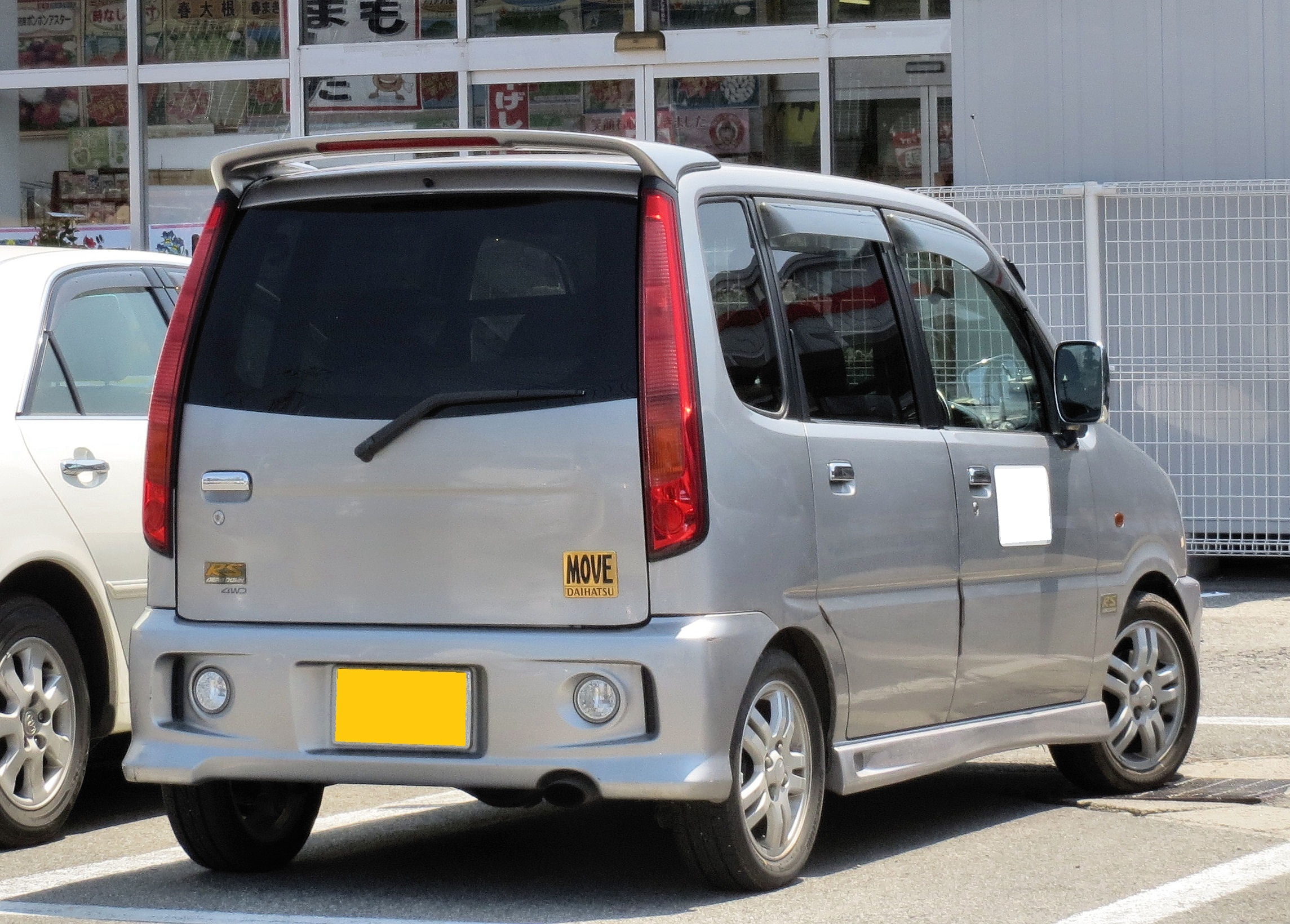
エアロダウンRS 4WD（後期型） 後

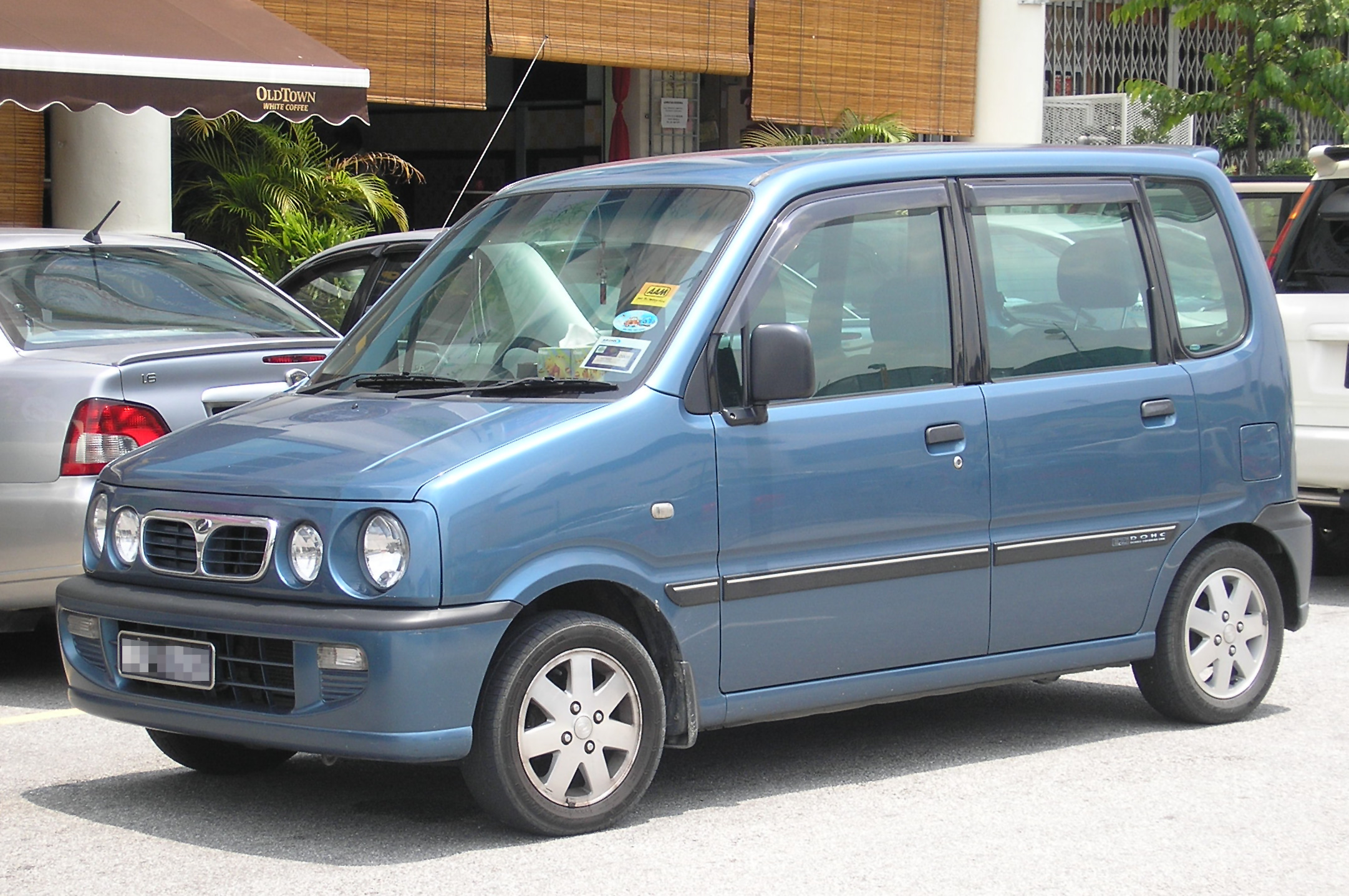
プロドゥア・クナリ （マレーシア仕様）

## 3代目 L150/152/160S型（2002年 - 2006年）
標準車（カジュアル）は「生活革新！エキサイティングミニバン」をテーマにした、カジュアルで上質感のある内外装デザインに対し、カスタムは「モバイル世代のラジカルボックス」をテーマにした、若者向けの先進的でスポーティな内外装デザインとしていた。この代から、リアのナンバープレートの位置が異なり、ノーマルタイプはリアバンパーに、カスタムはバックドアにナンバープレートの位置がくるようになる。
新開発のプラットフォームが採用され、オプションにもiモードやエアコン、オーディオ、外気温など、車両情報の表示ができるDVDナビゲーションシステムや、減速制御や先行車の追従走行が可能なレーダークルーズコントロールなど、多数の先進・豪華装備が用意された。
福祉仕様のスローパーのスペアタイヤ設置場所がテールゲートから室内に変更。バックドアは先代同様横開き式が標準だが、一部グレードで跳ね上げ式を設定できた。この場合、バックドアのドアハンドルは「HATCH BACK」と記されたフタでふさがれるため、バックドアタイプの違いが容易に区別できる（跳ね上げ式を選択した場合、標準タイプについてもカスタムと同じリヤスタイルとなった）。2014年12月に6代目へフルモデルチェンジするまで、跳ね上げ式バックドアを選択できた唯一のムーヴであった。前期型のみ、ボディカラーがスチールグレーメタリック（S30）の場合、跳ね上げ式バックドアは選択不可能となる。
今世代からカスタムの最上級グレード「エアロダウンカスタム」の名が消滅し（「エアロダウンRS」と統合）、「カスタムRS」に名称変更した。尚、JB型4気筒ターボエンジンが設定されたのはこのモデルまでとなった。

### 年表
- 前期型

2002年（平成14年）10月15日 - フルモデルチェンジ。
型式は3気筒EFエンジンのFF車がL150S、4気筒JBエンジンFF車がL152S、4WD車は3気筒のEFエンジン車のみのため全車がL160Sとなる。ムーヴL全車のほか、2代目モデルの「M4」系グレードを引き継ぐ形でカスタムX、Rの4WD車のみ5MTの設定がある。コラム4AT／5MTでそれぞれシートのパターンが異なる。カスタムRS系グレードはMOMOブランドの革巻ステアリングが標準装備され、カスタムRはステアリングのDマークがメッキエンブレムを装着した仕様となる(Dマークの凹モールドが基本である)。カスタムのミラーカバー、ドアハンドルはメッキとなっている。まだハイマウントストップランプはカスタムRS、RSリミテッドのみ標準装備で、タコメーターもカスタムR、RS、RSリミテッドのみ標準装備であった。カスタムXにはフロアCVTも設定されている。
- 2003年（平成15年）
  - 5月6日 - 一部改良と特別仕様車「カスタムXリミテッド」、「カスタムRリミテッド」を発売。両仕様ともディスチャージヘッドランプ、電動格納式カラードドアミラー[注釈 7]、カラードアウタードアハンドル、ハイマウントLEDストップランプを装備。さらに、前者は3代目ムーヴのNAエンジン仕様では初となるタコメーター付2眼メーターを装備した[注釈 8]。後者はオートエアコン、インテグレートCD/MD・AM/FM付ステレオ&4ドアスピーカーなどを装備したターボエンジン仕様である。ボディカラーは「レッド（R29）」が廃止となり、「ライトローズメタリック（T16）」を追加。この一部改良のタイミングで給油警告灯が全車標準装備され、さらにカスタムのドアハンドルとドアミラーはクロームメッキからリミテッドシリーズに準じたボディ同色に差し替えられ、またバッグドア左側に存在していた「CUSTOM」ロゴが廃止。
  - 9月2日 - 特別仕様車「Lリミテッド」、「Xリミテッド」を発売。前者はリアシート左右一体式ロングスライド&ワンモーション荷室フラットを採用し、1DINのAM/FM付CDステレオとフロントドアスピーカーを装備。後者はルーフエンドスポイラーとサイドストーンガードを装備しスポーティ感を演出したほか、インテグレートCD/MD・AM/FM付ステレオを装備した。
  - 12月25日 - 先代に引き続き、特別仕様車「ナビエディション」を発売。今回は2DINサイズの6.5インチDVDナビゲーションシステムを装備。対象グレードも「カスタムRSリミテッド」を除く全グレード（ノーマル5グレード、カスタム6グレードの全11グレード）に拡大。価格も「L」の2WD・5MT車で99.9万円（税抜）からとナビ付ながら手ごろな価格を実現した。2004年3月末までの期間限定販売である。
- 2004年（平成16年）
  - 5月6日 - カスタムの「L」「RS」グレードをベースにした特別仕様車「V Selection」を発売。「L」はタコメーター付2眼メーター、オートエアコン、シルバー加飾センターパネル、14インチアルミホイールを装備した充実仕様。「RS」はアゼスト製の専用HDDナビゲーション、4ドアスピーカー、ディスチャージヘッドランプを装備したハイグレード仕様である。
  - 7月1日 - 特別仕様車「ナビエディション」の好評を受け、装いも新たに「ナビエディションII」として再発売。今回はカスタムRS系3グレードが除かれる代わりに、新たに同年5月に発売された「カスタム L Vセレクション」が加わった。

- 後期型

- - 2004年12月24日 - マイナーチェンジで後期型となる。

標準車/カスタムとも内外装のデザインを変更。環境性能が向上され、一部グレードでは「平成17年基準排出ガス75%低減レベル（☆☆☆☆）」と「平成22年度燃費基準+5%」を同時に適合させた。さらに、全車に不正にドアを開くと室内ブザーが鳴るなどして外部に異常を知らせるセキュリティーアラームが追加され、4WD車にはヒーテッド付電動リモコンドアミラーだったものがヒーテッド付電動格納式ドアミラーに変更され使い勝手が大幅に向上した。さらにグレード体系を整理し、標準車（カジュアル）はターボエンジングレードが上級仕様の位置づけだった「R」を廃止し「Lターボ」を設定。また「L」をベースにプラズマクラスター搭載オートエアコンなどを搭載した特別仕様車「Happy Day Style」を追加、既存グレードを「L」と「X」に集約し4グレードに。カスタムは「L」・「X」・「R」・「RS」の4グレードに整理され、XとRは前期型で存在した特別仕様車リミテッドシリーズの装備内容に準拠させ各グレードの装備も充実した。さらにカスタムX以上ではサンバイザー左右の鏡に照明を装備したり、インパネ回りにシルバー加飾を施したりメーターはホワイト盤にしてスポーティな雰囲気になり大幅に質感が向上した。なお、福祉車両の「スローパー」は前期型のテールランプを流用している。さらにカスタムX、Rの4WD車のみに設定されていた5MT車が消滅し、5MT車はムーヴLのみの設定となる。カスタムは全車タコメーター付き双眼式メーターおよびハイマウントストップランプ標準装備。カスタムLのみサイドウインカーがフェンダーに装着。カスタムX、R、RSはミラーウインカーとなっていて、ディスチャージヘッドライトが標準装備化されている。またカスタムについては引き続きMOMOブランドのステアリングを装備するカスタムRSを除く全車、ステアリングのダイハツCiマークはメッキエンブレムを装着した仕様にグレードアップされた。
- 2005年（平成17年）
  - 8月26日 - シリーズ発売10周年を記念し、「カスタムL」をベースに、14インチアルミホイール、ドアミラーターンランプ、インテグレートCD/MD・AM/FM付ステレオ&4ドアスピーカーなどを装備した特別仕様車「カスタムVS」を発売。同時にカスタムシリーズ全グレードに7インチHDDナビゲーションシステムを装備した「HDDナビエディション」を発売。
  - 9月29日 - 標準車にも特別仕様車「VS」を追加。「L」をベースに専用のフロントデザインが与えられたほか、黒基調の専用シート、タコメーター付2眼メーター、エアロパーツを装着するなどスポーティさを持った仕様である。また、翌年からの法改正に対応するため、全車にハイマウントストップランプ、ハロゲンヘッドランプ車にはマニュアルレベライザーが、ディスチャージヘッドランプ車にはオートレベライザーが装備されるようになった。さらにボディカラーの変更が行われ前期型でイメージカラーであった「ディープパープルクリスタルメタリック（P11）」が廃止され「ミスティックレッドクリスタルメタリック（R49）」を新たに設定した。
- 2006年（平成18年）
  - 9月[4] - 生産終了。在庫対応分のみの販売となる。生産台数は65万台以上[5]。
  - 10月 - 4代目と入れ替わる形で販売終了。

標準

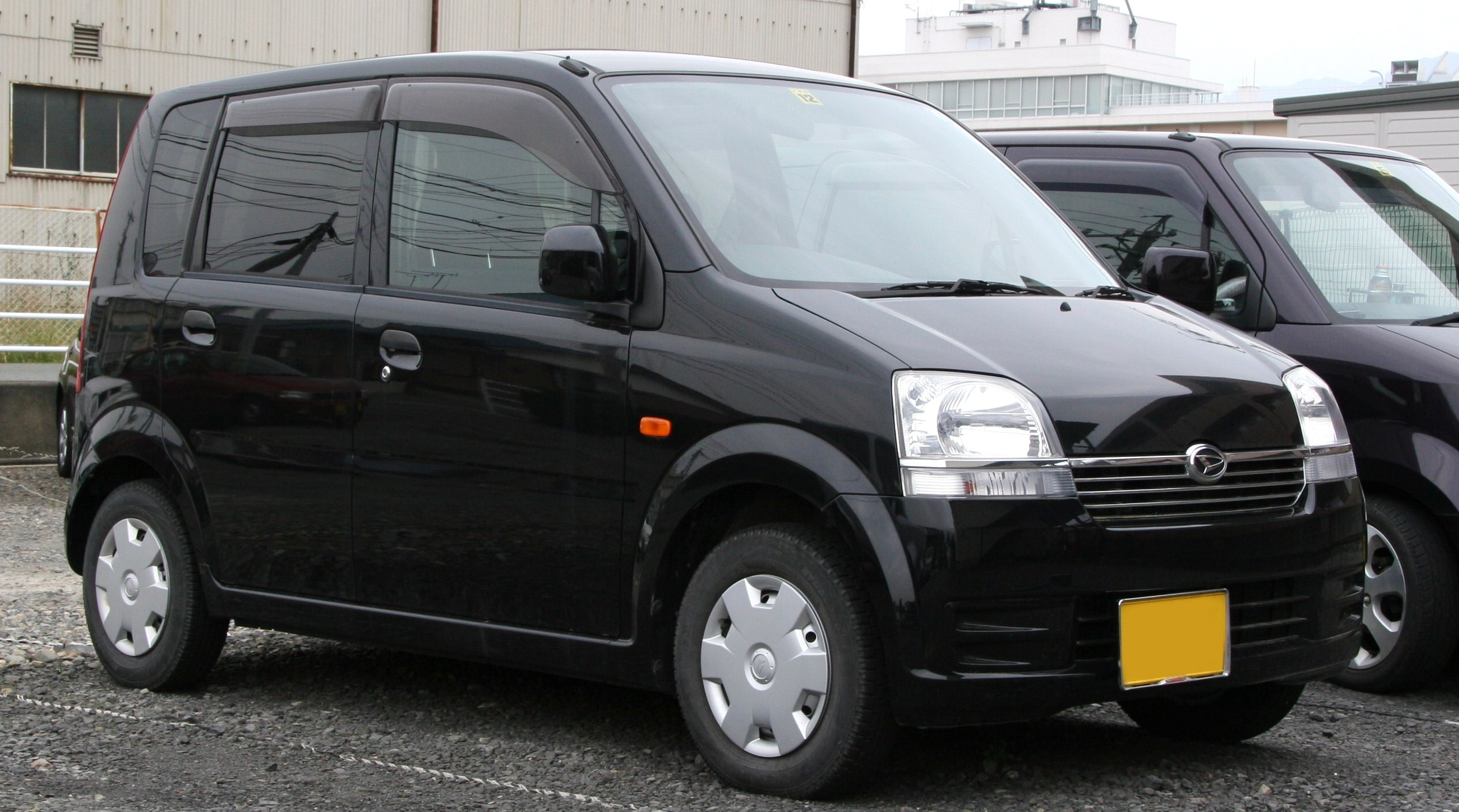
L（初期型）
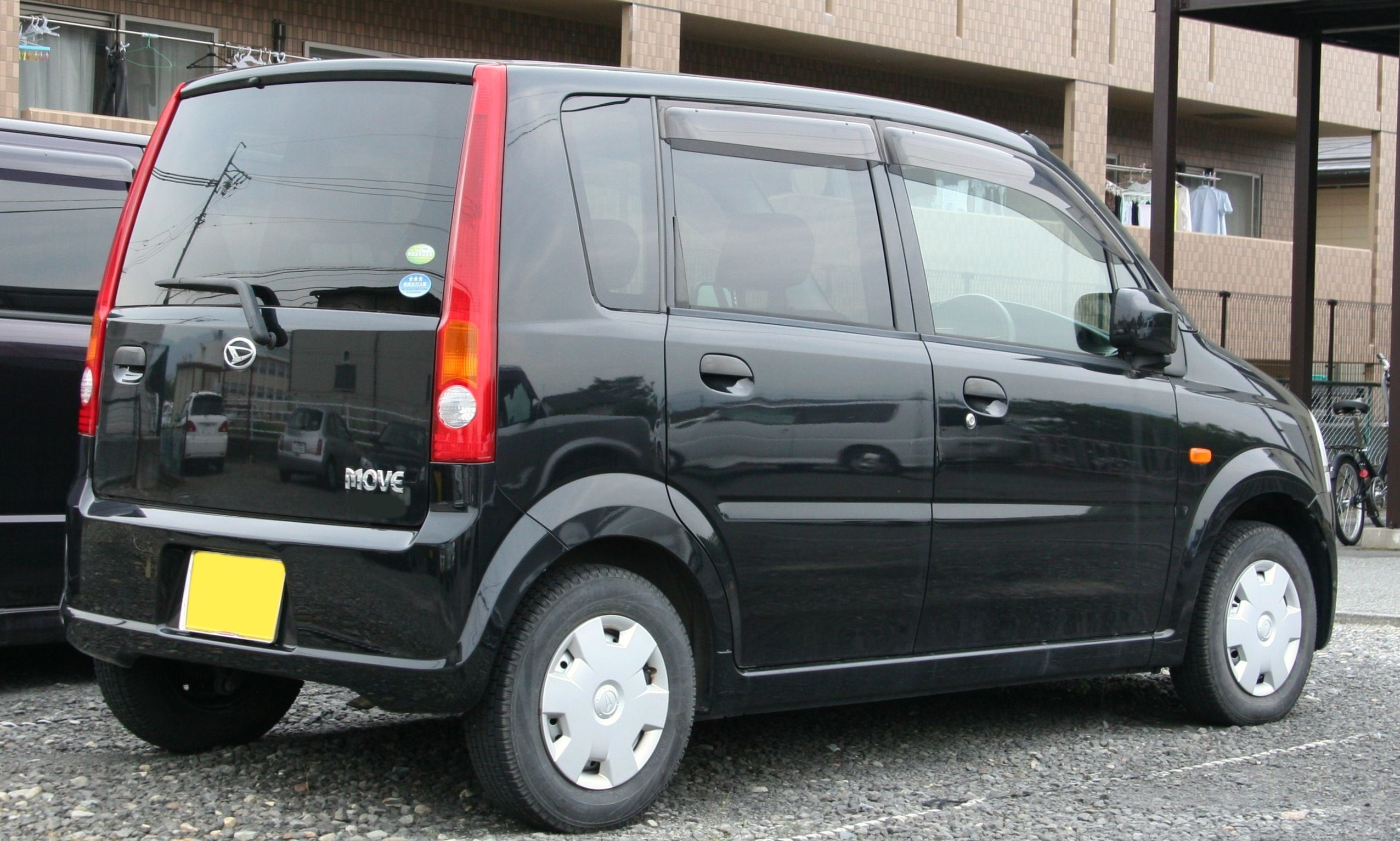
L（初期型） 後
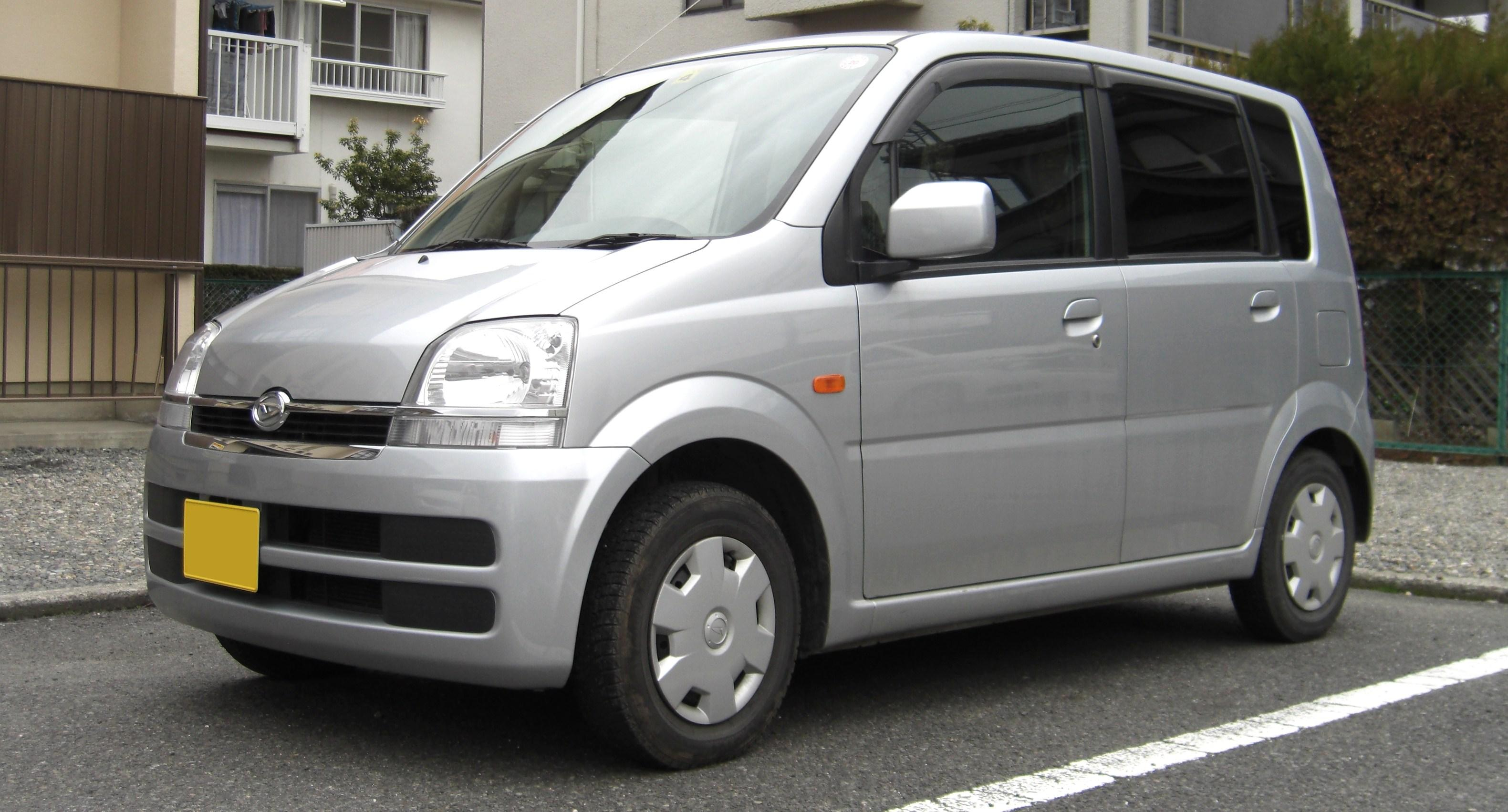
L（後期型）
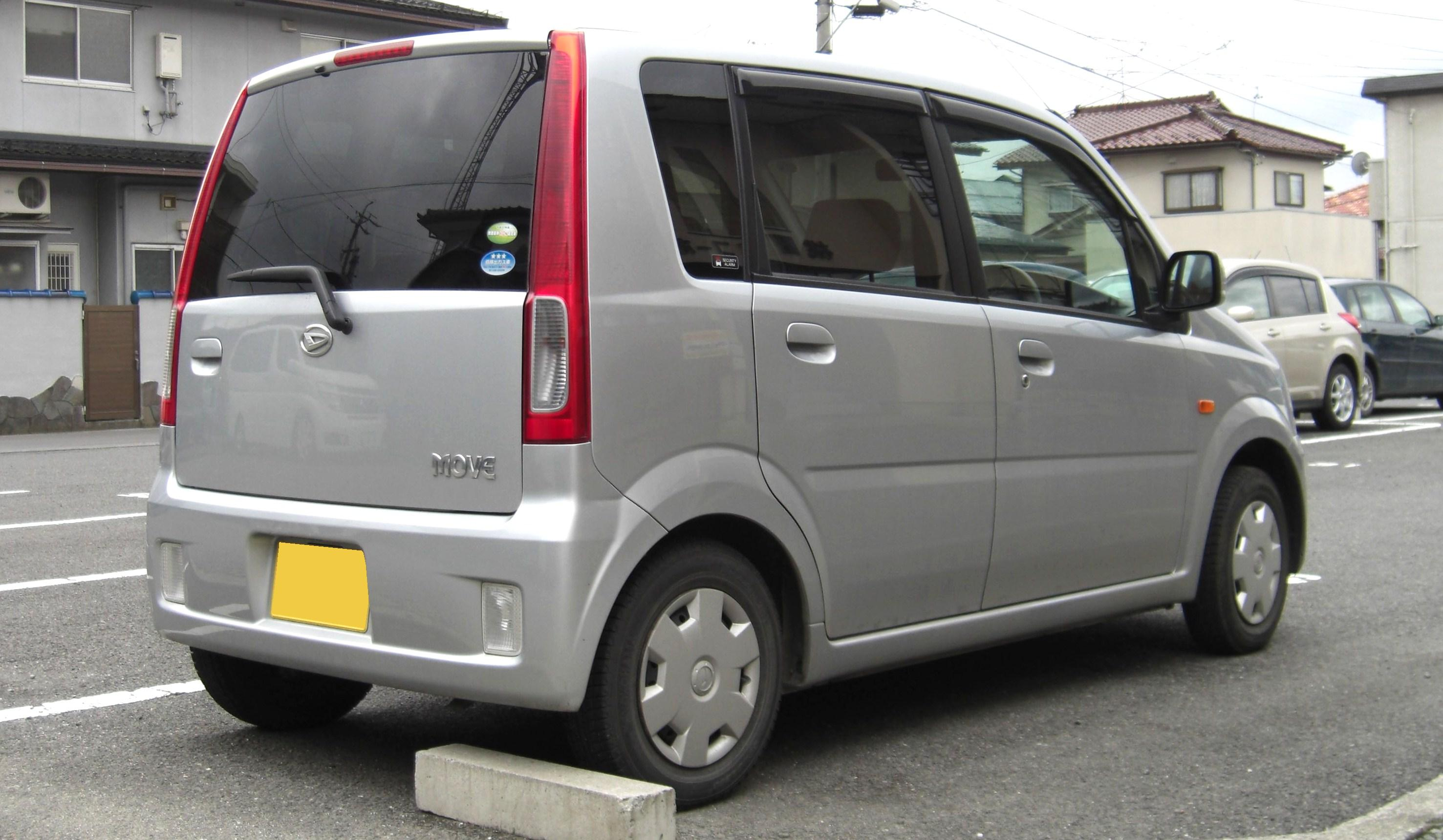
L（後期型） 後

カスタム

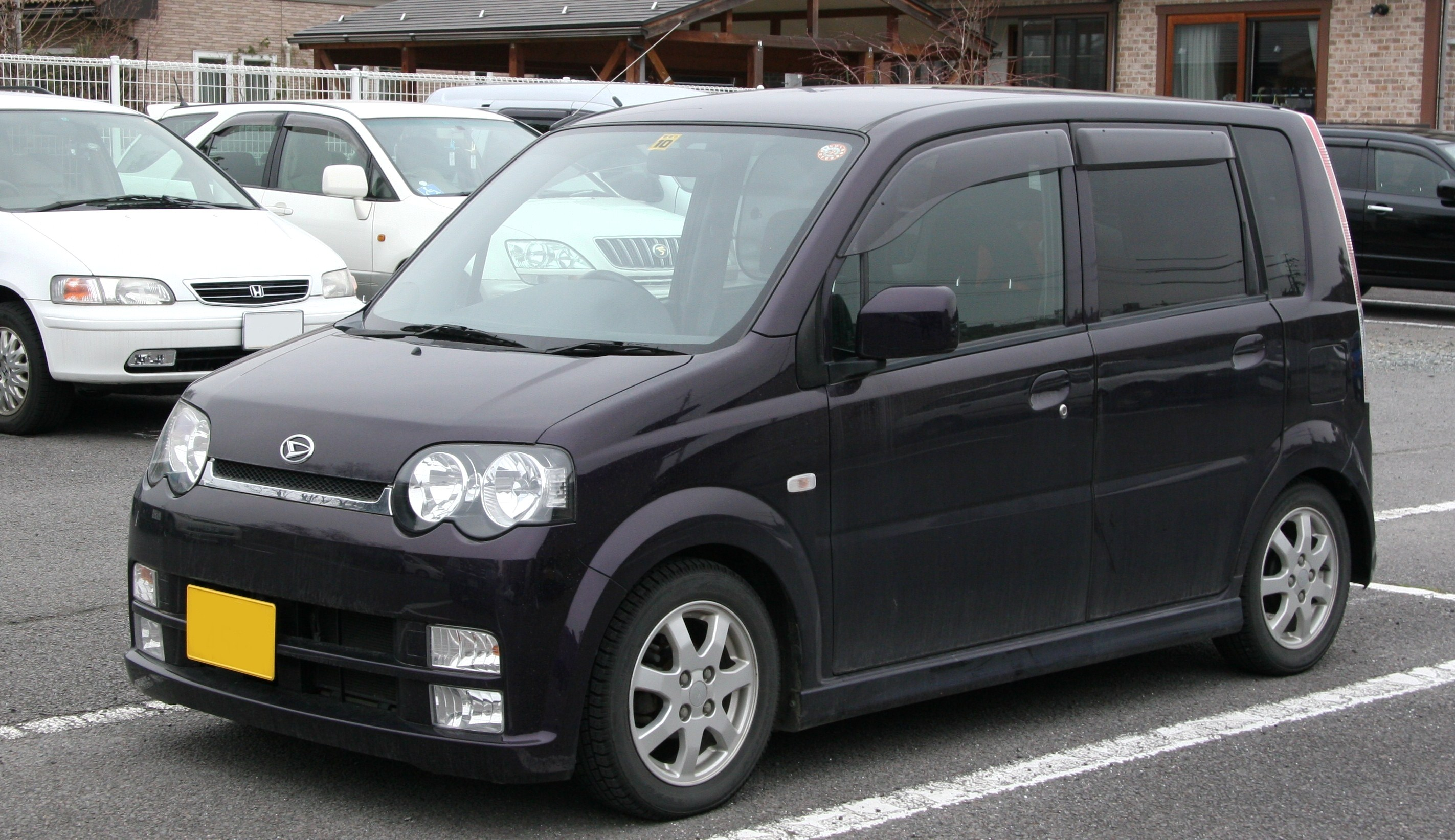
カスタムX／Rリミテッド（初期型）
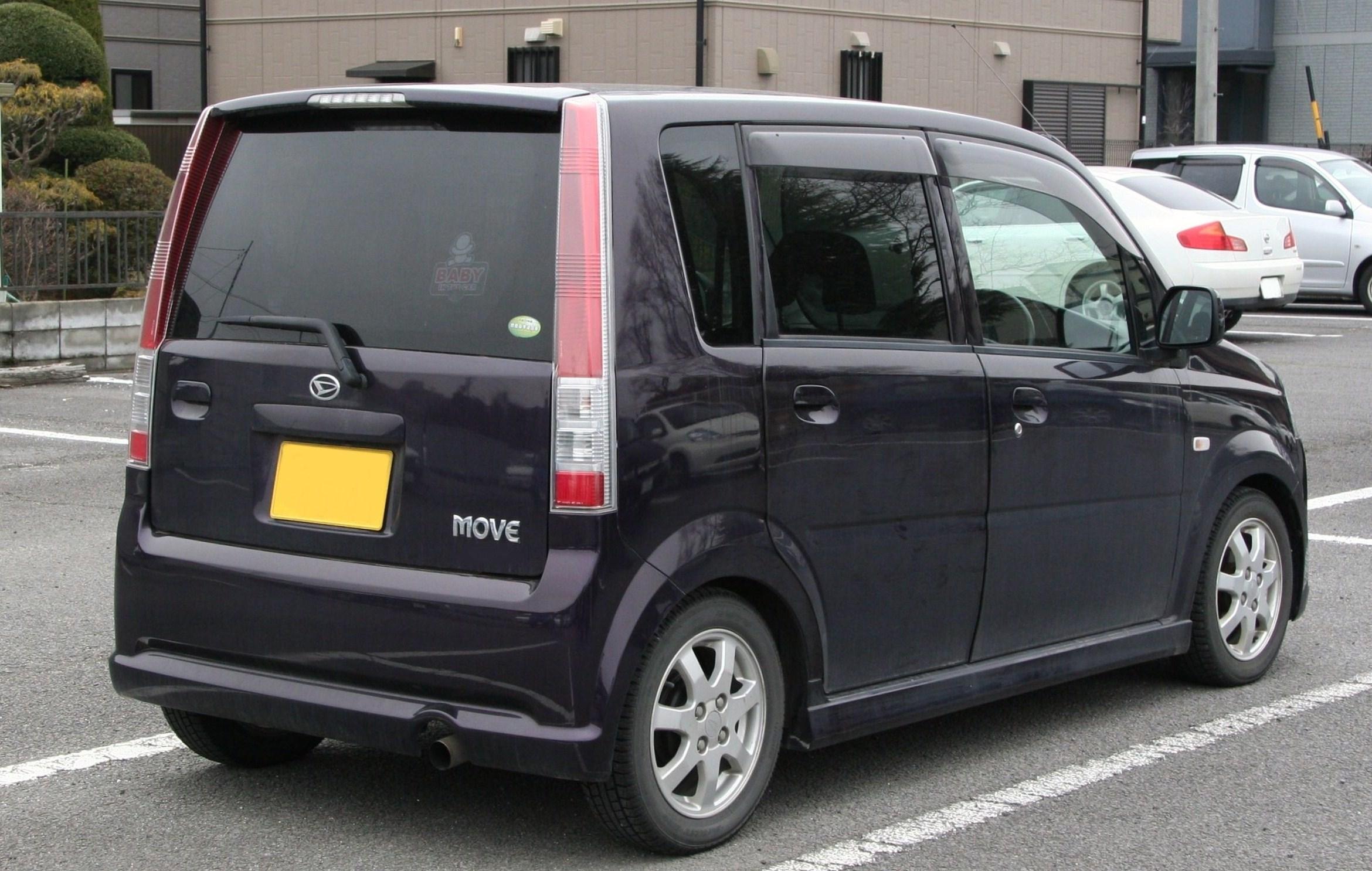
カスタムX／Rリミテッド（初期型） 後
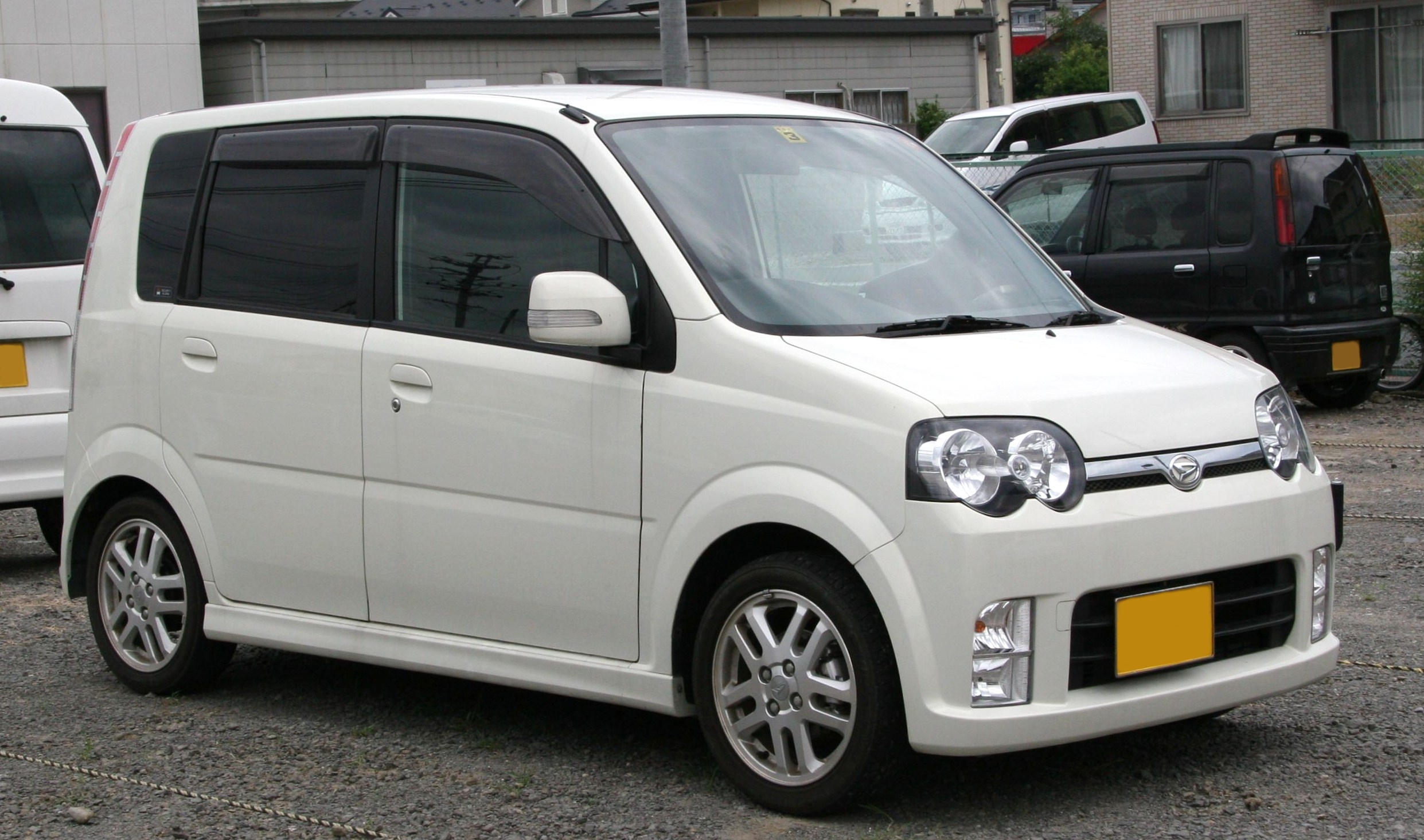
カスタムRS（後期型）
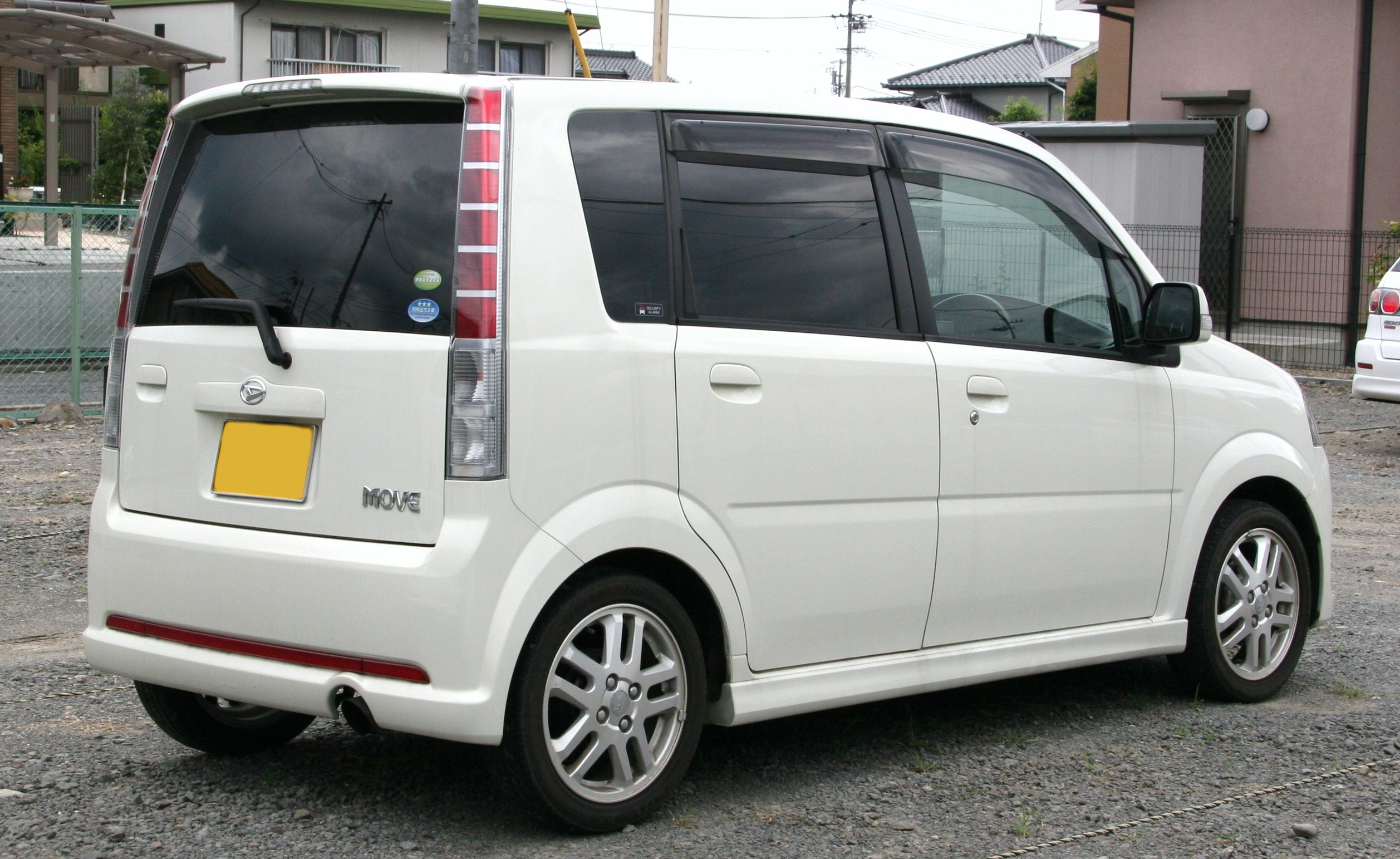
カスタムRS（後期型） 後

## 4代目 L175/L185S型（2006年 - 2010年）
目標月間販売台数は1万2000台と発表されている。プラットフォームからエンジンまで全身一新し、クラスを超えた新しい次元への進化を目指して開発。「わたしのかろやかオールマイティ」をコンセプトとした『ムーヴ』と、「上質・快適移動体(ムーヴィング・アメニティ)」をコンセプトとした『ムーヴカスタム』の異なった個性の2タイプを設定した。「流麗で躍動感あふれるシルエットへ、劇的に変化を遂げた新スタイリング」「当時の軽最大の室内長&室内幅を実現し、圧倒的な広さを更に進化させたパッケージング」「ラウンジ感覚のくつろぎを演出する質感の高いインテリア」「KF-VEエンジンとCVT（無段変速機）の採用により低燃費(23.0km/l)と優れた加速性能の両立」「上質で快適な乗り心地と、高い静粛性」「先進の予防安全装備の採用により実現した高い安全性能」を特徴として開発された。
タントが登場したことによりスタイリング重視に舵を切り、ムーヴのDNAである「ビッグキャビン&コンパクトノーズ」をさらに進化させ、流麗で躍動感あふれるワンモーションシルエットを実現。初代ムーヴで採用したバンパー上部からフロントピラーに繋がるキャラクターラインをより際立たせ、大きなキャビンスペースとコンパクトノーズのコントラストを明快に表現。流れるような美しいシルエットに、ウェッジ基調のサイドウインドゥグラフィック、リアブリスターフェンダー、ヘッドランプ形状を組み合わせ、軽快な動きを感じさせるエモ-ショナルスタイルを実現。リヤには初代ムーヴ以来のアイデンティティとして踏襲した縦長リヤコンビネーションランプを採用し、軽快さを演出した。カスタム系はムーヴカスタムらしさを極めたマッシブで力強く、上質感のあるデザインを追及。4灯タイプのプロジェクター式ヘッドランプや大型フロントグリルにより精悍な表情を演出すると共に、フロントからサイド・リヤへと回り込むエアロパーツや16インチアルミホイール（カスタムRS）により、ワイドで安定感あふれるスタイルを実現。光の剣（ビームサーベル）をイメージした縦長のリヤコンビネーションランプを採用。
インテリアでは2,490mmの超ロングホイールベースの採用と、コンパクトなエンジンルームにより実現した超進化革新パッケージにより、当時の軽自動車では最大の長い室内長〔2,110mm (2WD)〕を実現。同じく軽自動車最大の室内幅（1,350mm）と合わせ、前後左右で広々とした室内空間を実現した。1,065mmの前後カップルディスタンスや、トンネルのないフラットなリヤフロア（2WD）、255mmのリヤシートスライドにより、ゆとりのある後席レッグスペースを実現し、快適な広々ラウンジ空間を創出した。リヤシートに左右一体式ロングスライド（255mm）およびワンモーション荷室フラット機構を採用し、多彩なシートアレンジを実現。先進性と機能性を備えたセンターメーターを中心としたアーチシェイプインストルメントパネルを採用。立体的な造形で躍動感のあるフローティングバイザーも採用した。機能性と美しさを併せ持つオプティトロンメーターやMOMO革巻ステアリングホイール（ステアリングスイッチ付）、夜間の室内視認性と高級感を高めるルーフイルミネーションなどの採用により、運転しやすく質感の高い空間を実現。モダンで先進性の高い立体構造のシートファブリックを採用。シート色は、室内をクールに引き締めるブラックとした。
エンジンはロングストローク&コンパクト燃焼室を採用したNAエンジン「KF-VE型」と、ターボエンジン「KF-DET型」のTOPAZ NEOエンジンシリーズ2型式を搭載。世界初の「インプットリダクション方式3軸ギヤトレーン構造」を採用し、優れた加速性能と高い動力伝導効率を実現した、コンパクトで軽自動車に最適なCVTを搭載。KF-VEエンジンとCVTを組み合わせることで、低燃費(23.0km/l )と優れた加速性能を両立した。　　

### 年表
- 2006年（平成18年）10月5日 - 4代目へフルモデルチェンジ。発売時点でのグレード体系はムーヴが「L」「X」「XLimited」の3グレードで、ターボエンジンの設定が廃止された。「XLimited」がCVTで、「L」には5MTも設定される。ムーヴカスタムは「L」「X」「XLimited」、ターボエンジンの「R」「RS」の計5グレードを設定し、このうち「XLimited」と「RS」がCVTとなっている。
- 2007年（平成19年）8月20日 - 創立100周年記念特別仕様車「メモリアルエディション」を発売。

標準車・カスタム共にCVT仕様として設定され、標準車では専用の内外装を施した他、オプティトロンメーター、キーフリーシステム（イモビライザー機能付）、ドアミラーターンランプ、リバース連動ドアミラーなどを装備し機能を充実。カスタムではアルミホイール、プティトロンメーター、キーフリーシステム（イモビライザー機能付）、リバース連動ドアミラーに加え、通常グレードではオプションパック「アドバンストオペレーションパック」を選択しないと装備されないプッシュボタンスタートもカスタム・メモリアルエディションでは特別装備されている。ただしエアコンは共にそれぞれ「L」の標準であるマニュアル式となっている。
- 2008年（平成20年）
  - 6月2日 - 特別仕様車「L selection」、「カスタム XC edition」を発売。前者はプッシュ式オートエアコン、運転席シートリフター、チルトステアリングなどの快適装備を充実しながらも求めやすい価格設定にした4速AT専用車である。後者はプロジェクター式ディスチャージヘッドランプ、ABS（EBD&ブレーキアシスト付）、オートエアコンといった装備を採用したCVT専用車である。
  - 12月15日 - マイナーチェンジ。カスタムはフロントマスクを大幅に変更。プロジェクター式ディスチャージヘッドランプと自発光式メーターを標準装備化。テールレンズはクリアーテール化された。内装もオーディオ部分にブラックメタリック塗装を施し、シート表皮も変更された。標準車は内装色をベージュ色にすると共にシート生地をダブルラッセル仕様のモケット生地にするなど質感を大幅に向上。さらにフロント周り、リアコンビネーションランプのデザインを変更。フロントフェンダーのターンランプをクリアタイプに変更（L・X）、メーターがブラック基調となり、インパネ下部にシルバーガーニッシュを取り入れた。さらにアジャスタブルパック（運転席シートリフター・チルトステアリング・アジャスタブルショルダーベルトアンカー）を全グレード標準装備としている。そのほか、標準・カスタム共にトップシェイドガラス、キーフリーシステム（L・カスタムSを除く）、エコインジケーター（MT車を除く）などが追加。キーフリーシステムを搭載したグレードは、ドアロックの方式を従来の「車体に近づけば開錠、遠ざかれば施錠する」方式から、誤操作や閉じ込みを防止するためリクエストボタン方式に変更された。また、ボディカラーの新色に「ハーブグリーンメタリック（標準）」、「ブロンズクリスタルメタリックオパール（カスタム）」を追加（標準車のヴェネチアンレッドメタリック、カスタムのルージュレッドクリスタルメタリックが廃止）。グレード体系も変更となり、標準車は特別仕様車を廃止し発売時の「L」・「X」・「X Limited」の3グレードに集約。カスタムは従来の「L」に替わって「S」を追加、「X」・「R」にはCVTが搭載され、ターボ仕様の全グレードがCVTとなる。今回の改良でドリンクホルダ照明廃止、シフトパネル照明廃止、パワーウィンドウスイッチ照明は運転席を除き廃止となるなど一部コストダウンもみられる。
- 2009年（平成21年）
  - 4月20日 - 特別仕様車「L VS」、「X VS」、カスタム「R VS」を発売。「L VS」・「X VS」は14インチアルミホイールやブラックの専用内装などを施し、高級感を高めたほか、「L VS」ではキーフリーシステム（イモビライザー機能付）も追加装備されている。カスタム「R VS」は革巻ステアリングホイールや専用シート表皮を採用しつつ、価格を低く抑えた。
  - 12月25日 - 一部改良。新排出ガス測定モード「JC08コールドモード」に対応。グレード体系を変更し、標準は「X」・「X Limited」と入れ替わりで特別仕様車を仕様変更しカタロググレード化した「X VS II」とCVTを搭載しながら価格を低く抑えた「X Special」の2グレードを追加、カスタムは「S」・「X Limited」を廃止し3グレード体制となった（カスタムはこの時点で4速AT車がなくなり、全車CVT仕様となる）。また、燃費基準達成レベルが一部を除くほとんどのグレードでグレードダウンされた。一部車種に設定だったカーテンエアバッグ、VSCを含むオプションパックが廃止される。
- 2010年（平成22年）
  - 5月6日 - 従来の「X VS II」に替わり、自発光式メーター、マルチインフォメーションディスプレイ、キーフリーシステム（イモビライザー機能付）、14インチアルミホイール、オートエアコン等充実装備をしながら価格を抑えた新グレード「X VS III」を追加。同時に仕様変更を行い、「L」の4速AT車が廃止され、「X Special」は車両本体価格を3万円引き下げた。これにより、4速ATの福祉車両を除き、ムーヴは廉価グレードの「L」が5速MT、「L」以外の全グレードおよびカスタムはCVTとなる。また、標準・カスタムのそれぞれ一部車体色を廃止。
  - 11月[6] - 生産終了。在庫対応分のみの販売となる。
  - 12月 - 5代目にバトンタッチして販売終了。
- 2019年（平成21年）2月8日（補足） - 2代目タント（CVT車）用より発売を開始した後付け安全装置「つくつく防止」に4代目ムーヴ用が追加発売された（同日に7代目ミラ用も設定される）[7]。本装置はソナーセンサー、コントローラー、インジケーターなどで構成されており、ペダルで踏み間違えた際などに起きる急発進を抑制するものである。4代目ムーヴ用ではCVT車に装着可能だが、クルーズコントロールシステム搭載車には装着不可となるので注意が必要である。

標準

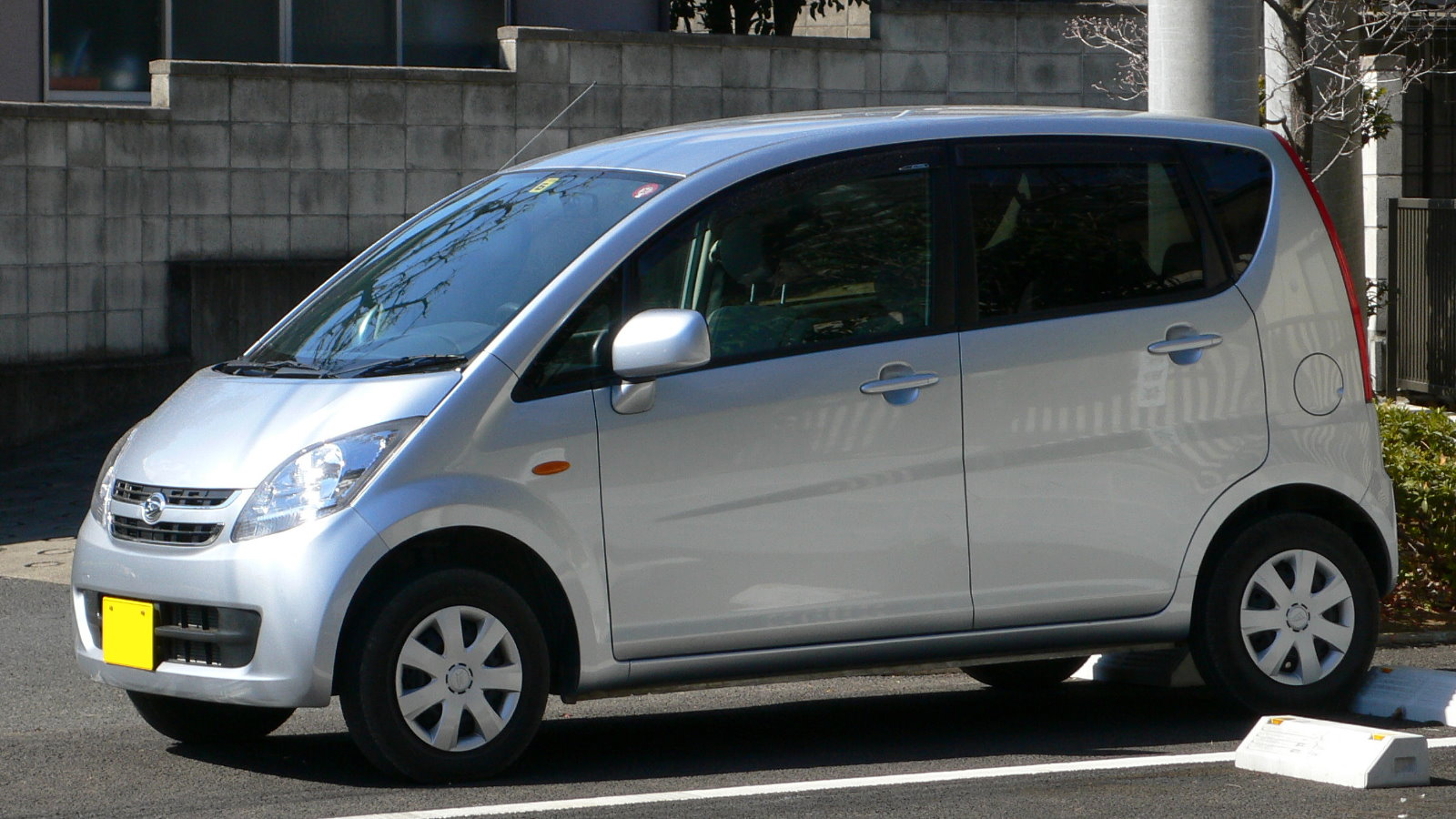
標準 VS（初期型）
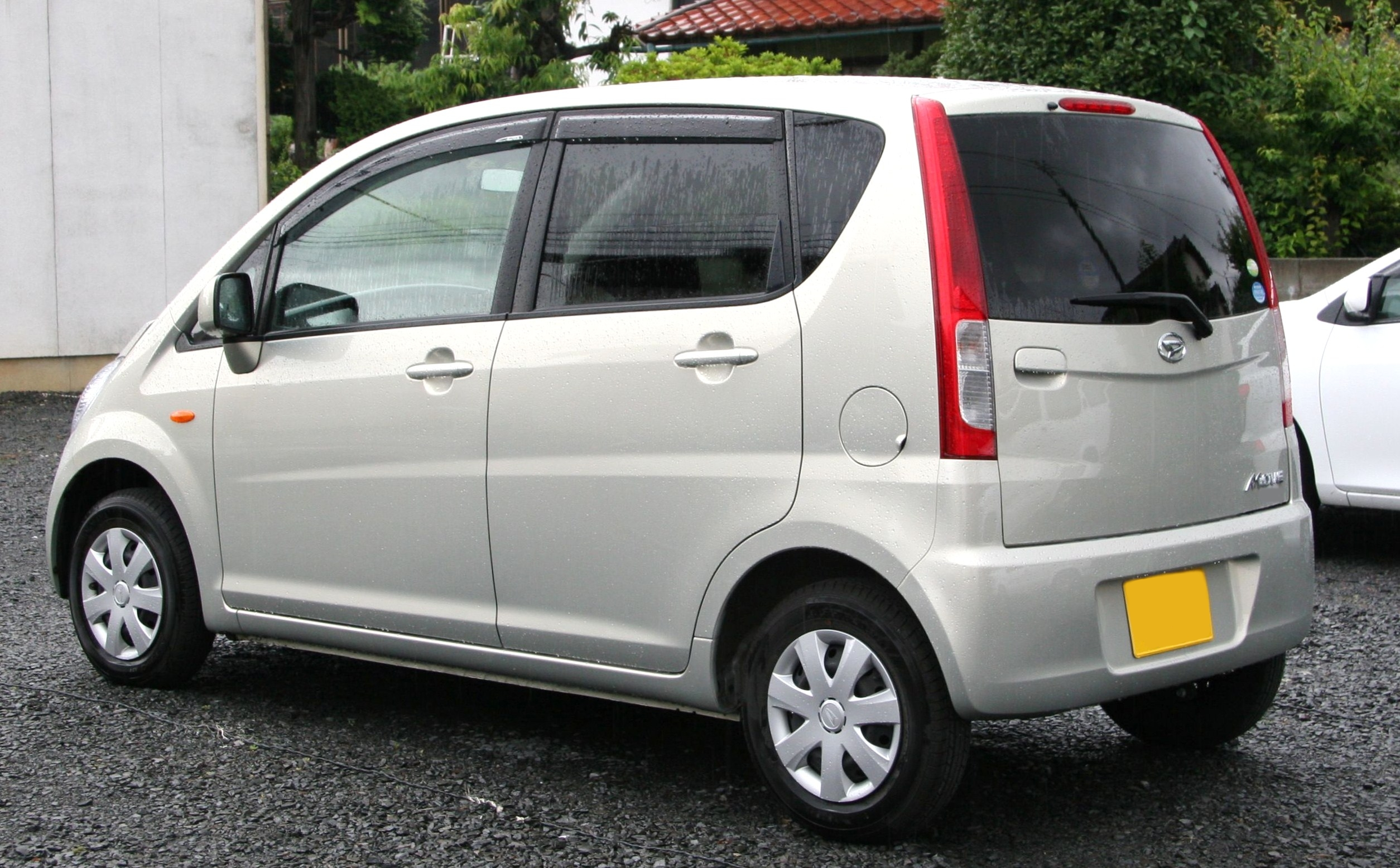
標準（初期型） 後
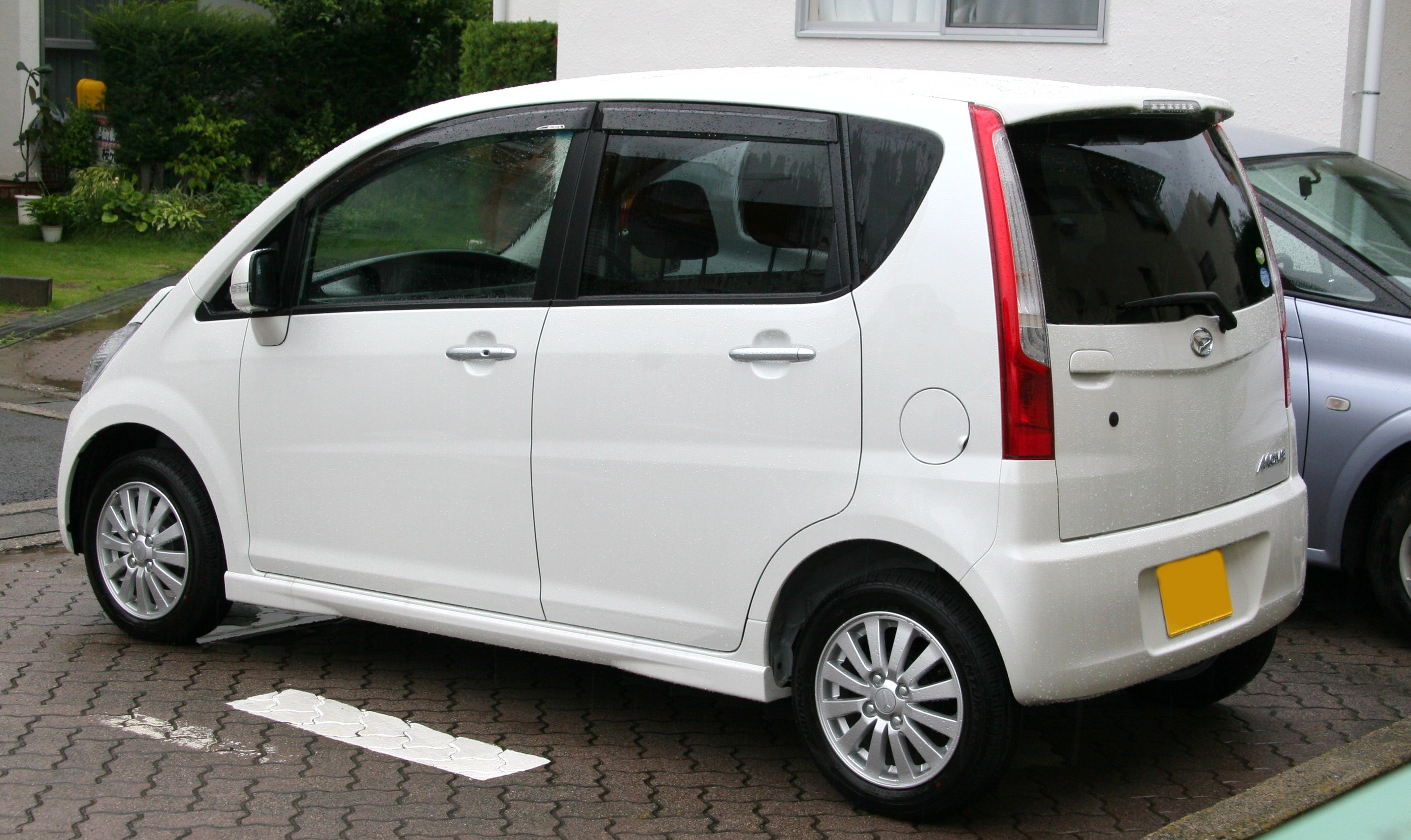
標準（後期型） 後

カスタム
- カスタム（初期型）
- カスタム（初期型）
後
- カスタム（後期型）
後

- エンジンルーム

## 5代目 LA100/110S型（2010年 - 2014年）
引き続き、ノーマルとカスタムの2バリエーション展開を踏襲する。今回の改良では平均で約35kgの軽量化を図るとともに、KF型エンジンも特性を全面的に見直し、トランスミッションをCVTに統一。あわせて、CVTはガソリン車CVTのアイドリングストップシステムでは世界で初めて電動オイルポンプを廃止し、ユニットを小型化、さらに、新エンジンの搭載に合わせて変速制御域の最適化を行った。
アイドリングストップシステムでは、エンジン始動時間の短縮と、油圧室のオイルシールを二重化することで前述のオイルポンプを廃止した他、エンジン停止中のカーナビやオーディオ用補助電源である電気二重層キャパシタを、アイドリングストップ制御用ECUと一体化したDC-DCコンバータに置き換えることで廃止、坂道でのブレーキホールド機能は、従来のABSからVSCを用いる方式に変更してブレーキを増圧、ソレノイドバルブを省略している。これらの見直しで重量約60%、コスト約70%の低減が図られ、再始動時間も従来から0.1秒短縮されている。
その他、カスタムは3代目・4代目ではバックドアに設けられていたリアのナンバープレートの位置が初代・2代目と同様にバンパー上に戻され、バックドアパネルが標準系と同一になった他、標準系からドアミラーターンランプが廃止された。また、eco IDLEを搭載する「X」・「X Limited」・「カスタムG」にはリアに「eco IDLE」エンブレムが装着される。
リヤコンビネーションランプにLEDを採用し省電力化すると同時に、「X」、「X Limited」、「カスタムG」には新開発のアイドリングストップシステム「eco IDLE（エコアイドル）」を組み合わせたことで、27.0km/L（4WD車は24.5km/L、いずれも10・15モード燃費）の低燃費を実現。eco IDLE 非搭載の「L」、「カスタムX」、「カスタムX Limited」でも25.0km/L（4WD車は22.5km/L、いずれも10・15モード燃費）の低燃費としたことにより、ターボ車の「カスタムRS」を除く全グレードで平成17年基準排出ガス75%低減レベル（☆☆☆☆）及び平成22年度燃費基準+25%達成となった。
ホイールベースは35mm短縮されつつも居住性の改善は図られており、室内幅は軽自動車最大となる1,350mmを確保するとともに、新形状のフロアパネルと防音材の最適配置により高い静粛性も獲得している。
装備面では5代目発売時点では全車に「フルオートエアコン」を標準装備。エコドライブ度を葉の形状の変化で知らせるecoリーフゲージ・平均燃費・渡航可能距離・外気温を切替表示する「マルチインフォメーションディスプレイ」、「エコインジケータ」、エコインジケーターの点灯条件を厳密にし、エアコン（冷房）を制御し燃費の向上に資する「エコドライブモードスイッチ」が装備される。ヘッドランプは、標準車は「マルチリフレクターヘッドランプ」、カスタムには「LEDイルミネーションを内蔵したプロジェクター式HIDヘッドランプ」を備える。軽自動車初のナノイー（nanoe。パナソニック電工、合併後はパナソニック製）ディフューザーがグレードにより標準、もしくはオプション装備が設定される。「キーフリーエントリー」搭載車は「連動オート格納式ドアミラー」が装備される。なお、4代目の後期型で装備が外された「ドリンクホルダ照明」、「シフトパネル照明」、「全席パワーウィンドスイッチ照明」が復活した。
安全性においても「SRSサイドエアバッグ（運転席、助手席）」や「SRSカーテンシールドエアバッグ」、「ダブルプリテンショナー&フォースリミッター機構付フロント3点式ELRシートベルト」がセットとなる「セーフティパック」がカスタムのオプション装備に設定される。また「カスタムRS」の2WDには、レーザーレーダを利用した衝突被害軽減ブレーキ、車載カメラを利用した車線逸脱防止支援機能、VSC、全車速対応型レーダークルーズコントロール（軽自動車初搭載）がセットとされた「インテリジェントドラインビングアシストパック」もオプション装備として設定される。さらに「カスタムRS」の2WD 及び4WDには「VSC」単独のオプション装備も設定される。
横開き式バックドアを採用したムーヴはこのモデルまでとなった。

### 年表
- 2010年（平成22年）12月13日 - 5代目へフルモデルチェンジ。発売時点でのグレード体系は標準車が「L」「X」「X Limited」の3グレード、カスタムが「X」「X Limited」「G」「RS」の4グレード。
- 2011年（平成23年）
  - 5月24日 - 富士重工業（現・SUBARU）へ2代目ステラとしてOEM供給開始。パワートレインなどは共通であるが、エンブレム・フロントの意匠が異なる他にも、標準装備品、オプション装備品の組み合わせ、ボディーカラーについては、ムーヴカスタム設定カラー「ブロンズオリーブパールメタリック」、ムーヴ設定カラー「ホワイト」、共通設定カラー「シルキーマルーンクリスタルメタリック」、「アーバンナイトブルークリスタルメタリック」[注釈 16]が設定されない代わりに、ステラ/カスタム共通カラーの「ファインブルー・マイカメタリック[注釈 17]」が設定されている。また、スバルではアイドリングストップと呼ぶ機構について、インパネ表示や取扱説明書ではeco IDLE（エコアイドル）の言葉がそのまま使われている。
  - 8月1日 - 一部改良。ターボ車「カスタムRS」において、エンジン制御の最適化や触媒構造の改善などにより燃費・排出ガス浄化性能を向上し、「平成17年基準排出ガス75%低減レベル（☆☆☆☆）」と「平成22年度燃費基準+25%（2WD車のみ、4WD車は+20%）」を同時に達成した。それに伴い、「カスタムRS」2WD車のみに装備されていた、専用デザインの16インチアルミホイール（切削加工）&タイヤは、燃費向上のため4WD車や先代モデルの「R」などに装着されていた15インチへとインチダウンされた。なおこの時採用されていた16インチアルミホイールは後に「キャストスポーツ」に採用された。
  - 11月7日 - 一部改良。NA車全車にミライースで開発された「e:Sテクノロジー」のうち、新エンジンと改良型CVTを組み合わせたパワートレーンと停車前アイドリングストップ機能付新型「eco IDLE」（すでに「eco IDLE」を搭載している「X」と「X Limited」はシステムを改良、「L」・「カスタムX」・「カスタムX Limited」は新搭載）、エコ発電制御（減速エネルギー回生機能付）を採用したことで、燃費を大幅に向上（JC08モードで2WD車は27.0km/L、4WD車は24.8km/L）。併せて、「カスタムX Limited」は車両本体価格を据え置きながら「カスタムG」を統合。同グレードの装備品（本革巻きステアリングホイールなど）を追加してグレードアップを図った。なお、NA・2WD車は「平成27年度燃費基準+20%」、NA・4WD車は「平成27年度燃費基準+10%」をそれぞれ達成している。NA車の指定空気圧を220kPa→240kPaに変更した。
- 2012年（平成24年）
  - 5月21日 - 一部改良。メーカー希望小売価格は据え置かれた。全車リアウィンドウデフォッガーのタイマーが15分間固定方式から外気温や車両の状態に応じて15分間から60分間に自動制御される方式になった。eco IDLEによるエンジン停止及び始動条件が変更された。キーフリーシステム連動電動格納式ドアミラー（ヒーティッド含む）装着車については、連動機能解除をエンドユーザーによって可能にした。ターボ車「カスタムRS」は、NA車同様に「e:Sテクノロジー」の一部（新型エンジン・新型「eco IDLE」・エコ発電制御など）を採用したことで燃費を向上（JC08モードで2WD車は24.2km/L、4WD車は22.2km/L）。これにより、2WD車は軽乗用ターボエンジン車初の「平成27年度燃費基準+10%」を達成。4WD車も「平成27年度燃費基準」を達成した。ターボ車の指定空気圧を220kPa→240kPaに変更した。VSC関連のランプをISOに準拠したものに変更した（ただしTRCは独自のデザイン）。なお、全車速対応型レーダークルーズコントロールと「eco IDLE」の同時使用はできない。
  - 12月20日 - マイナーチェンジ[10]。

燃費性能・基本性能・安全性能・デザイン等の向上を図るべく大幅な改良が行われる。既に採用済みの「e:Sテクノロジー」が進化し、軽自動車初となる「CVTサーモコントローラー」を採用。エンジンとCVTの温度を相互に最適化し、燃焼効率や動力伝達効率を高めて燃費を向上。「エコアイドル」もエンジン停止のタイミングを車速9km/h以下[注釈 18]に早めたことでアイドリングストップ時間を延長[11]。CVTフルードの低粘度化や変速ギヤのハイギヤ化、ボディデザインの変更による空力改善や車高を低くし走行抵抗を低減したことで、NA・2WD車で29.0km/L（JC08モード燃費）の低燃費を実現するとともに、燃費向上により、マイナーチェンジ前のNA・2WD車に加えてNA・4WD車とターボ車「カスタムRS」の2WD車も「平成27年度燃費基準+20%」を達成、「カスタムRS」の4WD車は「平成27年度燃費基準+10%」を達成した。併せて、レーザーレーダーを利用した低速域衝突回避支援ブレーキ機能、誤発進抑制制御機能、先行車発進お知らせ機能・VSC&TRCの4つから構成される軽自動車初の衝突被害軽減ブレーキである「スマートアシスト」（以下「スマアシ」[注釈 19]）をNA車の一部のグレードに標準装備した。走行性能については標準車にもスタビライザー（2WD車はフロント・リア両方に、4WD車はフロントのみ）を搭載し、併せてサスペンションをローダウン化。ダッシュインナーサイレンサーの性能向上や防音材の効果的な配置により静粛性も向上。さらに、効きとペダルの踏みごたえを高めるため、フロントベンチレーテッドディスクブレーキ（14インチ）を全車に標準装備した。ただし、燃料タンク容量は従来の36Lから30Lに減らされた。デザインも一新されており、「ムーヴ」はフード先端を持ち上げ、角型ヘッドランプやフロントグリル・バンパーを大きな塊に見せることで「シンプル・安心感」を表現し、安心感が伝わるシンプルでボリュームのあるフロントフェイスとなり、「カスタム」は軽ガソリン車初の4連LEDヘッドランプ（ロービーム・オートレベリング機構付）を採用し、大型メッキグリルとバンパーに組み込まれたターン&フォグランプを特長的なグラフィックに配置したことで存在感のあるスタイルとなった。リアコンビランプも改良となり、後続車への視認性向上を図るため、LEDブレーキランプが前期型の4灯式から「ムーヴ」は12灯式、「ムーヴカスタム」は20灯式となった。インテリアでは歴代ムーヴシリーズのマイナーチェンジでは初めてインパネデザインが変更となり、メーター位置はセンターから運転席前に移動。「ムーヴ」はベージュをアクセントとした2トーンインパネを採用し、自発光式メーター（スピードメーターのみの1眼メーター）は文字サイズを拡大。「カスタム」はブラック基調にブラック加飾やシルバー加飾をアクセントに施したオーディオパネルを採用。3眼自発光式メーターはメッキリングや立体目盛を施し、高級感を演出した。なお、ステアリングホイールは前期型ではMOMO革巻を採用する「カスタムRS」除く全グレードで採用されていたメッキオーナメント/シルバー加飾付仕様はカスタム専用となり、標準車はミライースと同デザインのメッキオーナメント付仕様となった。ボディカラーは「ムーヴ」では前期型同様のラインナップとなるが、「カスタム」は「ブロンズオリーブパール」と「スパークリングオレンジクリスタルメタリック」を廃止する代わりに、前期型では標準車専用色だった「シャンパンゴールドメタリックII」と新色の「タングステングレーメタリック」を追加し、無償色が前期型の2色のみから、4色に増えた。グレード体系は前述のスマアシを搭載したグレード（「L"SA"」・「X"SA"」・「カスタムX"SA"」・「カスタムX"Limited SA"」）を追加する替わりにノーマルタイプの「X"Limited"」を廃止[注釈 20]した。また、「ナノイーディフューザー」や「インテリジェントドラインビングアシストパック」のオプション設定も廃止された。
- 2013年（平成25年）
  - 4月16日 - 福祉車両「フレンドシップシリーズ」にラインナップされている「フロントシートリフト」をマイナーチェンジ。すでに内外装や走行性能関係は前年のマイナーチェンジで変更されていたが、今回は一般車両同様にスマアシを標準装備したグレードを設定（軽福祉車では初採用）。また、シートリフト機構のプロセスを見直し、従来の「スライド→下降」から「傾斜スライド下降」に変更したことで乗降時の頭上高を約50mm拡大し、乗降時間も約10秒短縮。助手席アームレストの高さを約80mm低くしたことで快適性も高めた。さらに、シートリフト機構のプロセス変更に加え、部品点数の削減などにより車両本体価格の最低価格が前期型より6万円値下げされ、スマアシ付グレードでも1.3万円値下げされた。グレード体系は「L」・「L"SA"」・「X"SA"」の3グレードを設定（フロントシートリフト「X」は廃止）。「L"SA"」には4WD車も設定される。
  - 6月 ｰ ここまでのムーヴシリーズの国内累計販売台数が307万3486台[12]に達する。
  - 7月1日 - ターボ車「カスタムRS」にスマアシを標準装備した「カスタムRS"SA"」を追加。併せて、ムーヴ・ムーヴカスタム共通でボディカラーの入れ替えを行い「シャンパンゴールドメタリックII」を廃止する代わりに「ファインブルーマイカメタリック」を追加した（「ファインブルーマイカメタリック」は元々、OEM車種である2代目ステラの専用色だった。今回のボディカラー入れ替えにより、ムーヴでは廃止となった「シャンパンゴールドメタリックII」がステラ専用色となった）。
  - 10月21日 - 一部改良。ボディカラーは「シルキーマルーンクリスタルメタリック（オプションカラー）」を廃止する替わりに、3代目タント設定色である「ファイアークオーツレッドメタリック」と「プラムブラウンクリスタルマイカ（オプションカラー）」を追加。安全面では60km/h以上で走行中に強くブレーキを踏みこんだ場合にブレーキランプの点灯と同時にハザードランプを点滅させて後続車に注意を促すエマージェンシーストップシグナルを全車に標準装備し、ナビゲーションを標準装備する「カスタムX" Limited"」・「カスタムX"Limited SA"」を除く全グレードにはディーラーオプションの純正ナビゲーションを設定した場合により快適に利用できるようにバックカメラとリアスピーカーをセットにした純正ナビ装着用アップグレードパックを新たに設定した。ノーマルタイプの「ムーヴ」には、「カスタムRS」と同じターボエンジンを搭載し、自発光式3眼メーターを採用した「Xターボ」・「Xターボ"SA"」を追加した（今回追加された該当2グレードは、2代目後期型以来の、ターボ用ボンネットダクトが復活した）。
- 2014年（平成26年）
  - 5月8日 - 特別仕様車「スマートセレクションSA」・「スマートセレクションSN」・「スマートセレクションSA&SN」・「VS」を発売[13]。「スマートセレクションSA」・「スマートセレクションSN」・「スマートセレクションSA&SN」は3タイプ共通で、スーパーUV&IRカットガラス（フロントガラス）とスーパーエアクリーンフィルターを特別装備するとともに、「スマートセレクションSA」はスマアシを、「スマートセレクションSN」はスマートフォン連携メモリーナビゲーションシステムを、「スマートセレクションSA&SN」はスマアシとスマートフォン連携メモリーナビゲーションシステムをそれぞれ特別装備した。「スマートセレクションSA」は全グレード（「L」・「X」・「Xターボ」・「カスタムX」・「カスタムX"Limited"」・「カスタムRS」）に設定されるが、「スマートセレクションSN」と「スマートセレクションSA&SN」はメモリーナビゲーションシステムが標準装備されている「カスタムX"Limited"」を除く5グレードに設定される。

「VS」は「L」・「Xターボ」・「カスタムX」をベースに、「L」と「Xターボ」にはスポイラー（フロントコーナー・リア）、サイドストーンガード、クリアサイドターンランプ、ブラックインテリア（ドアトリム・シート）、メッキインナードアハンドルを特別装備し、さらに「L」には14インチアルミホイール、自発光式3眼メーター（タコメーター・シルバーメーターリング付）、シルバーセンタークラスター、キーフリーシステム、プッシュボタンスタート、オート格納式カラードドアミラー（4WD車はヒーテッド付）、ブラックインパネ、メッキエアコンレジスターノブを特別装備し、インパネセンターシフトはメッキプレート付に、ワンプッシュ式オートオープンカップホルダー（前席）はシンボル証明付にグレードアップ（「L」のみで特別装備されている装備品は一部の装備を除いて「Xターボ」ではベースグレードに標準装備されている）。「カスタムX」はフロントグリルとフォグランプベゼルにライトスモークメッキを採用するとともに、ステアリングは上級グレードの「カスタムX"Limited"」と同じ革巻（メッキオーナメント・シルバー加飾付）にグレードアップ、アルミホイールは15インチにサイズアップし、専用デザインとした。なお、前述の「スマートセレクション」の特別装備内容を追加した「VSスマートセレクションSA」・「VSスマートセレクションSN」・「VSスマートセレクションSA&SN」も設定される。
これらにより、同日に一斉発売される特別仕様車としては異例ともいえる28グレード（「L」ベース・「Xターボ」ベース・「カスタムX」ベースが各7グレードずつ、「X」・「カスタムRS」ベースが各3グレードずつ、「カスタムX"Limited"」ベース1グレード）が設定され、価格や装備内容に応じて柔軟に対応できるようになっている。
  - 11月[14] - 生産終了。在庫対応分のみの販売となる。
  - 12月 - 6代目にバトンタッチして販売終了。
- 2019年（令和元年）7月29日（参考） - 4代目ムーヴ用に設定の後付け安全装置「つくつく防止」に5代目ムーヴ用が追加設定された（同日に初代ミラ イース用も設定）[15]。4代目モデル用同様に、クルーズコントロールシステム搭載車へは装着不可となるほか、マイナーチェンジで「スマアシ」が採用される前の2012年12月までに生産された車両が対象となる。

5代目の販売終了前月までの販売台数の累計は49万6054台
標準

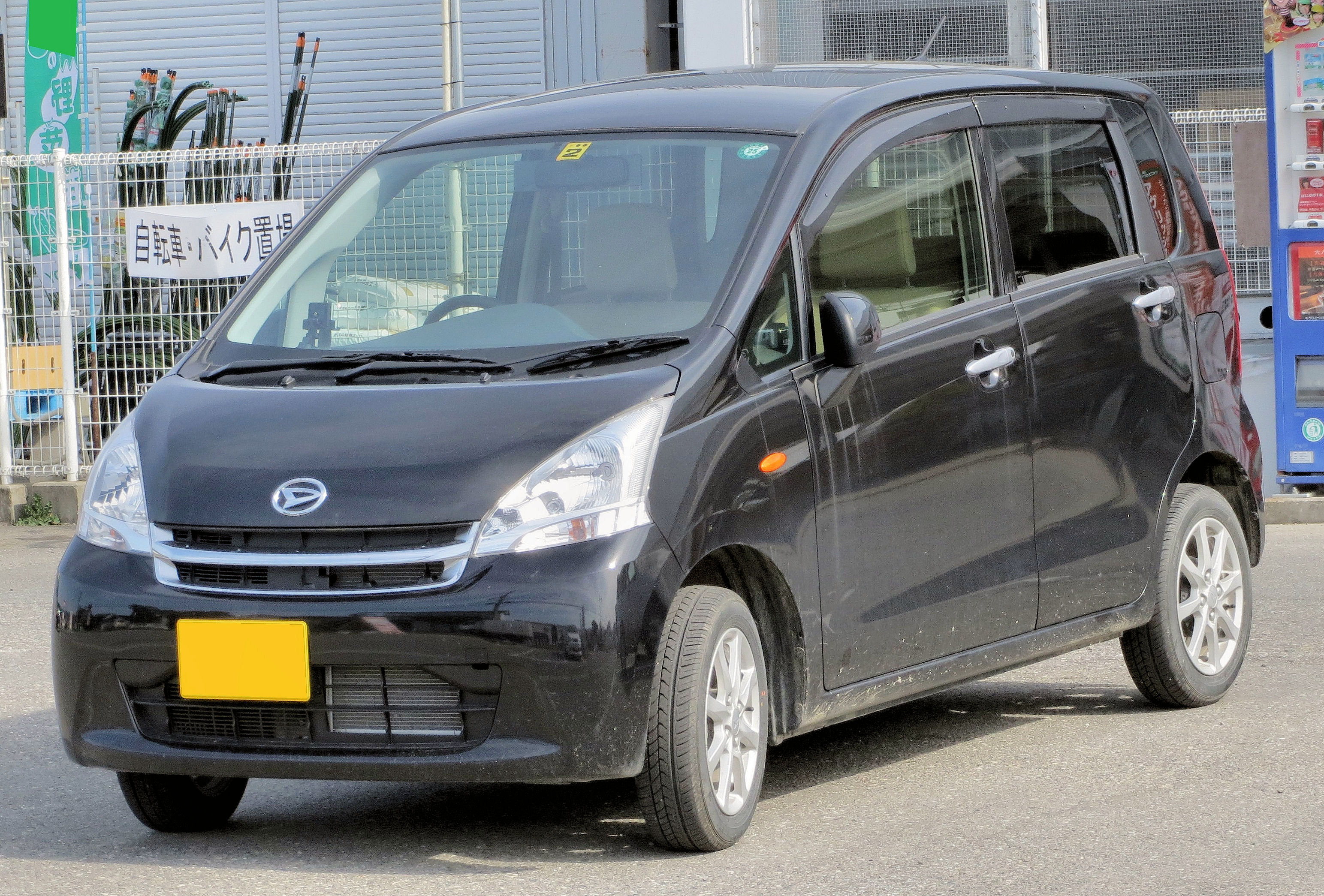
Xリミテッド 4WD （初期型）
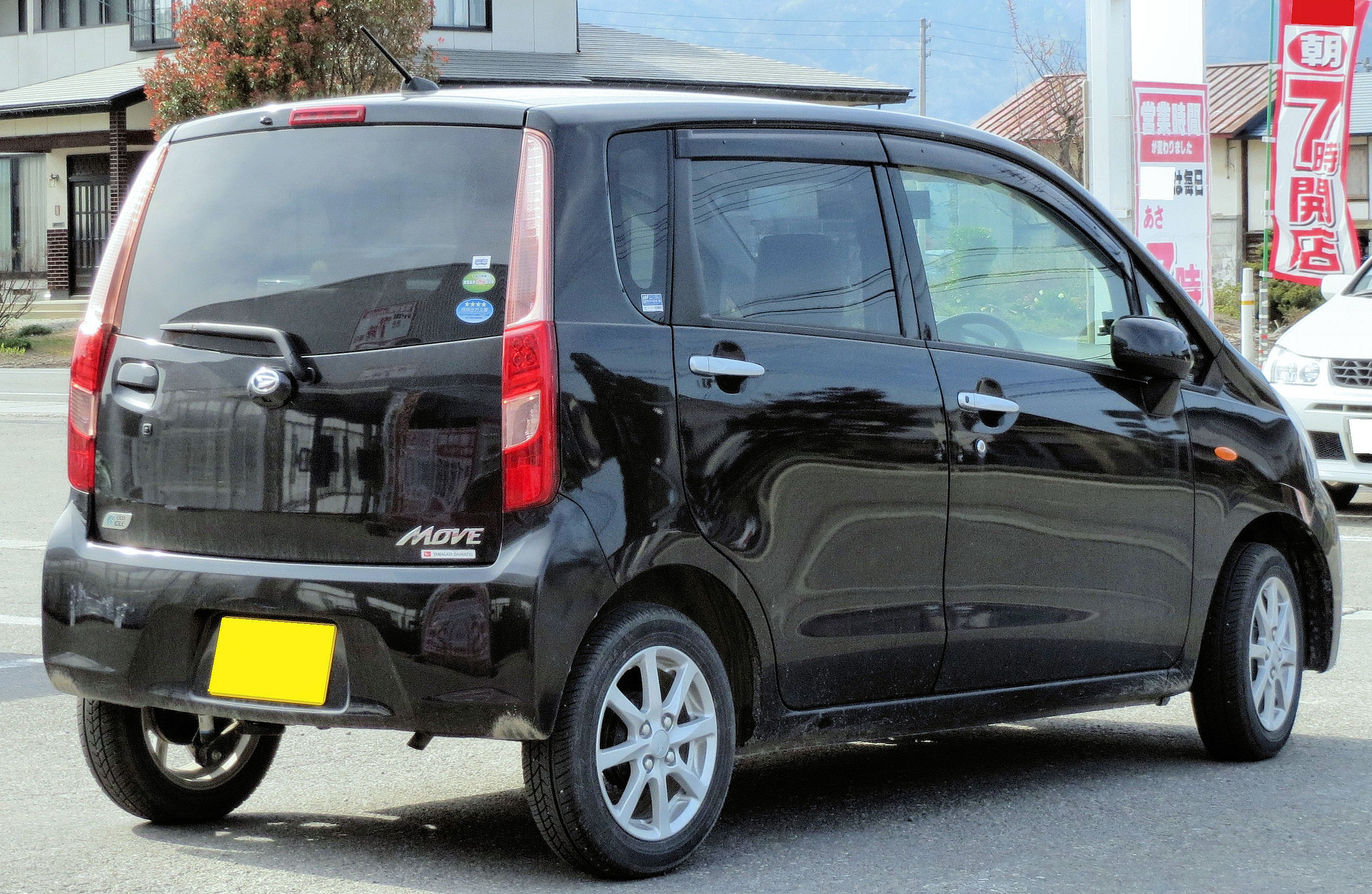
Xリミテッド 4WD 後 （初期型） 2010年12月 - 2012年12月
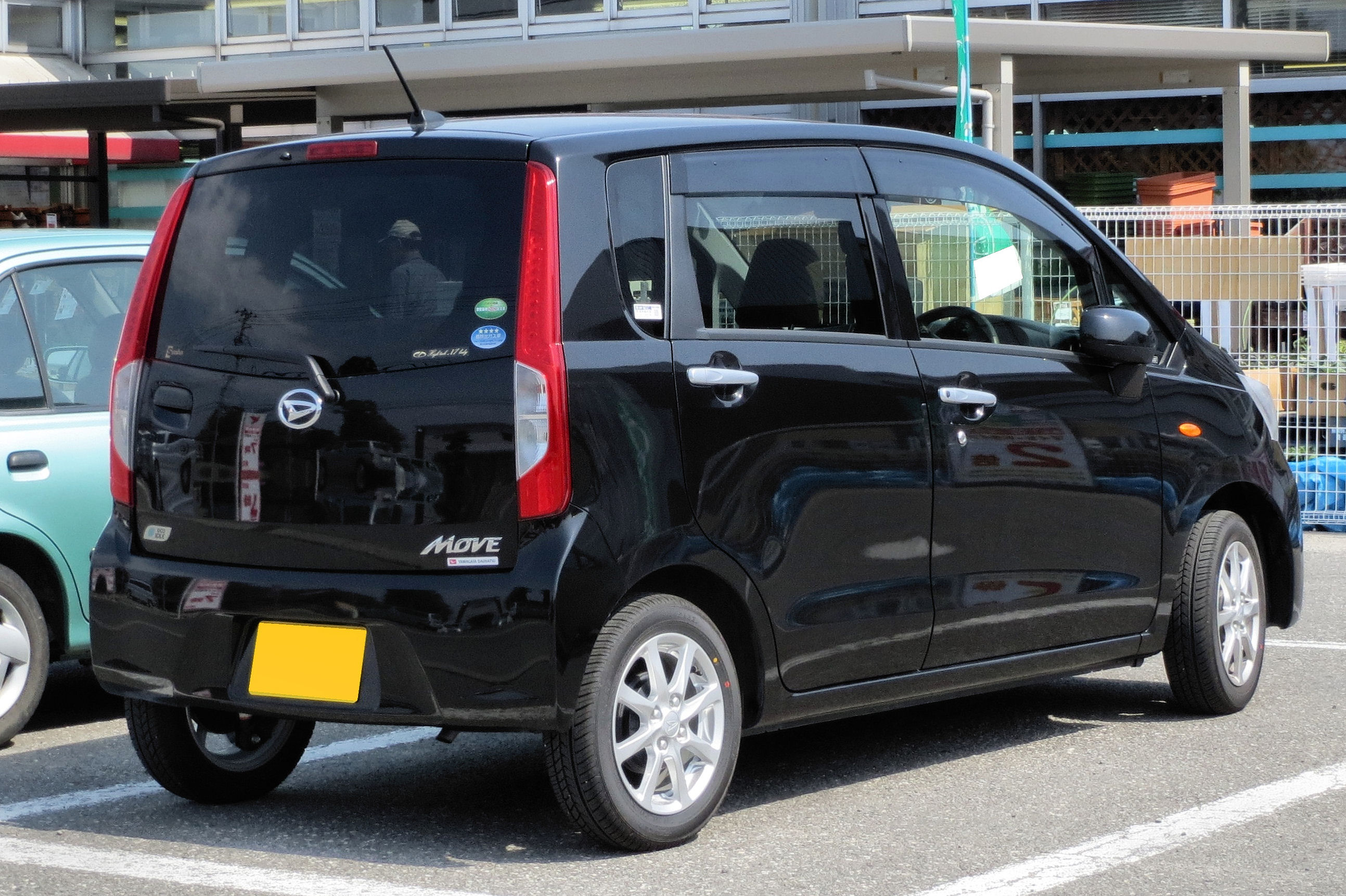
X"SA" 後 （後期型） 2012年12月 - 2014年12月

カスタム
- カスタムRS（初期型）[注釈 21]
2010年12月 - 2011年8月
- カスタムXリミテッド 後（初期型）
2010年12月 - 2011年11月
- カスタム
X"Limited SA"
（後期型）
2012年12月 - 2014年12月
- カスタムRS（後期型）
2012年12月 - 2014年12月
- カスタム
Xリミテッド"SA" 
後（後期型）
2012年12月 - 2014年12月

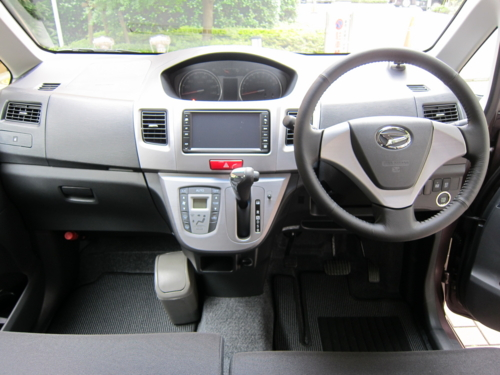
室内 （カスタムG・初期型）
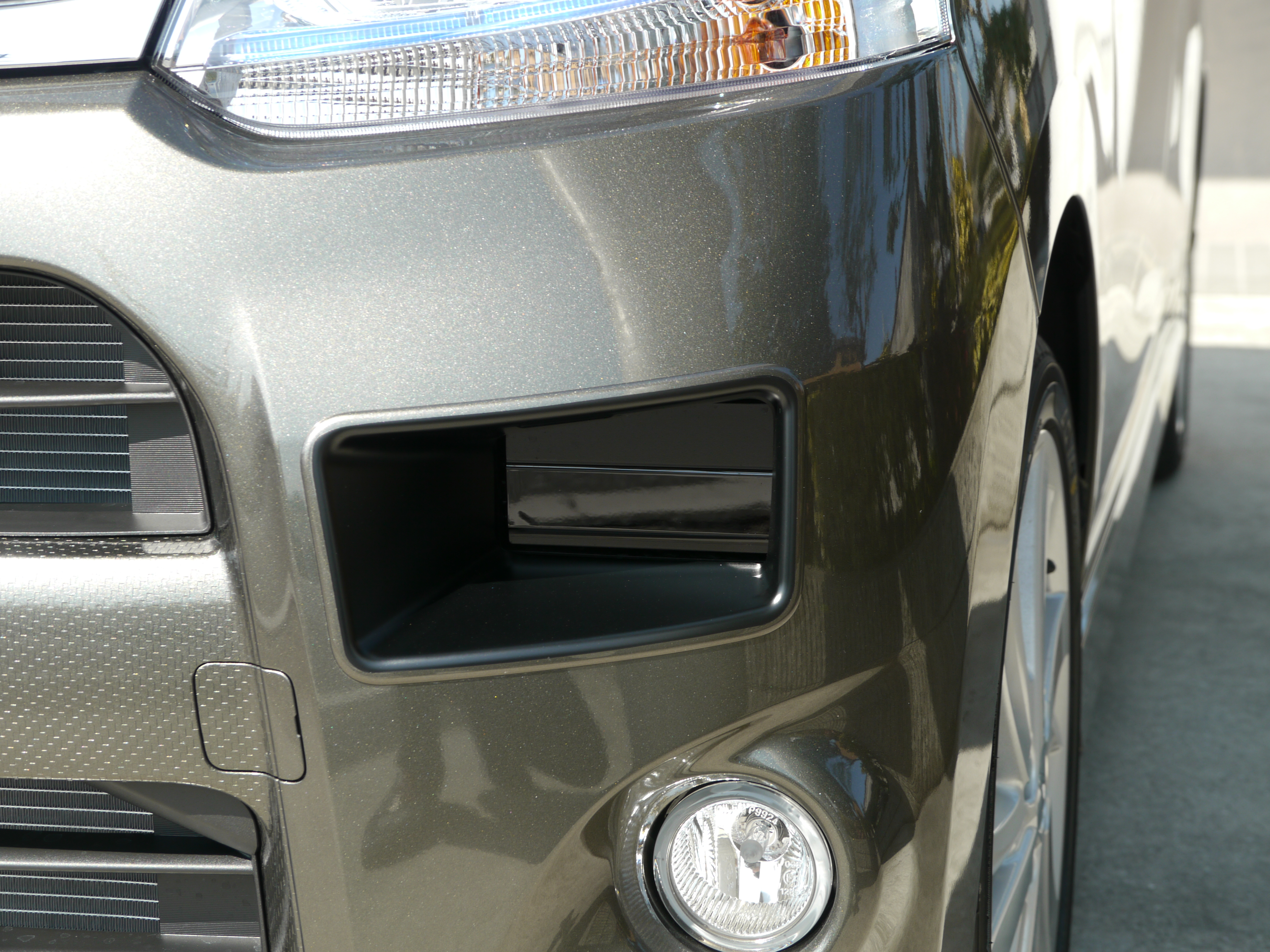
レーザーレーダー（初期型・「インテリジェントドライビングアシストパック」搭載車）
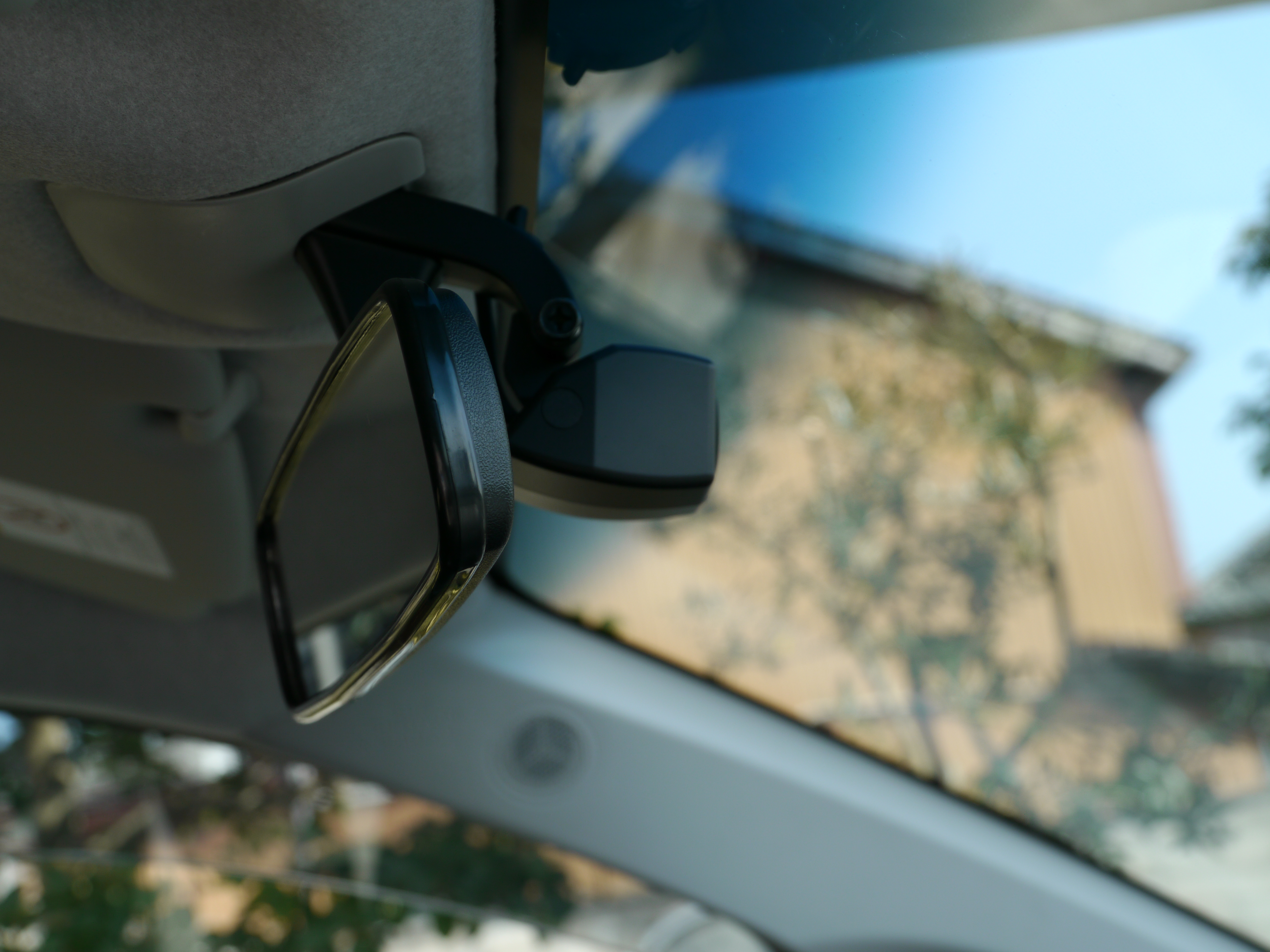
車線認識カメラ（初期型・「インテリジェントドライビングアシストパック」搭載車）
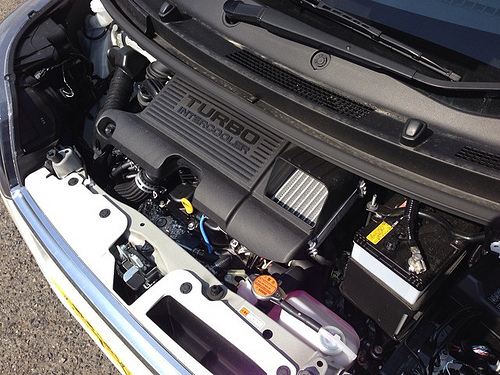
エンジンルーム （カスタムRS・後期型）

## 6代目 LA150/160S型（2014年 - 2023年）
ノーマルとカスタムの2ライン展開は歴代同様。本代ではボディ骨格構造や足回りの改良など基本性能の向上を重点に置いており、サイドアウターパネルの全面ハイテン化や、構造断点を低減して骨格全体で力を受け止める構造とし、外板樹脂化も相まって20kg軽量化すると同時に従来と同レベルの衝突安全性の確保を両立した。その上で、アンダーボディを補強して高剛性化を行った軽量高剛性ボディ構造「D monocoque（ディー・モノコック）」、リアサスペンションやストラットの剛性アップ、ブッシュ特性の見直し、コイルスプリング/アブソーバー特性の最適化、ブレーキフィーリングの向上など足回りを改良した「D suspension（ディー・サスペンション）」、ワンタッチ操作でエンジンやCVTの制御を変更できる軽自動車初のパワーモード切替ステアリングスイッチ「D assist（ディー・アシスト）」を装備した。また、ボディに開いている水抜き穴などの数を低減することで騒音の元となる音響の車内侵入経路を削減し、吸音材の配置見直しやステアリング支持剛性の向上などによりノイズや振動を低減した。また、フロントからサイドにかけての段差やミラー形状の見直しにより風の乱れを抑制し、風切音も低減した。シートは骨格とシートバックの構造を見直してフィット性を高め、シートパッドの構造見直しによりホールド性も高めたうえ、ステアリングとドライバーの距離を縮めるためにステアリングレイアウトを見直し、ペダル類もアクセルペダルとブレーキペダルの同時踏みを避けるためペダル間の段差を見直した。
外観は厚みのある造形を採用し、フロントデザインはヘッドランプを大型化し、グリルを新デザインに変更、バンパーは平面ラウンドを強調したデザインとなり、サイドはシャープで流れる造形とした。ムーヴカスタムはフロント・サイド・リアで"X"を用いた意匠を採用し、バックドアは樹脂化によって可能となったデザインの自由度を活かしてベルトラインスポイラーをイメージするデザインとした。内装ではムーヴはダークグレー・ホワイト・グレージュの3トーンインテリアを採用し、メーターにはタコメーターを装備。また、オプションでシートをブラックに変更し、ステアリングに革巻を採用した「ブラックインテリアパック」を設定。ムーヴカスタムはシルバーライン調インパネガーニッシュと立体ファブリック&ファインタッチシートを新たに採用し、自発光式2眼メーター中央に軽自動車初のTFTカラーマルチインフォメーションディスプレイを搭載した。ボディカラーはダイハツの他の車種に採用されているカラーや新規カラーを加えて14色（ムーヴ・ムーヴカスタム共通カラー5色、ムーヴ専用色6色、ムーヴカスタム専用色3色）に拡大するとともに、初代以来となる2トーンカラーもオプションで設定され、ムーヴは「ホワイト」と組み合わせた2色を、ムーヴカスタムは「ブラックマイカメタリック」と組み合わせた5色を設定した。
燃費性能も向上し、JC08モード燃費でNA・2WD車は31.0km/L、ターボ・2WD車は27.4km/Lとなり、ターボ・4WD車も「平成27年度燃費基準+20%」を達成した。さらに、フロントアンダースポイラー、リアタイヤ前スパッツ、スポイラー一体型バックドアなど空力改善アイテムを装備したことで、Cd値を低減した。
スマアシについては後方にソナーセンサーを追加し、10km/h以下で走行時に後方約2～3m先に壁などの障害物を検知した場合、Rレンジでアクセルペダルを強く踏んだ場合に約8秒間エンジン出力を抑えることで急発進を防止する軽自動車初の「後方誤発進抑制制御機能」を新搭載。また、先代ではスマアシの構成の一つだったVSC&TRCはウェイクに続きスマアシの構成から切り離され、単独装備としてスマアシ非装備グレードにも拡大して全車標準装備となった。
リアシートはフォールダウン機能が省かれた左右分割リクライニング・スライド式となり、スライド量を240mmに設定。また、荷室長は最大で575mmに拡大。エアコンも一新され、軽量高性能エアコンユニットやスクロールコンプレッサを導入して高効率化を図り、性能を落とすことなく消費電力量を大幅に低減。またアイドリングストップ中の送風運転時でも冷たい風を送れる「スマートクール」を採用した。ワイパーはガラス面に対して均一な設置圧力をかけることができ、高速走行時でも浮き上がりにくく、空力性能も高めた「エアロワイパーブレード」を採用。方向指示スイッチはメカ式から電子式に変え、途中まで手を動かして手を離すとターンランプが3回点滅するワンタッチターンシグナル付となった。また、新たなセットオプションとして「ウォームパック」を設定。本セットオプションではトップシェイドガラス、運転席シートヒーター、ウインドシールドディアイサーの3点がセットとなっており、2WD車は4WD車に標準装備されているヒーテッドドアミラーとリアヒーターダクトも追加装備される。それとは別に寒冷地仕様も全車標準装備となった。
なお、バックドアは3代目で跳ね上げ式を選択できた場合を除いて初代から一貫して横開き式（右ヒンジ）だったのが、本代では遂に跳ね上げ式（上ヒンジ）に変更され、横開き式バックドアはメーカーオプションでも選択できなくなった。また、5代目ではリアドア左下に装着されていた「eco IDLE」エンブレムも装着されなくなった。

### グレードごとの相違点
ムーヴ、ムーヴカスタム共に全グレードに"SA"（2015年4月の一部改良後は"SA II"、2017年8月のマイナーチェンジ後は"SA III"）という追加グレードがあり、スマアシ（スマアシIIまたはスマアシIII）が搭載されていることを意味する。
ムーヴには、最も安価な「L」および「L"SA II"」以外には、以下の装備が標準搭載されている。すなわち、5代目の特別仕様車「スマートセレクション」シリーズに特別装備されていたスーパーUV・IRカットガラス（フロントドア）、スーパークリーンエアフィルター、エアコンの蓄冷エバポレータ、メッキエアコンレジスターノブ、プッシュボタンスタート、14インチアルミホイールの6つである。また、「L」以外の全車にはチルトステアリング、運転席シートリフターが標準搭載されている（シートリフターはオプションで設定可能）。また、先代ではムーヴカスタムに採用していたLEDヘッドランプ（ロービーム・オートレベリング機構付）をムーヴにもメーカーオプション（「L」・「L"SA"」を除く）で設定できるようになっている。
ムーヴカスタムでは、「X」と「RS」の2種類のグレードに加え、それぞれに「ハイパー SA II」という上級グレードが追加されるほか、「X」にはカスタムで最も廉価な「Special」も設定され、細かく差別化されている。
具体的には、「ハイパー SA II」を含まない「X」と「RS」の違いはタイヤ及びアルミホイールのサイズで、「RS」が15インチ、「X」が14インチとなっている。「ハイパー SA II」を含む「RS」系グレードにはスポーティサスペンションが装備されているのに対し、同「X」系グレードにはない。また、「X」「RS」それぞれの「ハイパー SA II」グレードではノーマルの「X」「RS」グレードと以下の違いがある。「ハイパー」ではグリルとブランドマークをダーククロムメッキ化し、グリル下部とフォグランプまわりのLEDイルミネーションを施している。加えてインパネガーニッシュおよびドアオーナメントパネルはグロッシーブラックグロスに、シートはシルバーステッチを施した本革+ファブリックシートに変更される。さらに、アルミホイールは「RS」の15インチ、「X」の14インチそれぞれに「ハイパー」専用のものが用意されている。
一方、「X」に設定の「Special」では、ノーマルグレードからスーパーUV&IRカットガラス（フロントドア）、ステアリングホイールのシルバー加飾、メッキメーターリング、スマートクール（蓄冷エバポレータ）、スーパークリーンエアフィルター、オートライトが省かれ、トップシェイドガラス（フロントウィンドゥ）とオーディオ操作用ステアリングスイッチは他の装備とのセットオプション設定に、マルチインフォメーションディスプレイはアイドリングストップ時間/積算時間・平均燃費・渡航可能距離・外気温のみを表示するベーシック仕様に、ホイールはアルミホイールからフルホイールキャップにそれぞれグレードダウンされる。

### 年表
- 2014年（平成26年）12月12日 - フルモデルチェンジ[17]。

グレード体系はムーヴは5代目・後期型の構成をそのまま継承したが、カスタムは「X"Limited"」・「X"Limited SA"」を廃止する替わりに、「X"ハイパー"」・「X"ハイパーSA"」・「RS"ハイパー"」・「RS"ハイパーSA"」を追加した。
同時に福祉車両「フレンドシップシリーズ」にラインナップされている「ムーヴ フロントシートリフト」もベース車に合わせてフルモデルチェンジ。スポーティモデルの「カスタムX"SA"」及びターボ車の「Xターボ"SA"」を新設（各グレード共に2WD車のみ）して5グレードに拡大したほか、昇降シート車として初めて2トーンカラーの設定もできるようにしたことで、カラーバリエーションはベース車と同一となった。また、シート乗降ユニットを一新したことで、足元スペースや乗降時開口高さを拡大するとともに、最大シート突出量を減らしたことで昇降時間を短縮化。車両本体価格も見直され、最廉価グレードの「L」で4万円値下げし、乗降シート車の消費税非課税と相まって、ベース車（消費税込）との価格差が13.6万円に縮まった。同日にステラもフルモデルチェンジが行われた。
- 2015年（平成27年）
  - 4月27日 - 一部改良（5月11日発売）[22]。

一部グレードに標準装備されているスマアシを進化版の「スマートアシストII（以下、スマアシII）」に変更。これまでのレーザーセンサーとソナーセンサーに加えてカメラを搭載したことで約4～50km/hで走行中に前方に歩行者を認識して衝突の危険性があると判断した場合、及び約60km/h以上で走行中にウインカーを出さずに走行している車線から車両がはみ出しそうになった場合に、それぞれブザーとメーター内の警告灯でドライバーに危険を警告する「衝突警報機能（対歩行者）」と「車線逸脱警報機能」の2つの機能を追加。既存の「衝突回避支援ブレーキ機能」は従来の約30km/hまでから約50km/hまで且つ速度差が約30km/h以内に「衝突警報機能（対車両）」は約30km/hまでから約100km/hまで且つ速度差が約60km/h以内にそれぞれ性能を向上した。同時にグレード名もスマアシII搭載グレードは従来の"SA"から"SA II"に改名した。
ベース車と同時に福祉車両の「ムーヴ フロントシートリフト」も一部改良[23]。最廉価グレードの「L」を除いて標準装備されているスマアシをベース車同様にスマアシIIにバージョンアップした。
  - 6月1日 - ムーヴ及びムーヴ フロントシートリフトのスマアシII搭載車が予防安全性能アセスメントにおいて、軽自動車では初めて、最高評価のJNCAP「先進安全車プラス（ASV+）」を獲得したことを発表した[24]。
  - 10月26日 - カスタムに、発売20周年を記念した特別仕様車「20th Anniversary ゴールドエディション SA II」を発売[25]。「X"SA II"」・「RS"SA II"」をベースに、外観はフロントグリルにゴールドメッキ、ドアアウターハンドルにゴールドに変更し、フロントフェンダーとバックドアに専用Anniversaryエンブレムを装着。内装はインパネガーニッシュとドアオーナメントパネルにグロッシーブラックグロスにゴールドラインを組み合わせた専用仕様とし、ゴールドステッチを施した本革×専用ファブリックを採用。さらに、「RS"20th Anniversay ゴールドエディション SA II"」は15インチアルミホイールを切削×ゴールド仕様に変更した。
- 2016年（平成28年）
  - 6月21日 - 一部改良[26]。

カスタムにおいて、廉価グレードの「X"Special"」を追加するとともに、「ハイパー」シリーズはインテリア加飾や仕様の変更を行い、インパネガーニッシュとドアオーナメントパネルの加飾をギャラクシーマーブル調からグロッシーブラッククロスに、シートステッチ色をブルーからシルバーにそれぞれ変更するとともに、これまではメーカーオプション設定だった「純正ナビ装着アップグレードパック」を標準化した。また、「ハイパー」シリーズのグレード体系を整理し、スマアシII付の「X"ハイパー SA II"」と「RS"ハイパー SA II"」に集約した。
そのほか、全車においてオートライトの点灯のタイミングを早期化するなどの改良を行うなどの仕様変更や、ムーヴにメーカーオプション設定されている「ブラックインテリアパック」の内装色の一部変更を行った。福祉車両の「ムーヴ フロントシートリフト」も一部改良を行い、車両本体価格を一律6,000円値下げした。
- 2017年（平成29年）
  - 3月 - 仕様変更。「シルキーグリーンパール（メーカーオプション、2トーンルーフを含む）」、「トニコオレンジメタリック（カスタム専用）」を廃止。なお、ステラも同様である。タントも2016年11月の一部改良時に当該2色が廃止されている。
  - 8月1日 - マイナーチェンジ[27]。

キャッチフレーズは標準系は「大人のいい選択。」で、カスタムは「スモールに求めるすべてがここにある」で、CMキャラクターは石田ゆり子を起用。
一部グレードに搭載されていたスマアシIIを対歩行者緊急ブレーキ機能も備えた「スマートアシストIII（以下、スマアシIII）」に置換（これに伴って、「SA II」が付くグレードは「SA III」に改名）。併せて、4箇所のカメラで車両の前後左右を映し、上から見下ろしたような映像をナビ画面上に映し出す「パノラマモニター」を採用し、カスタムにオプション設定した[注釈 25]。また、リアシートラゲージ側スライドレバーを装備し、「L」と「L"SA III"」の2WD車を除く全車には運転席シートヒーターを標準装備した。一方で、ムーヴにおいてスマートクールを廃止するなど装備内容の見直しが行われ、車両本体価格を値下げした。
「L"SA III"」は5代目後期型の「L"SA"」から長らく引き継いできた運転席シートリフター及びチルトステアリングの標準装備が廃止され、「L」もブラックインテリアパックの設定そのものがなくなったことで運転席シートリフターが選択不可となった。
6代目発売当初は「"SA"/"SA II"」系の全グレードに用意されていたSRSサイド＆カーテンエアバッグのオプション設定が、「Xターボ"SA III"」と「RS"ハイパー SA III"」の2グレードのみに絞られ、他グレードでは一切の設定がなくなった。
外内装の変更も行われ、「L」系グレードと「カスタムX"Limited SA III"」を除くグレードに装備されているアルミホイールのデザインを変更したほか、全車ではオーディオパネルの左右の幅を各1cmずつ短縮しスリム化（ただし、ディーラーオプションの8インチメモリーナビゲーションを装着した場合は据え置き）。ドアトリム表皮の色や柄を変更した。そのほか、ムーヴはフロントグリルをメッキに変え、「X」系グレードと「Xターボ"SA III"」はエアコンレジスターガーニッシュをシルバーライン加飾を施したプレミアムシャインブラックに変更した。カスタムはヘッドランプが2代目以降長らく伝統として採用されていた丸目4灯から新開発の多灯薄形LED（マニュアルレベリング機構・LEDクリアランスランプ付）に変更するとともに、メッキフロントグリルとフロントバンパーのデザインも変更。リアコンビネーションランプはインナーレンズをスモーククリア化した。内装ではドアアームレストとシート表皮を変更し、エアコンレジスターガーニッシュにプレミアムシャインブラックを設定した。「カスタムRS"ハイパー SA III"」はフロントLEDイルミネーションランプを新意匠に変更し、インパネガーニッシュ&ドアオーナメントパネルをディープマルーン（幾何学柄）に変更した。
ボディカラーも一部変更され、ムーヴは2トーンカラーを廃止してモノトーンカラーのみの設定に。カスタムはモノトーンカラー、ブラックマイカとの2トーンカラーそれぞれに新色の「レーザーブルークリスタルシャイン（メーカーオプション、トール設定色）」を追加した。
グレード体系を整理し、ムーヴは「L」・「L"SA III"」・「X」・「X"SA III"」・「Xターボ"SA III"」の5グレード、カスタムは「X」・「X"Limited SA III"[注釈 26]」・「RS"ハイパー SA III"」の3グレードとなった。
福祉車両の「フロントシートリフト」も標準車と同様にマイナーチェンジされた（なお、運転席シートヒーターは未装備となる）。
- 2018年（平成30年）
  - 8月20日 - 特別仕様車「X"リミテッド SA III"」、「カスタムX"リミテッドII SA III"」、「カスタムRS"ハイパーリミテッド SA III"」を発売[28]。

「X"リミテッド SA III"」は、「X"SA III"」をベースに純正ナビ装着用アップグレードパックとブラックインテリアパック（革巻ステアリングホイール(メッキオーナメント付)、メッキインナードアハンドル、ブラックインテリア）が特別装備。「カスタムX"リミテッドII SA III"」・「カスタムRS"ハイパーリミテッド SA III"」は、「カスタムX"Limited SA III"」・「カスタムRS"ハイパー SA III"」をベースにパノラマモニター対応カメラが特別装備された。
  - 12月 - ボディカラーの設定を変更[29][30]。ムーヴは「コットンアイボリー」を廃止したほか、「ホワイト〈W09〉」は「ホワイト〈W19〉」に、「ライトローズマイカメタリックII」は「ライトローズマイカメタリック」に、「シルキーブルーパール（メーカーオプション）」は「スカイブルーメタリック」（2019年1月発売）にそれぞれ変更。カスタムは「メテオライトグレーイリュージョナルパール（メーカーオプション）」、「ナイトシャドーパープルクリスタルメタリック（メーカーオプション）」が廃止され、ムーヴは9色、カスタムはモノトーンが6色・2トーンが5パターンの設定とした。
- 2019年（令和元年）7月29日 - 特別仕様車「X"リミテッドII SA III"」を発売[31]。2018年8月に発売された「X"リミテッド SA III"」の特別装備内容に加え、新たにLEDヘッドランプ（ロービーム・マニュアルレベリング機構付）が装備された。
- 2020年（令和2年）
  - 2月 - ボディカラーの設定を変更。「ディープブルークリスタルマイカ（メーカーオプション）」が廃止され、従来はカスタム専用色だった「レーザーブルークリスタルシャイン（メーカーオプション）」がムーヴでも設定が可能となった。カスタムは専用色として新色の「スプラッシュブルーメタリック」が追加され、2トーン（メーカーオプション）の「ブラックマイカメタリック×ディープブルークリスタルマイカ」を「ブラックマイカメタリック×スプラッシュブルーメタリック」に変更した。
  - 8月 - 仕様変更。WLTCモードによる燃料消費率（NA車はJC08モード走行時の数値も併記）並びに排出ガスに対応。NA車は「平成30年排出ガス基準50%低減レベル（☆☆☆☆）」認定を取得したものの、JC08モードによる燃料消費率が低下したため、駆動方式を問わず2020年度燃費基準達成に格下げ。ターボ車は平成30年排出ガス規制適合及び燃料消費率のWLTCモードへの移行に伴い、従来リアウィンドウ右下に装着されていた「低排出ガス車」と「燃費基準達成車」のステッカーが装着されなくなった。併せて、ボディカラーの設定が変更となり、「パールホワイトIII（メーカーオプション）」を「シャイニングホワイトパール（メーカーオプション）」に変更され、新色としてムーヴに「ダークエメラルドマイカ」、カスタムに「コンパーノレッド（メーカーオプション）」をそれぞれ追加し、カスタム専用の2トーン（メーカーオプション）に「ブラックマイカメタリック×コンパーノレッド」を追加したことで、ムーヴは10色、カスタムはモノトーンが7色・2トーンが6パターンの設定となった。
- 2021年（令和3年）9月1日 - 一部改良並びに特別仕様車「カスタムX"VS SA III"」を発売[32]。

一部改良では、福祉車両の乗降シート車「フロントシートリフト」を含む全車にオートライトが装備されたほか、カタロググレードはグレード体系が整理され、「スマアシIII」非装備グレードの「X」と「カスタムX」を廃止。ムーヴカスタムは「スマアシIII」が全車標準装備となった。「フロントシートリフト」は一部グレードの装備内容が拡充され、「X"SA III"」は純正ナビ装着用アップグレードパックを標準装備化して「X"Limited II SA III"」に、「カスタムX"Limited SA III"」はパノラマモニター対応カメラを標準装備化して「カスタムX"Limited II SA III"」にそれぞれ改名された。
特別仕様車の「カスタムX"VS SA III"」は、「カスタムX"Limited SA III"」をベースにパノラマモニター対応カメラを特別装備した。
- 2023年（令和5年）
  - 6月29日 - 生産終了。以降は流通在庫のみの販売となり、在庫がなくなり次第、販売終了となる。
  - 7月24日 - 販売終了、およびダイハツの公式ホームページへの掲載終了。なお、本来は同年7月3日に7代目へのフルモデルチェンジが予定されていたが、同年4月以降、同社が生産する一部車種（例：2代目ロッキーとそのOEMのトヨタ・ライズの各種e-SMART HYBRID仕様車、およびトヨタやプロドゥア向けを含む新興国で現地生産される一部車種）にて認証手続きに不正があることが発覚した影響[33]で、不正の全容解明と再発防止策の実施が済むまでフルモデルチェンジの発表が無期限延期されていることを理由にムーヴのラインナップは6代目の生産終了・販売終了を以て一時的に途切れることになる[34]。
  - 12月20日（補足） - 第三者委員会による調査の結果、エアバッグに関する試験において、量産品と同じ「エアバッグ展開コンピューター（ECU）」が使われていなかったという不正が判明したため、当車種も不正車種の対象となった[35]。

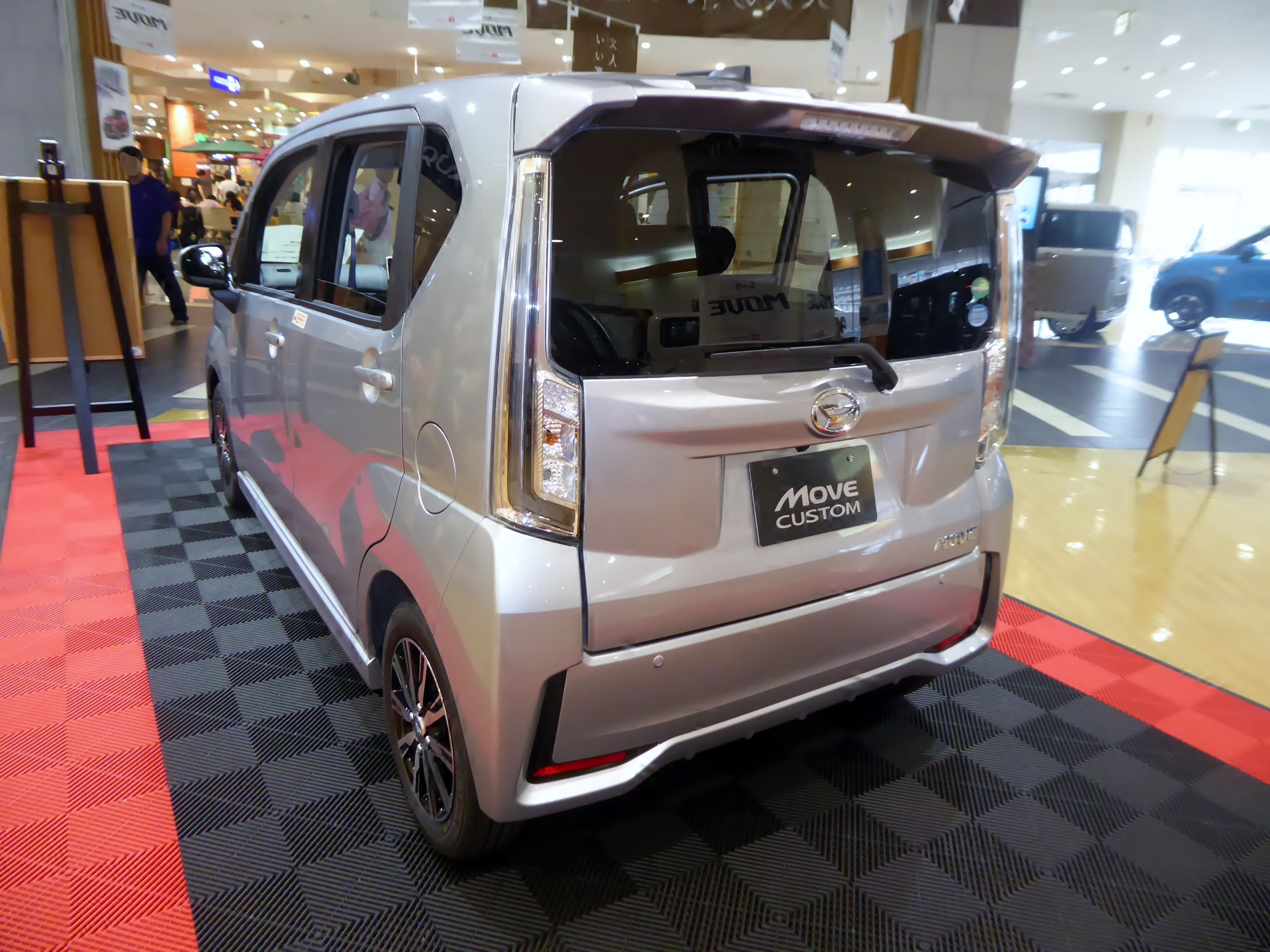
2017年8月改良型 カスタムX"Limited SA III" 後 2017年8月 - 2023年7月
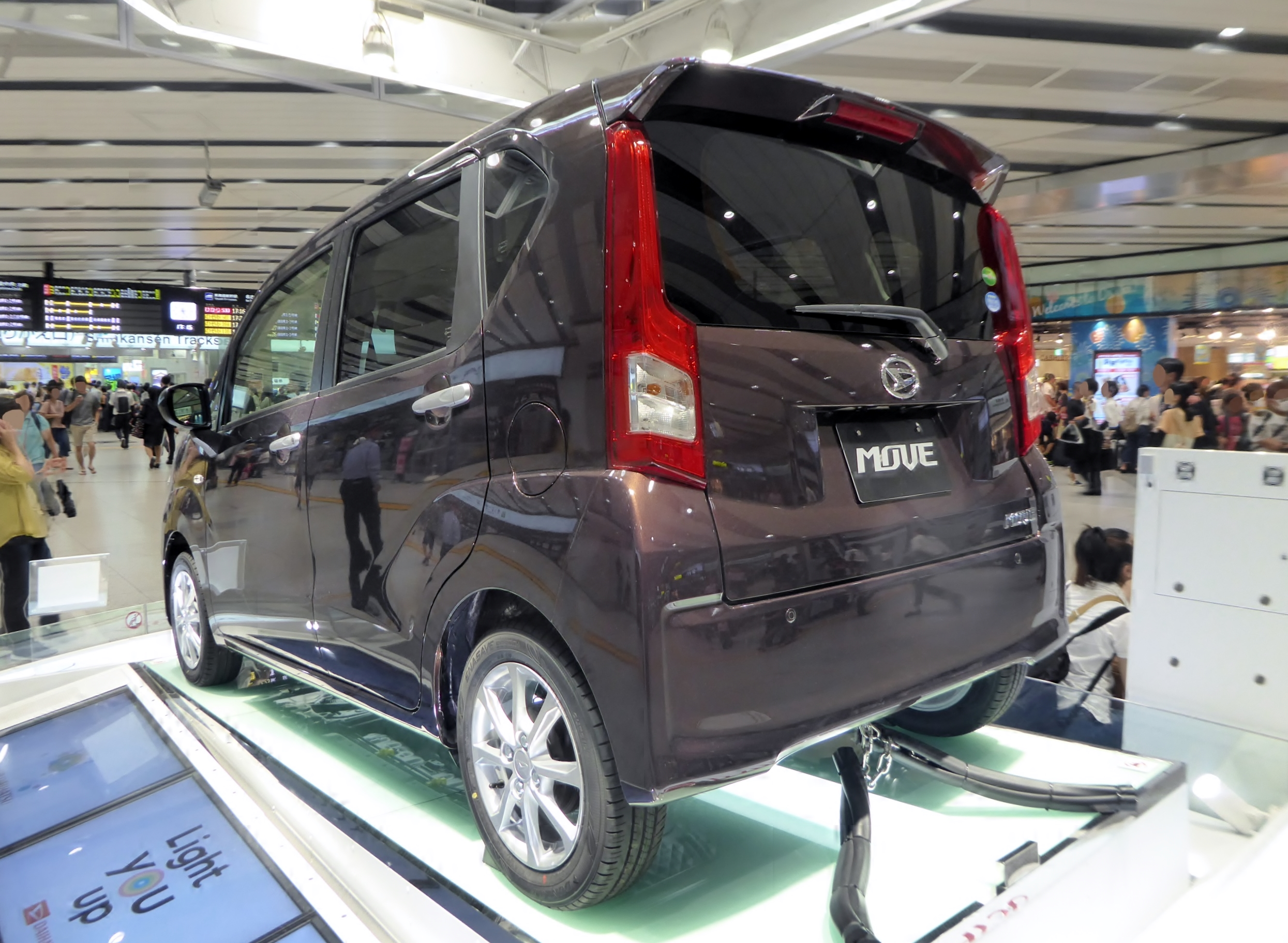
2017年8月改良型 X"SA III" 後 2017年8月 - 2023年7月
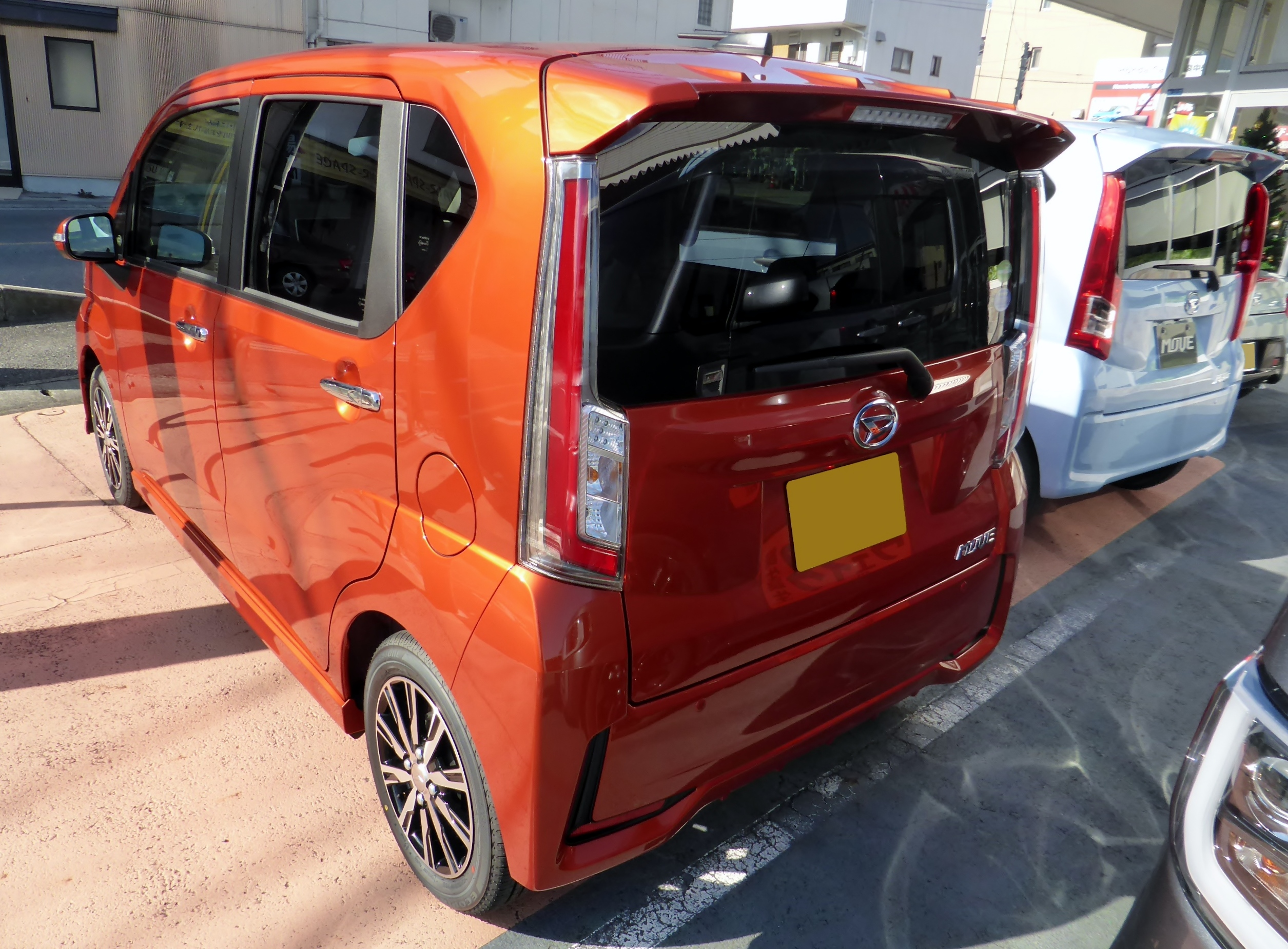
2014年12月初期型 カスタムX"ハイパーSA" 後 2014年12月 - 2015年5月
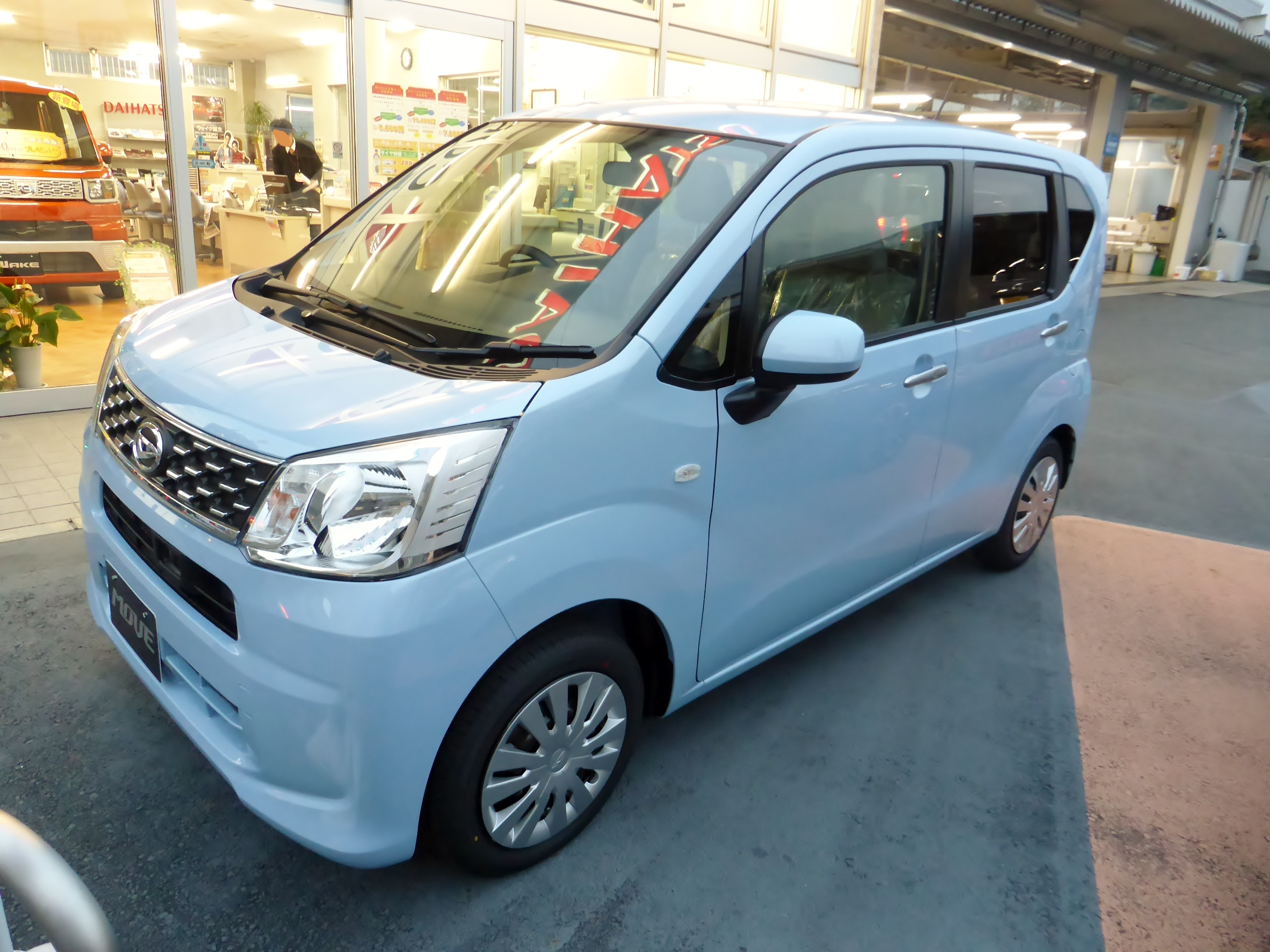
2014年12月初期型 L"SA" 2014年12月 - 2015年5月
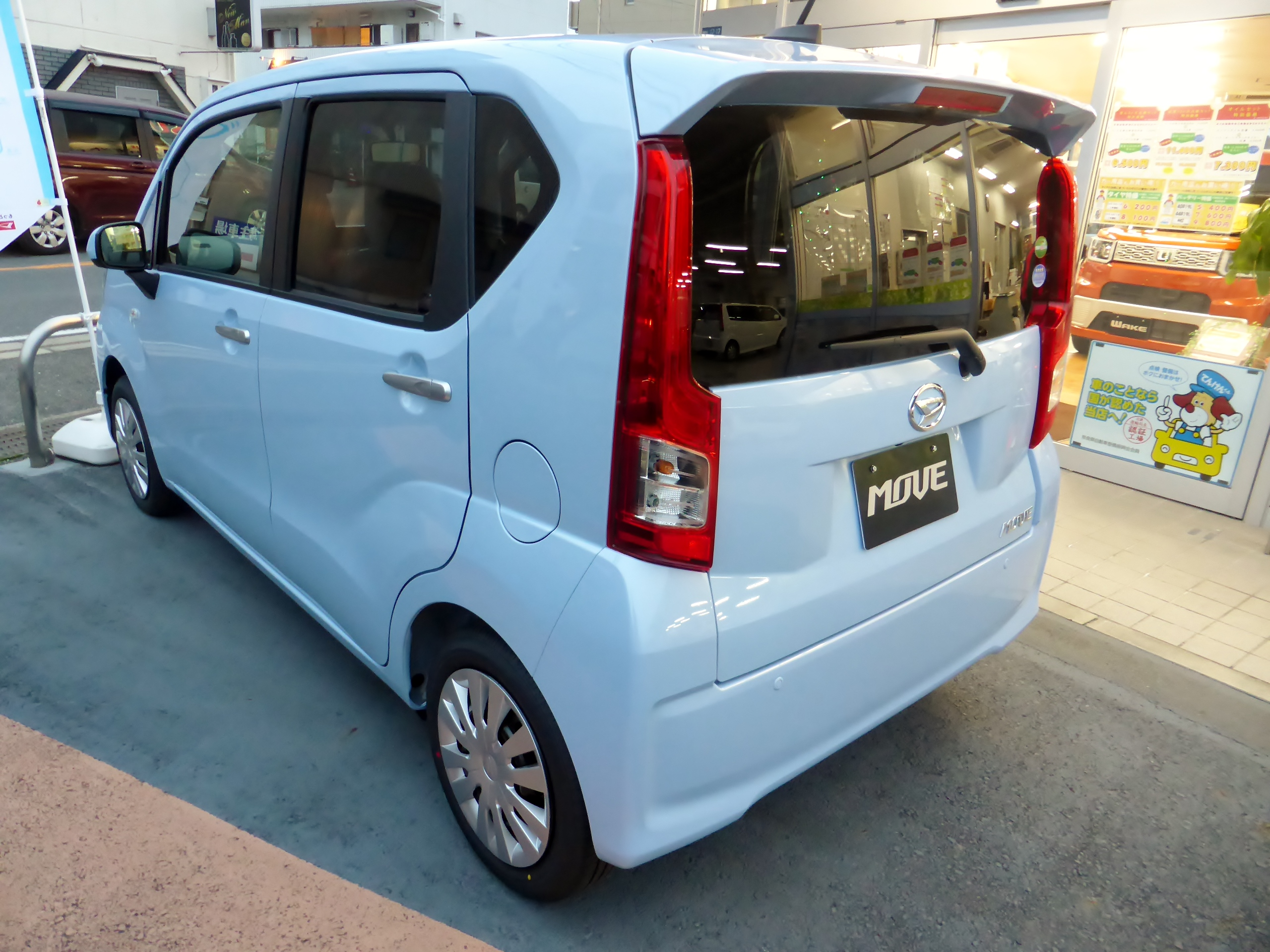
2014年12月初期型 L"SA" 後 2014年12月 - 2015年5月
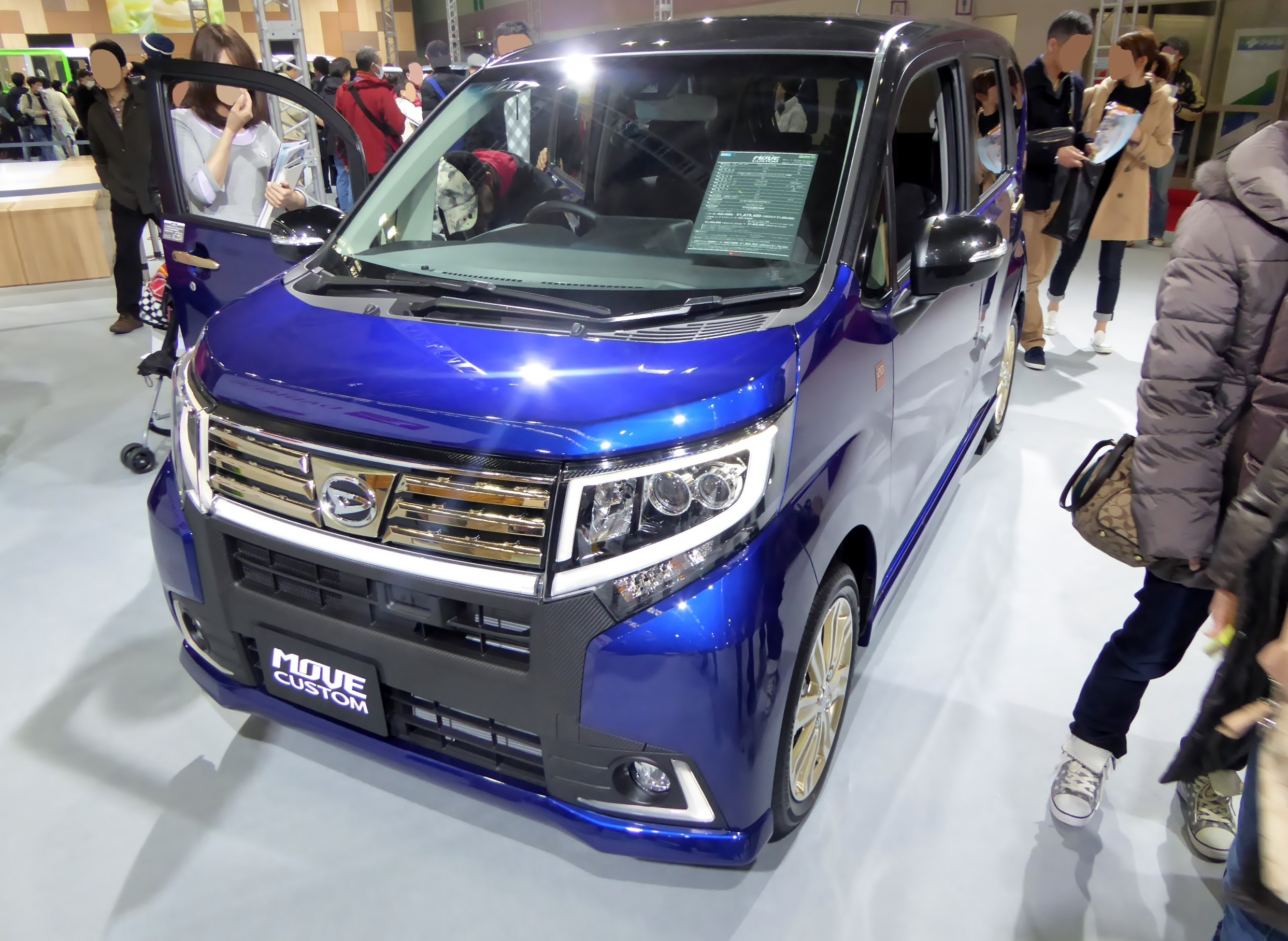
カスタムRS"20th Anniversary ゴールドエディション SA II"
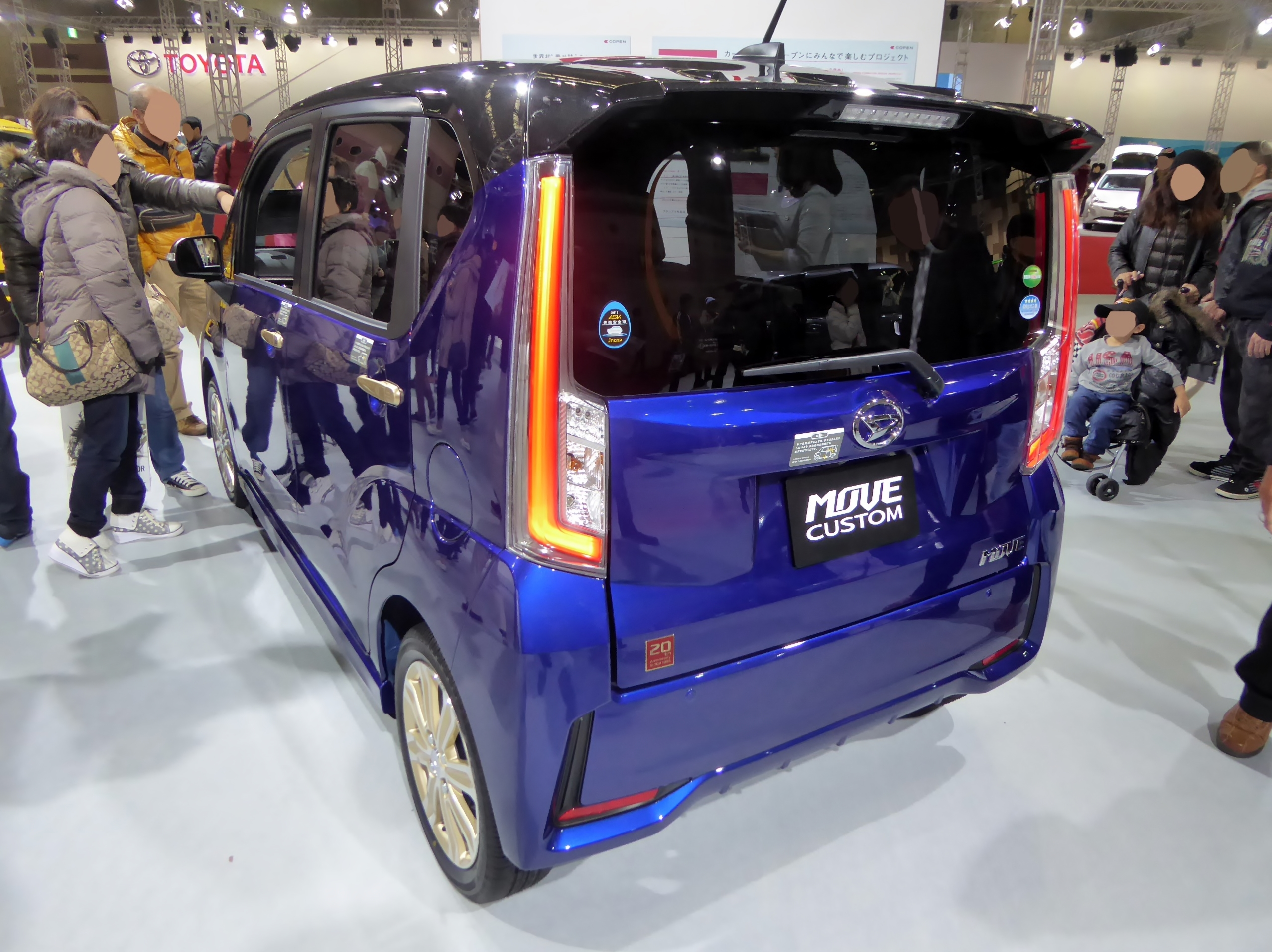
カスタムRS"20th Anniversary ゴールドエディション SA II" 後

## 7代目 LA850/860S型（2025年 - ）
「スマアシ」の標準化、およびカスタムの廃止に伴いグレード体系が整理され、エントリーグレードの「L」は「L"SA III"」を吸収統合して「スマアシ」を標準化。「X"SA III"」はグレード名としては2021年9月の一部改良に伴う廃止以来の復活となる「X」に改名され、カスタムに用いられていた「RS」はターボ車のグレードとして引き継ぎ、新たにNAエンジン車の上級グレードとなる「G」を追加した4グレードとなった。
後席ドアはムーヴとしては歴代初となるスライドドアとなり、「X」以上のグレードではタッチ&ゴーロック機能やイージークローザー機能を備えたパワースライドドアとなる（「RS」は両側、「X」と「G」は左側(助手席側)のみで、右側(運転席側)はメーカーオプションで装備可能）。フロント周りはグリルとヘッドランプがシームレス化され、グリルは「L」と「X」はブラック、「G」と「RS」はコンビネーション（ガンメタリック塗装/メッキモール付）となる。ヘッドランプは全車フルLEDとなった。なお、リアコンビネーションランプは本代でも縦型で踏襲される。
「G」と「RS」には、車両注文時のみ設定が可能なメーカーオプションとディーラーオプションを組み合わせた「アナザースタイル」が用意されており、ブラックの外観パーツで構成された「ダンディースポーツスタイル」と外内装のパーツにカッパーのアクセントがあしなわれ、フロントシートの一部とフロントドアアームレストシート表皮にソフトレザー調を採用した「ノーブルシックスタイル」の2種類が設定される。
「スマアシ」は最新仕様へアップデートされ、車線逸脱抑制制御機能、ふらつき警報、路側逸脱警報機能、標識認識機能（進入禁止/最高速度/一時停止）、サイドビューランプ、全車速追従機能付ACC（アダプティブクルーズコントロール）、LKC（レーンキープコントロール）、スマートパノラマパーキングアシスト（駐車支援システム）、パノラマモニター、コーナーセンサーが加わり、誤発進抑制機能はブレーキ制御付に、ハイビームアシストはグレードによりAHB（オートハイビーム）又はADB（アダプティブドライビングビーム）へ強化されたことで17の機能に拡充された（搭載される装備はグレードによって異なり、装備によってはメーカーオプション設定となる）。
燃料消費率が向上されたことで、NA・2WD車は「2030年燃費基準80%達成車」、ターボ・2WD車は「同75%達成車」となった。
フューエルリッドはオープナーレバー操作を無くして手動で開閉可能なドアロック連動式となり、「G」と「RS」はパーキングブレーキを電動化してオートブレーキホールド機能も装備。メーカーオプションにはスマホ連携ディスプレイオーディオが新たに設定され、コネクティッドサービスの「ダイハツコネクト」に対応。ディーラーオプションにはディスプレイオーディオよりもさらに大きい10インチのスタイリッシュナビが設定されたほか、BSM（ブラインドスポットモニター）や急アクセル時加速抑制システムである「プラスサポート」も設定された。
車両型式はLA850/860S型で、先に2代目へフルモデルチェンジされたムーヴキャンバスと同じ型式となる。

### 年表
- 2025年（令和7年）
  - 5月12日 - 発売に先駆けてティザーサイトを先行公開[36]。
  - 6月5日 - フルモデルチェンジを正式発表し、6代目の販売終了から約1年11か月ぶりに販売を再開した[37]。
    - ボディカラーは6代目（2021年9月一部改良モデル）からコンパーノレッド（メーカーオプション）、レーザーブルークリスタルシャイン（メーカーオプション）、シャイニングホワイトパール（メーカーオプション）、スカイブルーメタリック、ブラックマイカメタリック、ブライトシルバーメタリック、ホワイトの7色が踏襲され、茶系（メーカーオプション）はプラムブラウンクリスタルマイカから新規色のグレースブラウンクリスタルマイカへ差し替え、クロムグレーメタリックとサンドベージュメタリックを追加して全10色となった。また、2トーン（メーカーオプション）は6代目（2021年9月一部改良モデル）からブラックマイカメタリック×シャイニングホワイトパールが踏襲され、スムースグレーマイカメタリック×グレースブラウンクリスタルマイカとブライトシルバーメタリック×スカイブルーメタリックを追加した全3色となった。なお、グレードによって設定可能なカラーバリエーションが異なり、「L」はスカイブルーメタリック、ブラックマイカメタリック、ブライトシルバーメタリック、ホワイトの4色のみ、「X」はクロムグレーメタリックを除くモノトーン9色、「G」と「RS」はブライトシルバーメタリックとホワイトを除くモノトーン8色と2トーン3色の計11色の展開となる。

  - 6月12日 - SUBARUへ4代目ステラとしてOEM供給を再開。2023年6月の3代目モデルの生産終了以来、2年ぶりに生産を再開した[38]。
  - 7月8日 - 発売後約1ヶ月時点での累計受注台数が月間販売目標台数（6,000台）の5倍となる約3万台となったことを発表[39]。

## 燃料電池自動車
ダイハツでは電気自動車を開発した技術力を元に、早くも1972年から燃料電池自動車を開発、ムーヴもそのベース車になっており、2種類が登場した。2005年からはタントFCHVも登場している（トヨタ・FCHVも参照）。
ムーヴEV-FC
初代をベースとして1999年に登場。メタノールを改質して水素を抽出する「メタノール改質式」を採用した。
ムーヴFCV-K-2
2代目・L900S/902S/910S型をベースとして2001年に登場。トヨタ自動車との共同開発で高圧水素タンクを搭載する。2003年に国土交通大臣認定を受けて公道走行を開始、1台が大阪府に貸与されている。

## 車名の由来
英語で「動かす」「感動させる」と言う意味。